# عثمان الأول
أَبُو المُلُوك السُّلطان الغازي فخرُ الدين قره‌عُثمان خان بن أرطُغرُل بن سُليمانشاه القايوي التُركماني (بالتُركيَّة العُثمانيَّة: أبو المُلوك غازى سُلطان عُثمان خان بن ارطُغرُل)، المعروف اختصارًا بـ«عُثمان الأوَّل» ويُعرف كذلك باسم عُثمان بك (بالتركية: Osman Bey)‏ وقره‌عُثمان (بالتركية: Kara Osman)‏؛ هو زعيم عشيرة قايى التُركيَّة وعامل سلاجقة الروم على إحدى إمارات الثُغور الأناضوليَّة ومُؤسس السُلالة العُثمانيَّة التي حكمت البلقان والأناضول والمشرق العربي والمغربين الأدنى والأوسط طيلة ستمائة عام إلى أن انقضى أجلها مع إعلان قيام الجُمهوريَّة التُركيَّة سنة 1922م.
وُلد عُثمان الأوَّل سنة 656هـ المُوافقة لِسنة 1258م، للأمير أرطُغرُل الغازي، عامل سلاجقة الروم على إحدى الثُغور المُطلَّة على بحر مرمرة، وحليمة خاتون. وصُودف أن يُولد في ذات اليوم الذي غزا خلاله المغول مدينة بغداد عاصمة الدولة العبَّاسيَّة وحاضرة الخِلافة الإسلاميَّة، الأمر الذي جعل المُؤرخين العُثمانيين اللاحقين يربطون بين الحدثين بِطريقةٍ دراماتيكيَّة. تولّى عُثمان شؤون الإمارة وزعامة العشيرة بعد وفاة والده، فأخلص الولاء للسلطنة السُلجوقيَّة الروميَّة على الرُغم مما كانت تتخبَّط فيه من اضطراب وما كان يتهدَّدها من أخطار. وفي سنة 1295م شرع عُثمان بمُهاجمة الثُغور الروميَّة باسم السُلطان السُلجوقي والخليفة العبَّاسي، ففتح عدَّة حُصون وقاد عشيرته إلى سواحل بحر مرمرة والبحر الأسود. وحين تغلَّب المغول على سلاجقة الروم وقضوا على دولتهم، سارع عُثمان إلى إعلان استقلاله عن السلاجقة، فكان بذلك المُؤسس الحقيقي لِدولةٍ تُركيَّةٍ كُبرى نُسبت إليه فيما بعد، فعُرفت «بالعُثمانيَّة». وظلَّ عُثمان يحكم الدولة الجديدة بصفته سُلطانًا مُستقلًّا حتَّى سنة 1326م. وفي هذه السنة فتح ابنه أورخان مدينة بورصة الواقعة على مقرُبة من بحر مرمرة، وكان عُثمان في هذه الفترة قد مرُض مرض الموت، وما لبث أن تُوفي، فنُقل جُثمانه إلى بورصة ودُفن فيها، الأمر الذي جعل للمدينة رمزيَّة كبيرة عند العُثمانيين لاحقًا. أمَّا خُلفائه وذُريَّته فقد تابعوا الحملات التي بدأ فيها حتَّى أواسط القرن السَّابع عشر الميلاديّ، مُحولين الإمارة التي وضع أُسسها إلى إمبراطوريَّة عالميَّة.
رُغم شُيوع لقب «السُلطان» أو «الپادشاه» والتصاقه بعُثمان الأوَّل إلَّا أنَّه لم يكن سُلطانًا فعليًّا في زمانه، وإنما لُقب بذلك لاحقًا لاعتباره مُؤسس سُلالة السلاطين العُثمانيين. اشتهر عُثمان الأوَّل ببساطة العيش والملبس لِتأثره بِمُعتقدات الدراويش الصوفيَّة، وكان بعيدًا عن الترف والبذخ، فحافظ على نمط حياته كشيخٍ لِعشيرة قايى، وحافظ على التقاليد التُركيَّة القديمة التي تحكم العلاقة بين الشيخ وأفراد العشيرة، وهي تقاليد سابقة على الإسلام لم يهجرها التُرك لِعدم تعارضها مع تعاليم الشريعة الإسلاميَّة.

## خلفيَّة تاريخيَّة

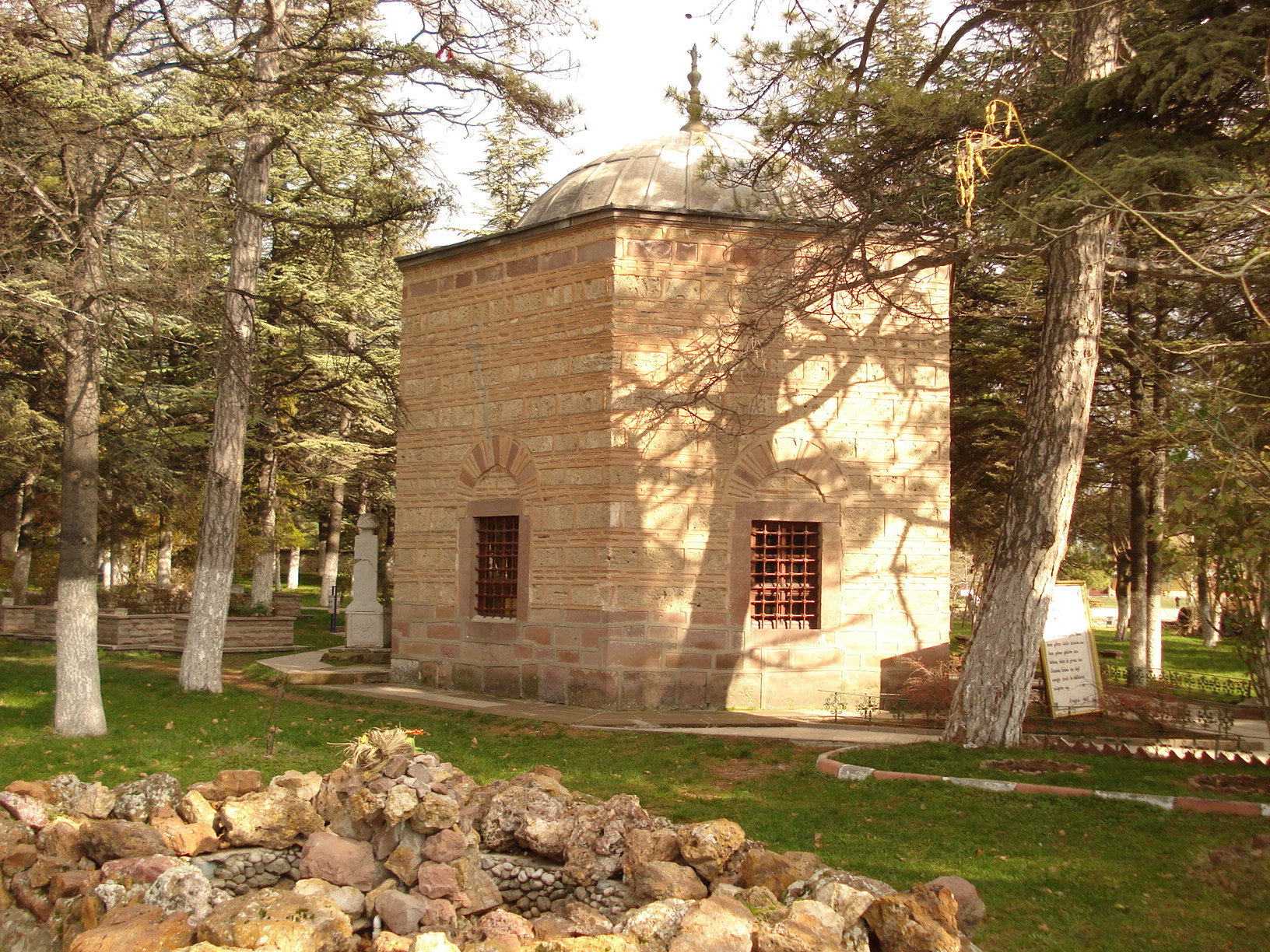
تُربة (ضريح) الأمير أرطُغرُل الغازي في بلدة سُكود بتُركيا.

تُشيرُ أغلب الدراسات إلى أنَّ التُرك العُثمانيين ينتسبون إلى عشيرة قايى التُركيَّة الغُزيَّة (الأوغوزيَّة) التي دفعها تقدُّم المغول في أوائل القرن الثالث عشر الميلاديّ إلى الهرب غربًا صوب الأناضول حيثُ سكنت في منطقة تابعة لِسلطنة سلاجقة الروم. بينما تُشيرُ دراساتٍ أُخرى إلى أنَّ عشيرة قايى انتقلت قبل نحو قرنين من هذا التاريخ مع بني سُلجوق من ما وراء النهر إلى خُراسان نحو سنة 1040م وسكنت بجوار مدينة مرّو، ثُمَّ ارتحلت مُجددًا إلى الأناضول الشرقيَّة بعد سنة 1071م. انخرطت تلك العشيرة وغيرها من العشائر التُركيَّة المُرتحلة في جيش السُلطان علاءُ الدين كيقباد الثاني وواجهت معه الهُجومات الخوارزميَّة والمغوليَّة والروميَّة التي تعرَّضت لها دولته، وكانت عشيرة قايى بِزعامة قائدها أرطُغرُل بن سُليمانشاه في مُقدمة الجُيوش السُلجوقيَّة على الدوام، وقد تمَّ النصر بفضلها عدَّة مرَّات، الأمر الذي دفع السُلطان علاء الدين إلى تلقيبها بِمُقدمة السُلطان، وكافأ أرطُغرُل بأن أقطع عشيرتهُ بعض الأراضي الخصبة قُرب أنقرة، وصار لا يعتمد في حُروبه مع مُجاوريه إلَّا عليه وعلى رجاله. وكان عقب كُل انتصار يُقطعهُ أراضي جديدة ويمنحهُ أموالًا جزيلة. وظلَّ أرطُغرُل حليفًا للسلاجقة حتَّى أقطعهُ السُلطان السُلجوقي منطقة في أقصى الشمال الغربي من الأناضول على الحُدود الروميَّة، في المنطقة المعروفة باسم «سُكود» حول إسكي شهر، حيثُ بدأت العشيرة هُناك حياةً جديدة. ويبدو أنَّ السُلطان السُلجوقي رغب في استغلال مواهب العشيرة العسكريَّة والكفائة القتاليَّة العالية لِأبنائها لِحراسة الحُدود مع الروم، لِذلك منح العشيرة تلك الأراضي لِصد أي هُجوم روميٍّ على بلاده وبلاد المُسلمين. وظفر أرطُغرُل بِلقب «أوچ بكي»، أي «مُحافظ الحُدود»، وكان منح هذا اللقب يتماشى مع التقاليد التي درجت عليها الحُكومة السُلجوقيَّة، وهو منح أي رئيس عشيرة، يعظم أمره ويلحق به عدد من العشائر الصغيرة، لقب مُحافظ الحُدود. غير أنَّ أرطُغرُل كان ذا أطماعٍ سياسيَّة بعيدة، فلم يقنع بِهذه المنطقة التي أقطعهُ إيَّاها السُلطان السُلجوقي، ولا باللقب الذي ظفر به، ولا بِمُهمَّة حِراسة الحُدود والمُحافظة عليها؛ بل شرع يُهاجم باسم السُلطان مُمتلكات الروم في الأناضول، فانتزع منهم عدد من القُرى والبلدات، واستطاع أن يُوسِّع أراضيه خِلال مُدَّة نصف قرن قضاها كأمير على مُقاطعة حُدوديَّة، وتُوفي في سنة 680هـ المُوافقة لِسنة 1281م، عن عُمرٍ يُناهزُ تسعين سنة.

## بداياته

### مولده ونسبه

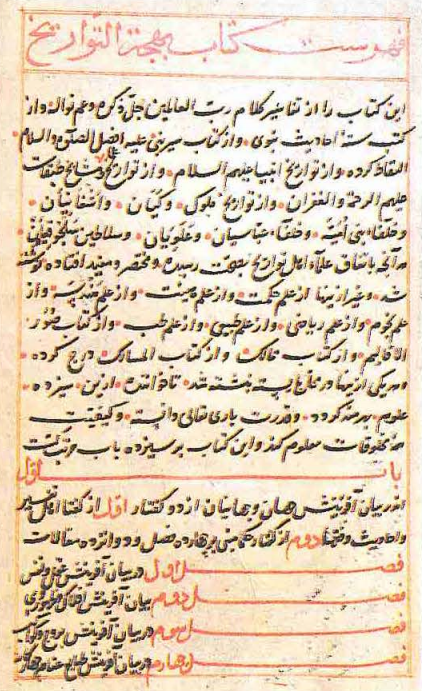
صفحة فهرست كتاب «بهجة التواريخ» تأليف المُؤرِّخ شُكر الله. إحدى أقدم المراجع التي تتحدث عن المراحل الأولى من حياة عُثمان الأوَّل.

وُلد عُثمان الأوَّل يوم 8 صَفَر 656هـ المُوافق فيه 13 شُباط (فبراير) 1258م، وهو اليوم ذاته الذي اجتاحت فيه جحافل المغول مدينة بغداد وأمعنت تقتيلًا بأهلها ودكَّت معالم العُمران والحضارة فيها. ولا يتوافر الكثير من المصادر عن حياته الأولى، إلَّا أنَّ القلَّة المُتوافرة أغلبها يُشير إلى ولادته في مدينة سُكود التي اتخذها والده عاصمةً لِإمارته. وسبب قلَّة المعلومات المُتوافرة حول هذه المرحلة من حياته يرجع إلى أنَّ أقدم مصدر معروف عنها كُتب بعد قُرابة مائة سنة من وفاته. ومن تلك المصادر: «دستان وتواريخ مُلوك آل عُثمان» تأليف شاعر وحكيم البلاط العُثماني زمن السُلطان بايزيد الأوَّل أحمد بن خِضر تاج الدين الشهير بِلقب «أحمدي» (1334- 1413م)، و«بهجةُ التواريخ» تأليف المُؤرِّخ شُكر الله (ت. 1464م)، و«تاريخ آل عُثمان» تأليف المؤرخ درويش أحمد عاشق باشا زاده (1400 - 1484م). وفي الواقع فإنَّ هذه المصادر المذكورة الباقية ليست هي نفسها النسخ الأصليَّة، بل نُسخٌ عنها أُعيدت كتابتها مرارًا بعد سنوات، لذا يُحتمل أن تكون بعض المعلومات قد سقطت منها، على أنَّ بعض المُؤرخين يقول بأنها نُسخت كما هي وبالتالي فلا فرق بينها وبين النص الأصلي. وفي الحقيقة كذلك فإنَّ المصادر العُثمانيَّة والأوروپيَّة والروميَّة لا يُمكن الاعتماد عليها كثيرًا حول أُصول عُثمان الأوَّل وبالتالي أصل عشيرته. فالسجلَّات العُثمانيَّة الأصليَّة المكتوبة والتي لا تزال باقية تعود كُلها للفترة اللاحقة على فتح القُسطنطينيَّة. كما أنَّ الروم لا يُشيرون في كتاباتهم إلى أصل العُثمانيين. أمَّا المُؤرخون الأوروپيّون الأوائل، فلم يهتموا بهذا الشعب التُركي وأُصوله إلَّا مُنذ أن بدأ يُشكِّلُ خطرًا على أوروپَّا، أي بعد وفاة عُثمان بقُرابة مائة سنة أو أكثر.
يذكر الإمام أحمد بن سُليمان بن كمال باشا الحنفي (ت. 940هـ \ 1534م) مؤلِّف كتاب «تأريخ آل عُثمان» أنَّ عُثمان كان أصغر أولاد أرطُغرُل سنًا، وأنَّ ولادته كانت ببلدة سُكود التي وُلّي عليها والده، إلَّا أنه قال بأنَّ ولادته كانت سنة 652هـ، وقد حدثت في ليلةٍ بدراء (ظهر فيها البدر)، كما ذكر أنَّ والدته هي حليمة خاتون (على أنَّ البعض يُشير إلى أنها جدَّته). ويذكرُ ابن كمال أيضًا أنَّ عُثمان نشأ نشأة فتيان قبائل التُرك المُرتحلة، فتعلَّم المُصارعة والمُبارزة بالسيف في صغره، كما تعلَّم رُكوب الخيل والرمي بالنبال والصيد بالعُقبان، فكان أمهر إخوته في هذا المجال. كما تعلَّم مبادئ الدين الإسلامي، وتقرَّب من مشايخ الصُوفيَّة وتأثر بهم، وفي مُقدمتهم مُعلِّمه الشيخ «إده بالي»، فانعكس ذلك على شخصيَّته وأُسلوب حياته.

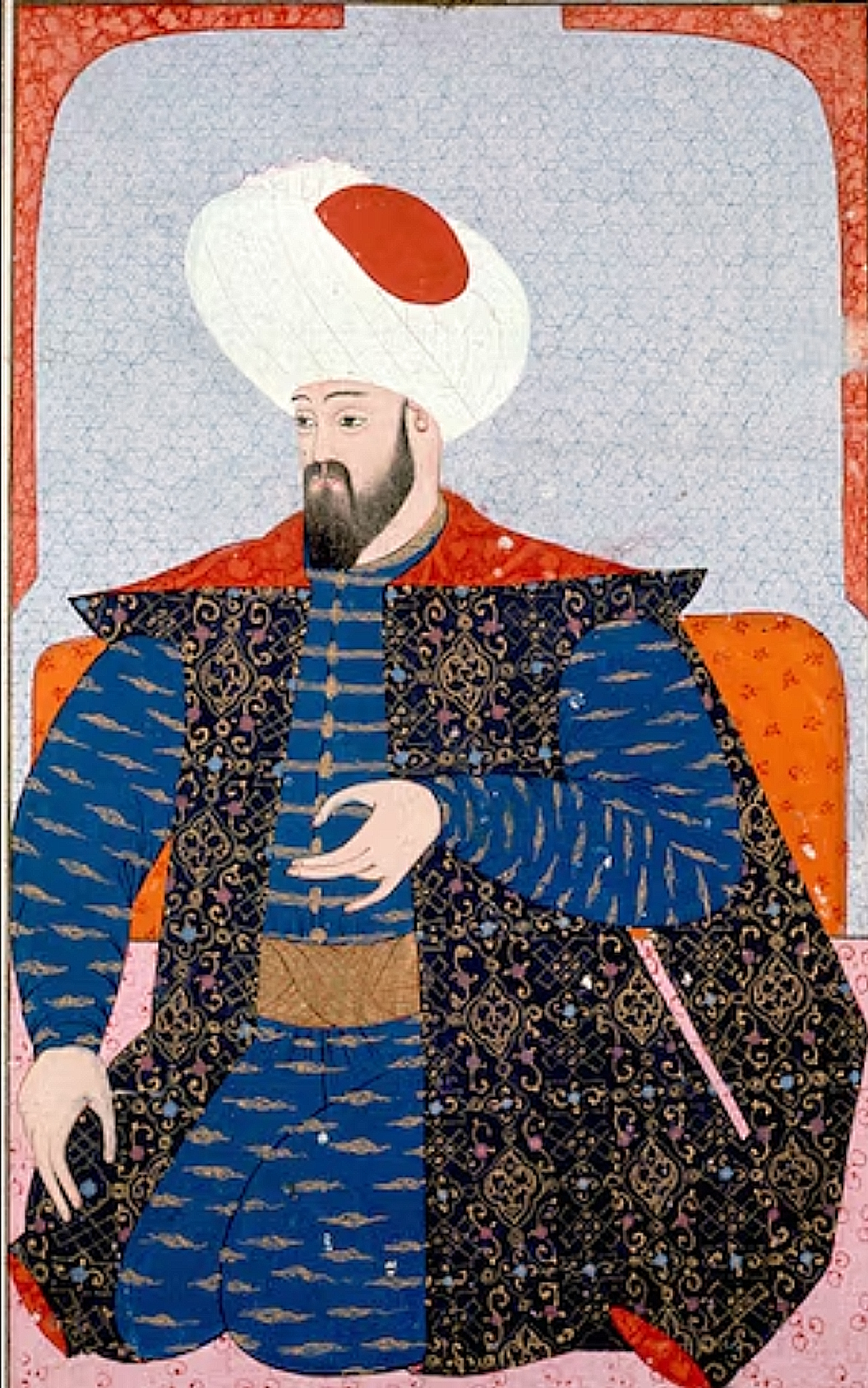
مُنمنمة عُثمانيَّة لِعُثمان في شبابه.

أمَّا من حيثُ النسب، فإنَّ الرواية الكلاسيكيَّة الأكثر شُيوعًا وانتشارًا تُفيد بأنَّ عُثمان هو حفيد «سُليمانشاه» الذي قضى نحبه غرقًا أثناء عُبوره نهر الفُرات بِحصانه، على أنَّ المُؤرخ التُركي يلماز أوزتونا يعتبر بأنَّ الروايات التي تنص على ذلك رواياتٌ ضعيفة، وأنَّ جد عُثمان ووالد أرطُغرُل يُدعى «گندز ألب». ويُضيف أنَّ الأرجح أن سُليمانشاه هو ذكرى باقية من اسم فاتح الأناضول سُلیمان بن قُتلمش الذي أسس سُلالة سلاجقة الروم، وأنَّ الادعاء بهذا الاسم رُبما نشأ بدافع الربط بين بني عُثمان وبني سُلجوق، خاصَّةً أنَّ بني عُثمان قد ظهروا على مسرح التاريخ مُدعين أنهم الخُلفاء الشرعيّون لِبني سُلجوق. وبناءً على هذا، فإنَّ شجرة نسب عُثمان الافتراضيَّة تكون كالتالي: عُثمان بن أرطُغرُل بن گندز ألب بن قايا ألب بن گوك ألب بن صارقوق ألب بن قايى ألب، فهؤلاء كُلهم بكوات (أُمراء) عشيرة قايى المذكورين في المصادر العُثمانيَّة. ومن حيثُ شجرة الأنساب العُثمانيَّة الرسميَّة، فإنَّ عُثمان الأوَّل هو حفيد «مته» الذي يُطلق عليه التُرك اسم «أوغوز خان» (ت. 174 ق.م) في البطن السَّادس والأربعين. ومن جهةٍ أُخرى تُشير بعض المصادر العُثمانيَّة إلى نسبٍ أبعد لِعُثمان ومعلوماتٍ عن أُصول التُرك الغز هي أقرب إلى الأساطير من الحقيقة، فتقول بأنَّهم من نسل يافث بن نوح، وبأنَّ لِعُثمان شجرة أنساب تضم 52 سلفًا أو أكثر وتنتهي عند النبي نوح. وتضم هذه الشجرة گوك ألب وأوغوز خان (التي تقول بأنَّه والد گوك ألب) والغُز التُركمان، ومنهم السلاجقة الذين سيطروا على فارس والأناضول وأوقعوا بالروم هزيمةً فادحة في وقعة ملاذكرد. وبهذا تبدو ملامح بعض ما أشار إليه يلماز أوزتونا في فرضيَّته، بأنَّ بني عُثمان كانوا يُحاولون على الدوام ربط أنفسهم بالسلاجقة، والظُهور بمظهر ورثتهم. هذا ويتحدَّث المُؤرِّخ ابن إياس في مُؤلَّفه حامل عنوان «بدائع الزُهُور في وقائع الدُهُور» عن أُصُول مُختلفة تمامًا لِعُثمان، يرفضها المُؤرخون المُعاصرون، ووفق هذه الرواية فإنَّ عُثمان وُلد سنة 658هـ، استنادًا إلى ما قاله بعض المُؤرخين من الذين سبقوه، وأنَّ أُصوله عربيَّة من الحجاز، وأنه كان يقطن وادي الصفراء بِالقُرب من المدينة المُنوَّرة. فلمَّا وقع الغلاء بِالمدينة خرج منها عُثمان فارًا إلى بلاد بني قرمان، فنزل بِقونية وتزيَّا بِزي أهلها وأخذ عنهم عاداتهم وتقاليدهم، ثُمَّ التحق بِخدمة الأمير علاء الدين علي بن خليل القرماني، فعظم أمره عنده ومشى على طريقتهم وتكلَّم بِالتُركيَّة، وصار لهُ أتباع كثيرة وأعوان.

### اسمه
تُشيرُ جميع المصادر التاريخيَّة أنَّ أرطُغرُل أطلق على ولده الأصغر اسم «عُثمان» تيمُنًا بالخليفة الراشد الثالث عُثمان بن عفَّان، أحد الصحابة المُقربين من الرسول مُحمَّد ومن العشرة المُبشرين بالجنَّة وفق المُعتقد الإسلامي السُني تحديدًا. إلَّا أنَّ أحد المُؤرخين المُعاصرين المُتخصصين بالدراسات البيزنطيَّة، وهو الدكتور «لاوند قياپينار» يقول بأنَّ الاسم الأصلي لِمُؤسسة السُلالة العُثمانيَّة كان في الواقع «أتومان» أو «أتمان»، مُستندًا في ذلك إلى كتابات المُؤرخ الرومي جرجس پاخيمرس (1242 – ح. 1310م) الذي عاصر عهد عُثمان الأوَّل، ولم يذكر بداية اسمه بِحُروفٍ تُماثل العين العربيَّة، وأورده باللاتينيَّة على أنهُ «Ottomanus
» وباليونانيَّة «Асман
»، ومن تبريراته الأُخرى أنَّ والد عُثمان وإخوته وأعمامه لم يحمل أيًّا منهم أسماء عربيَّة إسلاميَّة، فلماذا يكون هو فريدًا بين أقاربه هؤلاء جميعًا؟ وقد تمَّ الرد على هذا بأنَّ هذا الادعاء غير دقيق، فجد عُثمان إن كان فعلًا يُدعى «سُليمانشاه» يُمثِّلُ أكبر دليلٍ على أنَّ التسميات العربيَّة والإسلاميَّة كانت شائعة في قبيلة قايى قبل ولادة عُثمان بزمن، كما أنَّ عُثمان نفسه أطلق على أولاده أسماءً عربيَّة إسلاميَّة وأُخرى تُركيَّة، فابنهُ البكر دُعي «علاءُ الدين» بينما دُعي ابنه الأصغر «أورخان»، مما يُفيد بأنَّهُ كان مُسلمًا ووُلد مُسلمًا. ويُضيف يلماز أوزتونا بأنَّ القصَّة التي يتداولها البعض حول أن أوَّل من اعتنق الإسلام من العشيرة هو أرطُغرُل وابنه عُثمان، هي قصَّة مُلفقة وُضعت رُبما لِإعلاء شأن العائلة.

## قيام الإمارة العُثمانيَّة

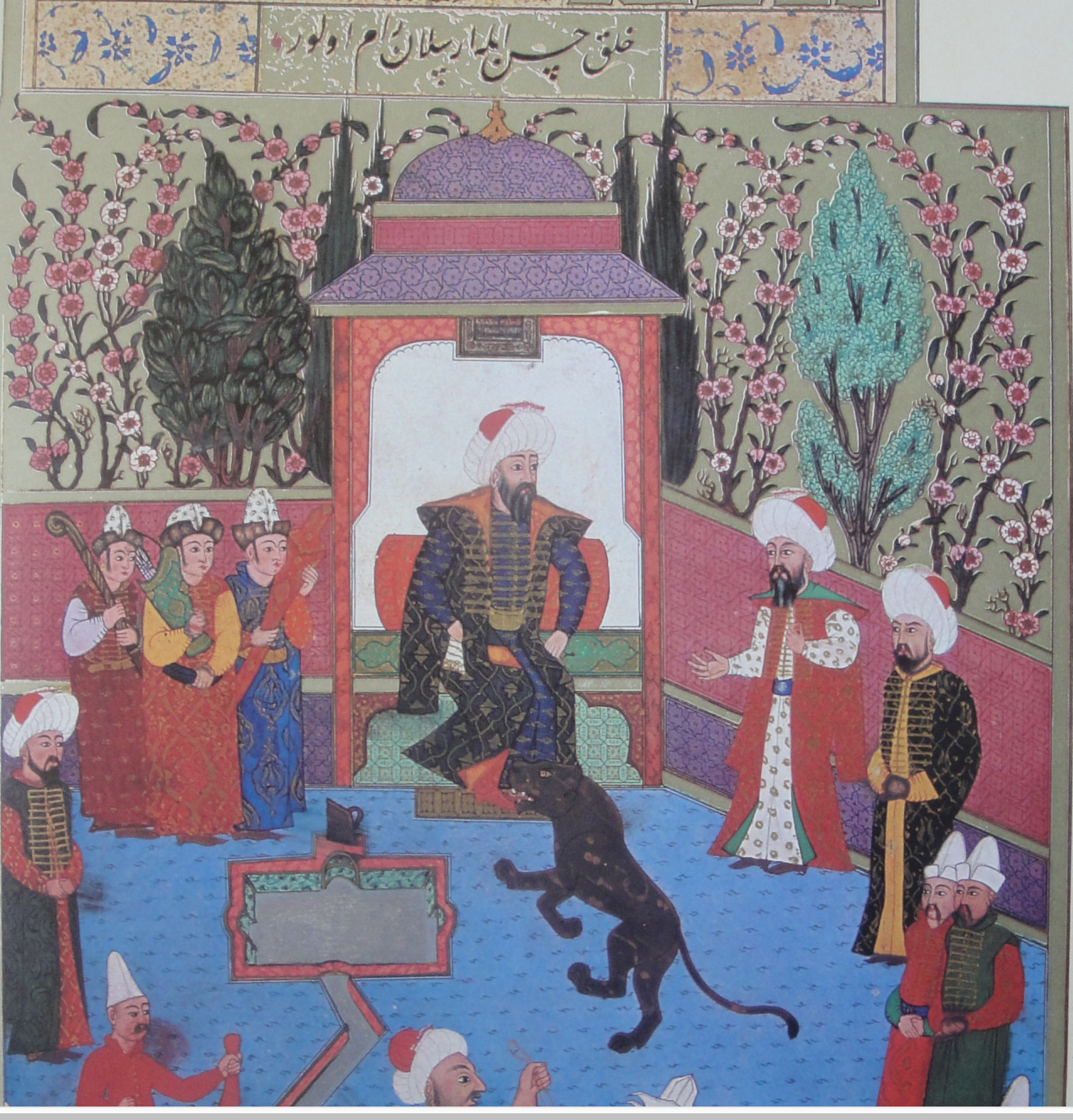
مُبايعة عُثمان بِإمارة عشيرة قايى بعد وفاة والده.

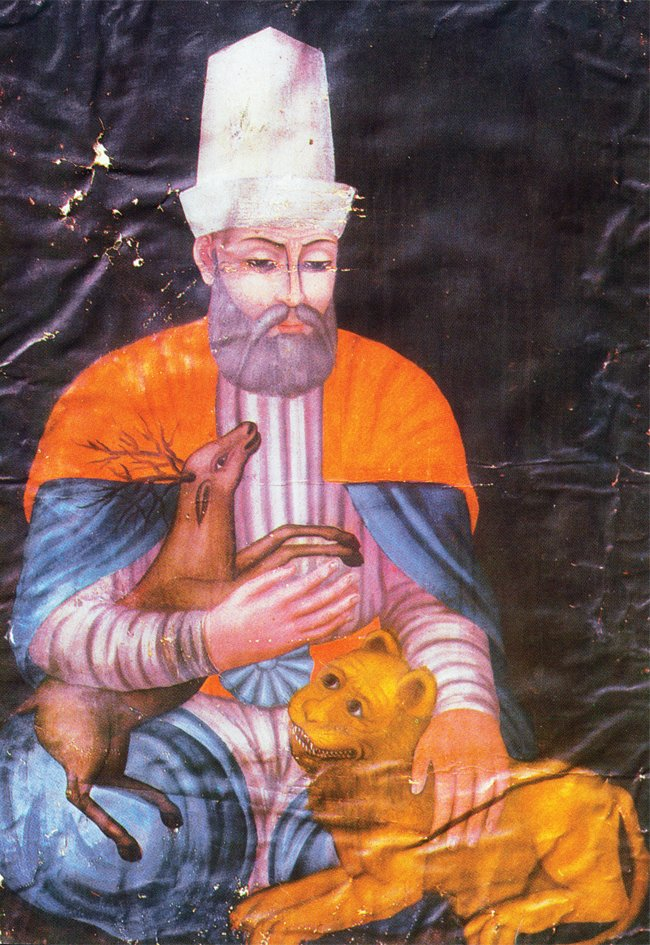
الحاج بكطاش وليّ. عاصر عُثمان الأوَّل وأرَّخ لِبداياته.

خلف عُثمان أباه أرطُغرُل بعد وفاته، وتولّى زعامة الإمارة العتيدة وعشيرة قايى وهو في سن الرابعة والعشرين على الأرجح، ووفقًا لما اتفق عليه عددٌ من المُؤرخين فقد كان تولّي عُثمان للإمارة لا سلمي، فقيل أنه دخل في معركةٍ على العرش مع أقاربه لِيُزيحهم من دربه أولًا. أما ماهيَّة هذه المعركة ومع من كانت وكيف تطوَّرت فأمورٌ مُثيرةٌ للجدل ووُجدت حولها حكاياتٌ تاريخيَّةٌ اختلفت باختلاف المُؤرخين. وقد نصت أغلب الروايات على أنَّ أحد أطراف تلك المعركة كان عم عُثمان وهو «دوندار غازي»، إذ اعتبرته سائر العشائر أحق بالإمارة من ابن أخيه، فيما دعم المُحاربون والفُرسان عُثمانًا. ولا يُعرف على وجه التحديد كيف اشتعلت نيران هذه المعركة ولا كيف استمرت أو أي شكلٍ اتخذت. إلَّا أنَّ عُثمان انتصر فيها وقتل عمه العجوز برمية سهم.
ويروي السيِّد مُحمَّد بن إبراهيم الخُراساني الشهير باسم «الحاج بكطاش ولي» روايةً أُخرى في مُؤلَّفه حامل عنوان «ولايت نامه»، فقال أنَّ من تولّى إمارة القبيلة بعد وفاة أرطُغرُل كان عم عُثمان الأصغر المُسمَّى «گندز ألب»، وفي تلك الفترة كان عُثمان وفرسان القبيلة قد بدؤا بِتنظيم هجمات على الأراضي الروميَّة في المناطق المجاورة لِسُكود مثل يار حصار وبيله جك وإینه‌گول وإزنيق. وردًا على تلك الهجمات أرسل «تكفور»، وهو عامل الروم على بورصة، أرسل الرُسل إلى السُلطان السُلجوقي علاء الدين كيقباد الثالث ليشتكي من الهجمات. فردَّ السُلطان بأن أمر گندز ألب بإحضار ابن أخيه الشاب لِيمثل أمامه، فقبض عليه وأرسله إلى قونية. ووفقًا لِهذه الرواية فإنَّ السُلطان كان مُعجبًا بعُثمان وشجاعته وإقدامه، فأرسلهُ إلى الحاج بكطاش ولي الذي استقبله بحفاوة، وأمر بإطلاقه قائلًا: «أنا أنتظر مثله مُنذُ سنوات»، ولفَّ رأسه بقماشه مشايخ الصوفيَّة وصار كأنه أُلبس تاجًا، وأرسل معه إلى قونية رسالة إلى السُلطان يمتدحهُ فيها ويطلب منه إقراره على زعامة قبيلة قايى، وبعد قراءة السُلطان السُلجوقي للرسالة أقرَّ عُثمان على إمارة أبيه. ولم يرد في كتاب الحاج بكطاش أي ذكر لِعلاقة عُثمان بِگندز ألب بعد ذلك.

### أهميَّة موقع الإمارة العُثمانيَّة
تحدَّد خلال عهد عُثمان الأوَّل الوضع العسكري والسياسي للتُرك العُثمانيين، وكان وضعهم الديني قد تحدَّد قبل ذلك بِفعل تأثُرهم بالدين الإسلامي الذي كان مُنتشرًا في البيئات التُركيَّة في آسيا الوُسطى والغربيَّة. إلَّا أنَّ ما ميزهم عن العديد من السُلالات الإسلاميَّة المُجاورة كان توفيقهم بين أكبر مذهبين إسلاميين، فعلى الرُغم من اعتناقهم المذهب السُني الحنفي، إلَّا أنهم أظهروا تأثُرًا ببعض جوانب المذهب الشيعي الجعفري، لأنَّ المُعتقدات السُنيَّة والشيعيَّة الاثنا عشريَّة كانتا قد كوَّنتا مزيجًا واحدًا إسلاميًّا لدى قبائل التُركمان التي ارتحلت من آسيا الوُسطى إلى الأناضول، وفي مُقدمتها سلاجقة الروم التي عمل آل عُثمان في خدمتها. أمَّا من الناحية العسكريَّة، كان لِموقع مركز عُثمان أثرٌ كبيرٌ في نجاحه. فمدينة سُكود تقع على مُرتفعٍ يسهل الدفاع عنه من جهة، وعلى الطريق الرئيسي المُمتد من القُسطنطينيَّة إلى قونية من جهةٍ أُخرى، وتكمن أهميَّة هذا المركز بِفعل التجزئة السياسيَّة لِلمنطقة التي أعطت الوحدات الصغيرة أهميَّة أكثر من ذي قبل. وأتاحت مُجاورته لِأراضي الإمبراطوريَّة البيزنطيَّة توجيه نشاطه نحو الحرب والجهاد لاستكمال رسالة السلطنة السُلجوقيَّة الروميَّة بِفتح الأراضي الروميَّة كافَّة، وإدخالها ضمن الأراضي الإسلاميَّة والخلافة العبَّاسيَّة، وشجَّعهُ على ذلك حال الضعف الذي دبَّ في جسم الإمبراطوريَّة البيزنطيَّة وأجهزتها، حيثُ أتاح لهُ ذلك سُهولة التوسُّع باتجاه غربيّ الأناضول، وفي عُبور مضيق الدردنيل إلى أوروپَّا الشرقيَّة الجنوبيَّة، أكثر ممَّا أتاح لهُ الالتفات نحو جيرانه المُسلمين، بالإضافة إلى انهماك الروم بالحُروب في أوروپَّا.

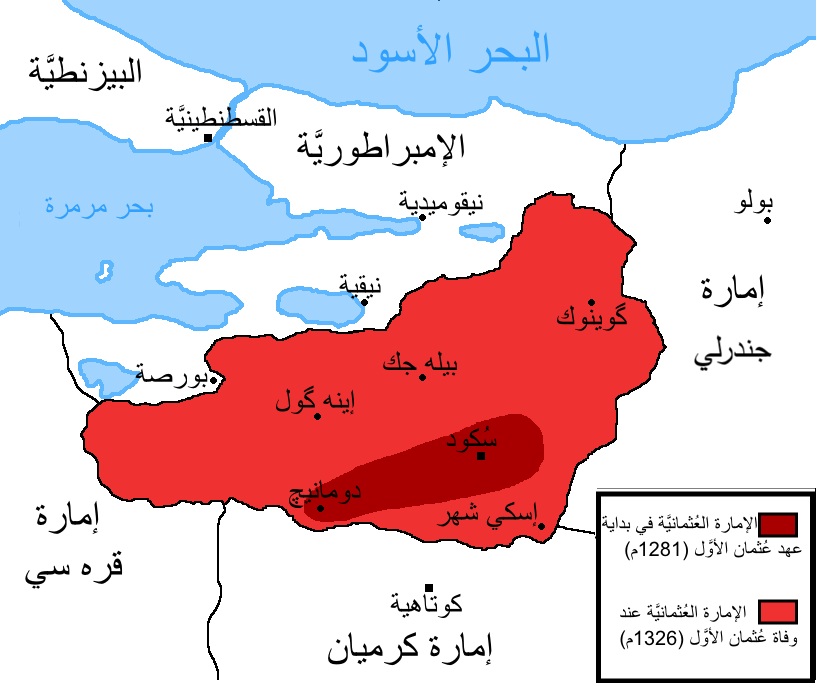
خريطة تُبيَّن حُدود الإمارة العُثمانيَّة في بداية عهد السُلطان عُثمان الأوَّل (بالأحمر الداكن) وعند وفاته (الأحمر الباهت).

إلَّا أنَّهُ على الرُغم من ذلك لا يُمكن المُبالغة في تراجع القُوَّة الروميَّة في هذه المنطقة، إذ قام الروم خلال عهد كُلٌ من ميخائيل الثامن وأندرونيقوس الثاني (681 - 728هـ \ 1282 - 1328م) بِتحصين حُدود منطقة بِثِينِيَة لِصدِّ الغزوات الإسلاميَّة التي كان عليها أن تقطع نهر صقارية إلى مُدن هذه المُقاطعة، لكنَّ هذه التحصينات كانت عديمة الفائدة أمام التحرُّك العُثماني على طول مجرى النهر، من الجنوب إلى الشمال والغرب. يُضاف إلى ذلك، فقد وصلت كُلٌّ من السلطنة السُلجوقيَّة والإمبراطوريَّة البيزنطيَّة إلى حال إعياءٍ شديد نتيجة الصراع الطويل بينهما، وتعرُّض الدولة الأولى لِلغزو المغولي، والدولة الثانية لِلغزو اللاتيني خلال الحملة الصليبيَّة الرابعة، ما أحدث فراغًا سياسيًّا وعسكريًّا في الأناضول هيَّأ لِظُهور دولة تملأ هذا الفراغ على أنقاض الدولتين المُتداعيتين.
ومن الناحية السياسيَّة، فقد أظهر عُثمان مقدرةً فائقة في وضع النُظم الإداريَّة لِإمارته، بحيثُ قطع العُثمانيون في عهده شوطًا بعيدًا على طريق التحوُّل من نظام القبيلة المُتنقلة إلى نظام الإدارة المُستقرَّة، ما ساعدها على توطيد مركزها وتطوُّرها سريعًا إلى دولةٍ كُبرى، ثُمَّ أنَّ مركز الإمارة في الشمال الغربي للأناضول، بِجوار العالم المسيحي، قد فرض على العُثمانيين سياسة عسكريَّة مُعيَّنة بِوصفها إمارة حُدوديَّة، والمعروف في تاريخ الأناضول أنَّ الإمارات التي نشأت على الحُدود كانت أوفر حظًا في عوامل النُمو والتطوُّر من إمارات الداخل. وتبدو أهميَّة موقع الإمارة العُثمانيَّة من ناحية بُعدها عن مناطق الغزو المغولي وعن نُفوذ الإمارات التُركمانيَّة القويَّة في جنوبي الأناضول وجنوبه الغربي، ووُقوعها بالقُرب من طريق الحرير الذي يربط المناطق الروميَّة في الغرب بالمناطق التي يُسيطر عليها المغول في الشرق، الأمر الذي جعل لها خصائص استراتيجيَّة واقتصاديَّة بارزة. أضف إلى ذلك، شكَّلت الإمارة الرباط الوحيد الذي يُواجه المناطق الروميَّة التي لم تُفتح بعد، فجلب إليها هذا الوضع الخاص أعدادًا كثيرة من التُركمان الطامعين في الغزو والجهاد، والدراويش الباحثين عن المُريدين، والمُزارعين الفارين من وجه المغول، وقد وجدوا في أراضيها الخصبة مكانًا مُلائمًا لِمُمارسة نشاطهم الزراعي.

### حُلم عُثمان

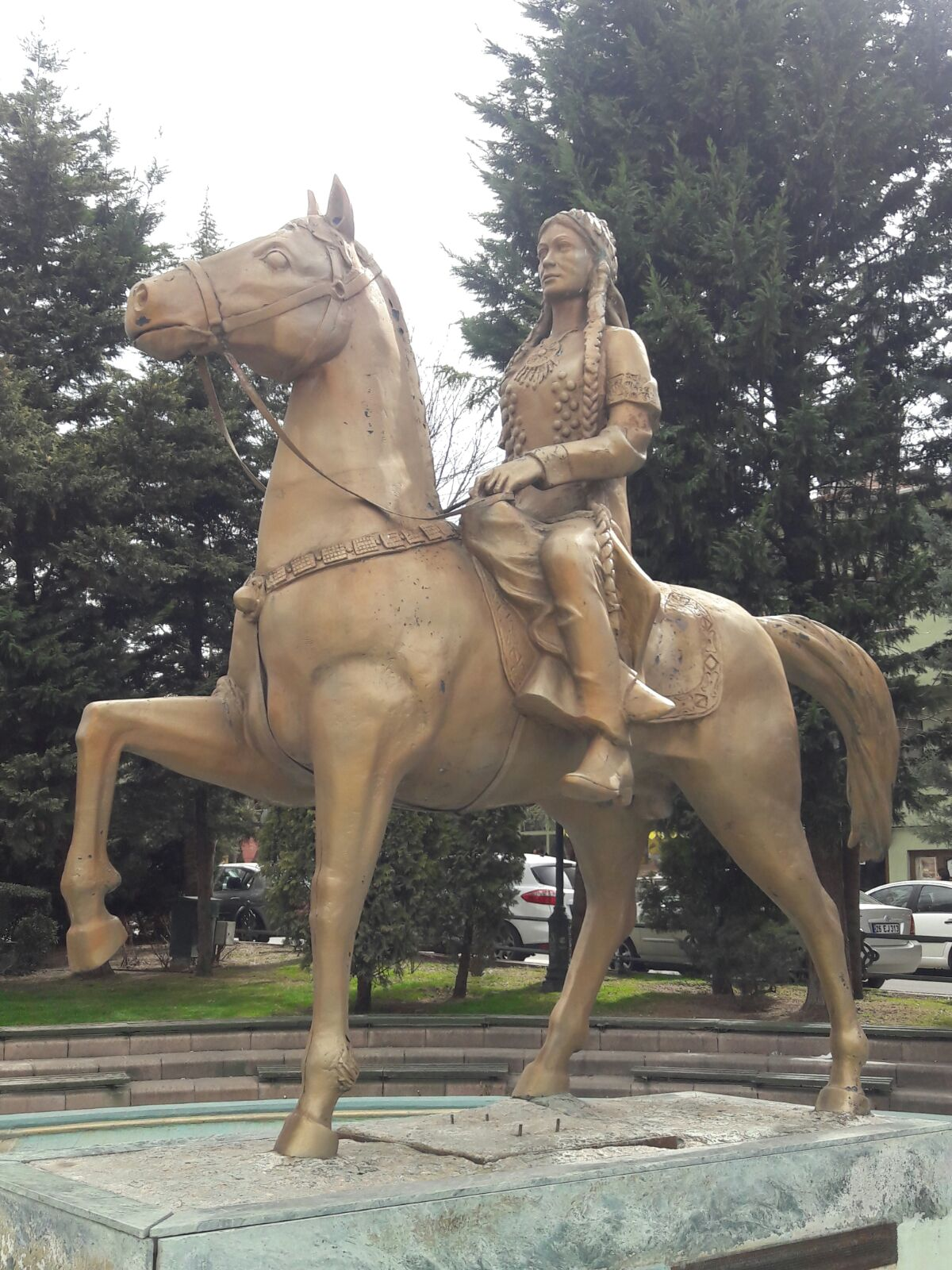
تمثال مال خاتون زوجة عُثمان في مدينة إسكي شهر.

تنص المصادر العُثمانيَّة على قصَّةٍ حدثت في بداية عهد عُثمان، علَّق عليها المُؤرخون المُسلمون قديمًا (وخُصوصًا الأتراك) الكثير من الأهميَّة لِرمزيَّتها. على أنَّ المُؤرخين المُعاصرين يتفقون على أنَّ هذه القصة ليست أكثر من وسيلة لِتعليل ظُهور وتقدُّم الدولة العُثمانيَّة وإحاطة هذا بهالةٍ روحانيَّة، لا سيَّما وأنَّ خُلفاء عُثمان حققوا الكثير من المُنجزات الهامَّة، فتمكنوا من توحيد البلاد الإسلاميَّة بعد قُرونٍ من تمزّقها، وأعادوا إحياء الخلافة الفعليَّة بعد أن أصبحت خلافة صُوريَّة تحت حماية سلاطين المماليك بِمصر مُنذ أن قتل المغول المستعصم بالله آخر خُلفاء بني العبَّاس في بغداد، وحققوا ما لم تقدر عليه أيَّة سُلالة إسلاميَّة أُخرى، ألا وهو فتح القُسطنطينيَّة وتخطوها إلى أوروپَّا الشرقيَّة. أضف إلى ذلك المُصادفة حيثُ تختصر تلك القصة أحداث قرنين من حياة الدولة العُثمانيَّة قبل أن تقع.

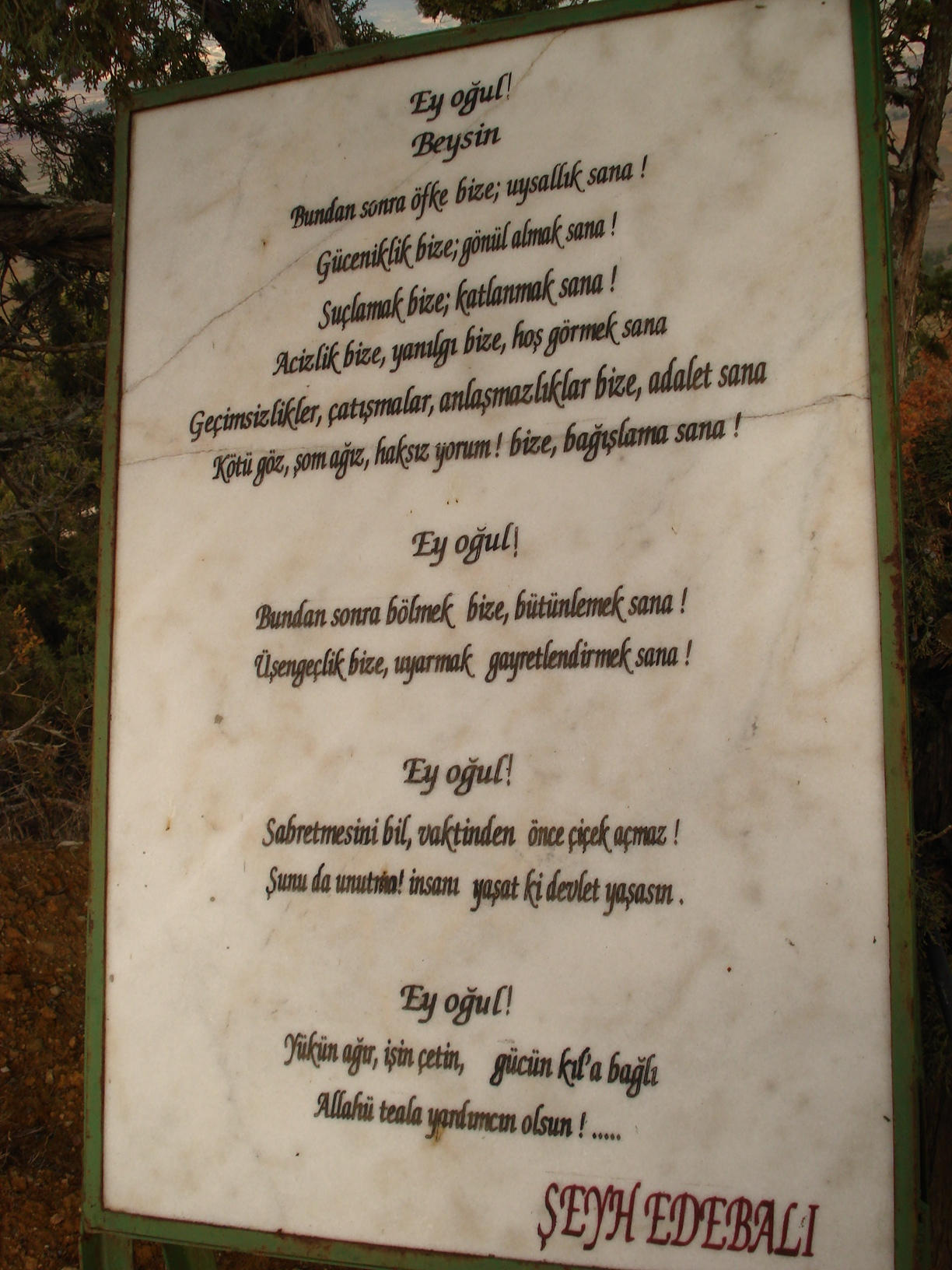
نصيحة الشيخ «إده بالي» إلى عُثمان الأوَّل، منقوشة على حجرٍ رُخاميّ.

أمَّا تفاصيل هذه القصة، فتُفيد أنَّ عُثمان كان يبيتُ في تكيَّة مُعلِّمه الشيخ «إده بالي»، كما اعتاد أن يفعل مُنذ صغره، ليتقرّب من الشيخ سالِف الذِكر وينتفع بعلمه. وفي إحدى المرَّات رأى مُصادفةً «مال خاتون» ابنة الشيخ المذكور، فتعلَّق بها ورغب أن يتزوَّجها، ولكنَّ والدها أبى أن يُزوجها له. فحزن عُثمان لِذلك وأظهر الصبر والجَلَد ولم يرغب الاقتران بغيرها حتَّى قبل أبوها بعد أن قصَّ عليه عُثمان منامًا رآه ذات ليلة، وهو أنَّهُ رأى الهلال صعد من صدر هذا الشيخ وبعد أن صار بدرًا نزل في صدره (أي في صدر عُثمان)، ثُمَّ خرجت من صُلبه شجرة كالسراي نمت في الحال حتَّى غطَّت العالم بِظلِّها، واستقرَّت جبالٌ ثلاثة تحتها، وخرجت أنهارُ النيل ودجلة والفُرات والطونة (الدانوب) من جذعها، ورأى ورق هذه الشجرة كالسُيوف والرماح يُحوِّلُها الريح نحو مدينة القُسطنطينيَّة. وتحت الأغصان وقف صبيانٌ نصارى شُقر وعلى رؤوسهم تُل أبيض ينشدون الشهادة يتبعها عهد الولاء للسُطان. وكان الخلق من حول هؤلاء الصبيان بلا عدد على شُطوط الأنهار وفي خلجانها، يشربون ويزرعون ويصطنعون الفساقي. وكانوا يتوالدون والخير يورف في ديارهم، دونما يكف الصبيان عن الاستظلال بغصون الشجرة والإنشاد. فتفائل الشيخ من هذا المنام وأظهر سُروره الكبير وقبل تزويج ابنته إلى عُثمان، وبشَّره بأن أسرته ونسله سوف يحكمون العالم، وقال له واصفًا ما يكون عليه الحاكم الصالح: 
| عثمان الأول | أيَ بُني! الآن أصبحت ملكًا! من الآن فصاعدًا، نحنُ نغتاظ؛ وأنت تُسعد! لنا الشَّقاء؛ وعليك الهناء! لنا الاتهام؛ وعليك الاحتمال! نحنُ العاجزون الخطَّاؤون؛ وأنت الصبور! نحنُ المُتقاتلون؛ وأنتم العادلون! نحنُ الحاسدون النمَّامون المُفترون؛ وأنتم المُتسامحون! أيَ بُني! من الآن فصاعدًا، نحنُ نُشرذم؛ وأنت تُوحِّد! نحنُ نتكاسل؛ وأنت تُنذر وتدفع! أيَ بُني! الصَّبر الصَّبر، فالزهرة لا تتفتح قبل أوانها. إيَّاك والنسيان: إرعى شعبك، وستزدهر دولتك! أيَ بُني! حملُك ثقيل، وشأنك عسير، وسُلطتك مُعلقة بِشعرة! أعانك ربُّ العالمين! | عثمان الأول |

وبحسب الرواية البكطاشيَّة، التي لا يُمكن الحُكم على دقَّتها كونها لم ترد إلَّا في المصادر البكطاشيَّة، ولم تُؤكَّد عبر مصدرٍ مُستقل، ولم تتمتَّع بِتأييدٍ كبيرٍ من غالبيَّة الباحثين؛ فإنَّ زوجة أبي عُثمان كانت تعيش مع الحاج بكطاش وليّ الذي كان في الوقت نفسه من دراويش الطريقة الوفائيَّة، وتحديدًا من مُريدي الشيخ بابا إلياس الخُراساني، وهو شيخ الطريقة البابائيَّة، ولمَّا تُوفي إلياس المذكور أصبح الحاج بكطاش وليّ والشيخ إده بالي خلفتين من خُلفاء بابا إلياس الستون، وكانا يُنظمان جماعات الآخية الفتيان المُحاربة والعاملة في الصناعة والزراعة، والذين كان لهم نُفُوذٌ كبير في أوساط الناس، فلمَّا تزوَّج عُثمان بنت الشيخ إده بالي، استطاع عن طريق تلك المُصاهرة تأمين وضعه بِالسيطرة على الآخيات وجعلها تابعةً له. نتيجة تلك المُصاهرة، دخل مشايخ الآخيات تحت رئاسة العُثمانيين، مما يُحتمل أن يكون قد لعب دورًا كبيرًا في تأسيس الإمارة العُثمانيَّة وتطوُّرها بعد وفاة عُثمان إلى دولةٍ في زمن ابنه أورخان.

### العلاقات السياسيَّة في بداية عهد عُثمان

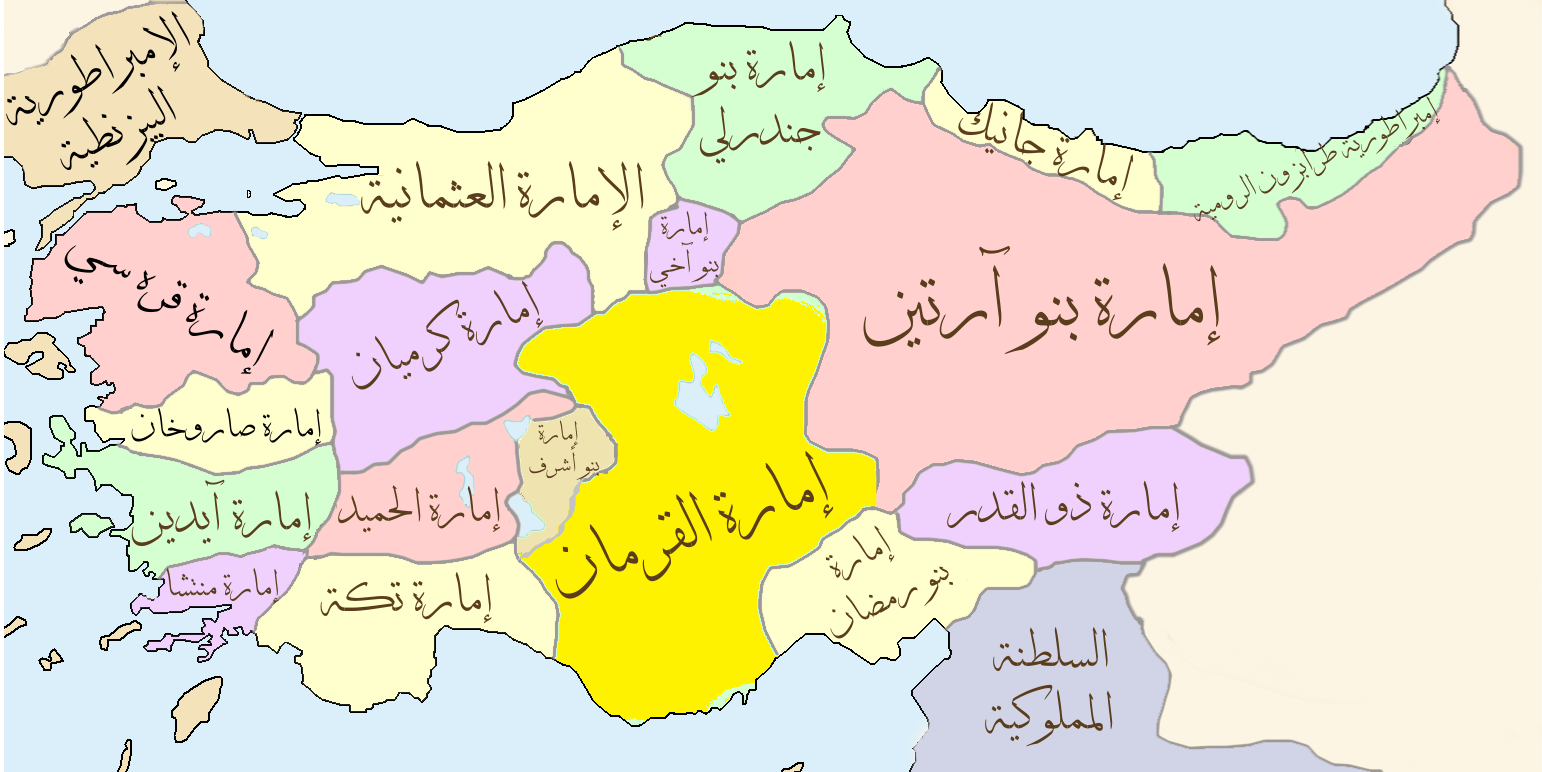
الإمارات التُركمانيَّة الأناضوليَّة المُجاورة للإمارة العُثمانيَّة في بداية حياتها.

جرى ربط ظُهور عُثمان على الساحة السياسيَّة، واكتسابه لِوصف زعيم الجهاد بالعلاقة التي ربطته بالشيخ «إده بالي» التي تُوِّجت بالمُصاهرة كما سلف. ويميلُ بعض المُؤرخين إلى اعتبار زواج عُثمان بإبنة هذا الشيخ أوَّل خُطوةٍ سياسيَّةٍ بارعةٍ منه، إذ أنَّ هذا الشيخ كان قائدًا لِلفرقة البابائيَّة المنسوبة إلى بابا إسحٰق الذي قاد ثورةً ضدَّ سلاجقة الروم مُنذ قُرابة سنة 1239م إلى أن قُبض عليه وشُنق سنة 1241م. وتُفسِّر علاقة المُصاهرة بين العُثمانيين والشيخ القائد لِهذه الجماعة، علاقة العداء التي قامت بين العُثمانيين وبين إمارة كرميان. فالمعروف أنَّ أُسرة كرميان قد كوفئت من قِبل السلاجقة بِسبب خدماتها في إخضاع الثورة البابائيَّة. أظهر عُثمان، في بداية عهده، براعةً سياسيَّةً في علاقاته مع جيرانه، حيثُ التحالفات تتجاوز الخُطوط القبليَّة والإثنيَّة والدينيَّة، ورُبما تبع في ذلك غريزته ومُتطلبات تطلُّعاته السياسيَّة، إلَّا أنهُ لم يُخطئ في تقدير النتائج المُستقبليَّة لِلعلاقات العائليَّة التي أقامها لِنفسه وضمنها لابنه من بعده. فأعاد تشكيل الثقافة السياسيَّة لِسلاجقة الروم بما يتوافق مع حاجات إمارته، فكان أكثر إبداعًا من جيرانه التُركمان في عمليَّات الدمج بين التقاليد التُركيَّة والإسلاميَّة والروميَّة. وتعاون عُثمان مع جيرانه الروم من قادة المُدن والقُرى الروميَّة، فكانت عشيرته حين تنتقل بين مناطق الرعي في الصيف تترك حاجيَّاتها في قلعة «بيله جك» الروميَّة، وعند عودتها كانت تُهدي مسؤولي هذه القلعة عربون تقدير لِخدماتهم، من الجبن وزُبدة الحليب المحفوظة في جُلود الحيوانات، والسجَّاد الجيِّد، الأمر الذي يعكس علاقة التعايش بين الرُعاة والمُزارعين أو ساكني المُدن. وشكَّلت علاقة الصداقة بين عُثمان و«كوسه ميخائيل» حاكم قرية «هرمنكاية» ذُروة هذا التعايش والامتزاج بين المُسلمين والروم. أمَّا علاقاته بِخُصومه من الجماعات الإثنيَّة الأُخرى كالمغول، الذين انتقل مُعظمهم إلى مناطق الأطراف في غربيّ الأناضول، والكرميانيين؛ فقد كانت عدائيَّة لأنَّ التُرك بِعامَّة كانوا في حال عداء مع المغول، ثُمَّ أنَّ الكرميانيين كانوا من غير الغُز (الأوغوز) على الأرجح، فقد اصطدم مع «جغدار»، أحد قادة المغول في أرض كرميان، والواضح أنَّ الصراع مع المغول والكرميانيين كان أشد في أوائل عهد الإمارة.

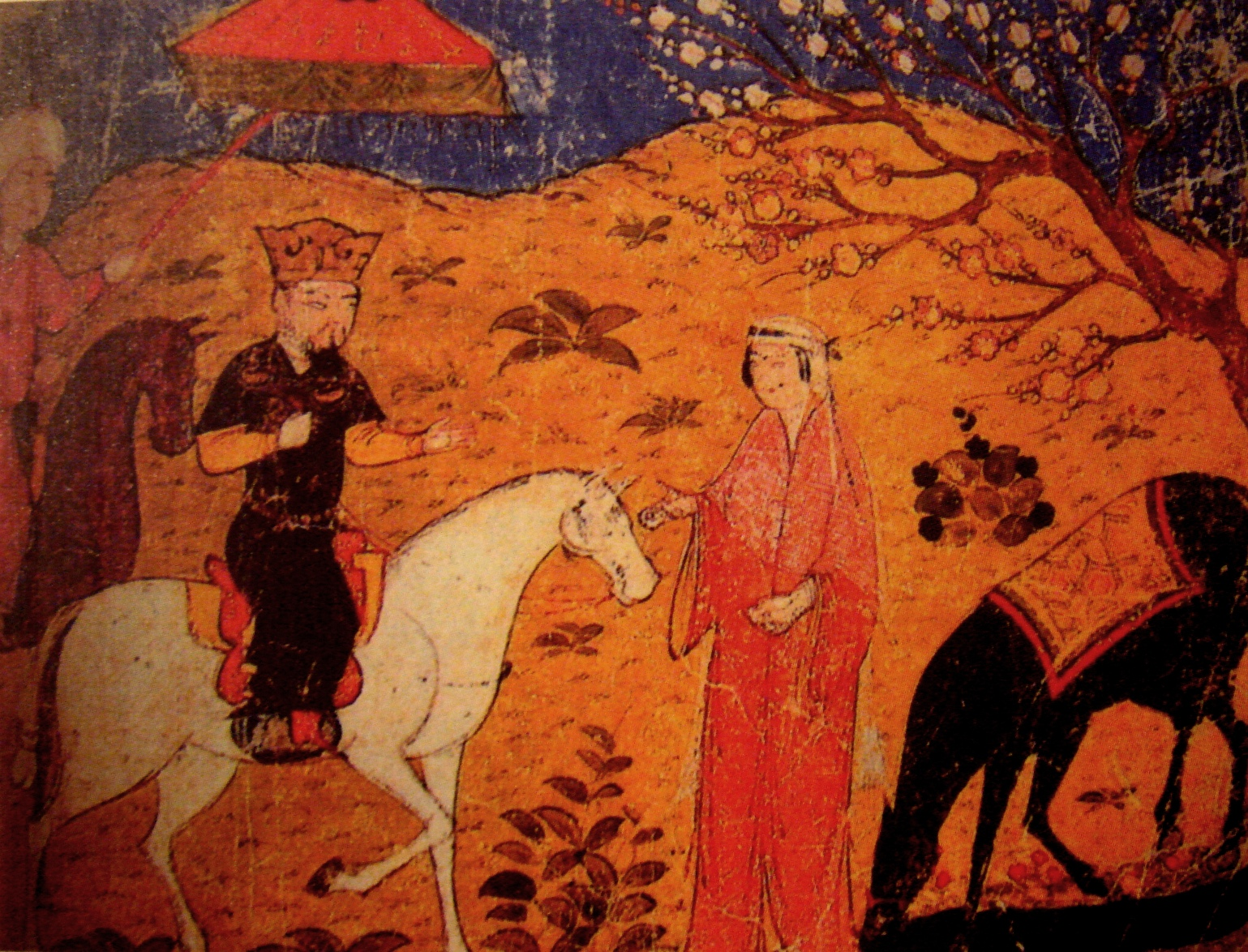
الإلخان المغولي محمود غازان (على الحصان) الذي كان يتبعهُ السُلطان السُلجوقي والأمير العُثماني في بداية عهد الإمارة العُثمانيَّة، على الرُغم من العداء المُستفحل بين المغول والتُرك.

وتحالف عُثمان مع الآخية الفتيان، وهؤلاء هم الجماعات المُنظمة التي كان أعضائها يعملون في حرفةٍ واحدة وقد جعلوا واجبهم حفظ العدل ومنع الظلم وإيقاف الظالم عند حده واتباع الشريعة الإسلاميَّة وما تُمليه الأخلاق الحميدة وتنفيذ واجبات عسكرية إن دعت الحاجة للدفاع عن حقوقهم وحُقوق المُسلمين. كما تحالف مع القبائل التُركمانيَّة القادمة إلى الأناضول، والتي شكَّلت القلب النابض لِهذه المُقاطعات الحُدوديَّة بشكلٍ عام، والإمارة العُثمانيَّة بِشكلٍ خاص، لأنَّهم كانوا أكثر نشاطًا وفعاليَّةً من التُرك المُستقرِّين في المُدن، كما أغرى الكثير من التُركمان القاطنين في منطقة وادي مندريس وبفلاغونية على الانضمام إلى قُوَّاته. وكان هؤلاء التُركمان مُحاربين جيدين، يتلهفون إلى الجهاد والغزو، وانتسب كُلٌّ منهم إلى أحد شُيوخ الطُرق وإلى إحدى التكايا، حيثُ تعلَّموا معنى الجهاد في سبيل الله إلى جانب الكثير من المبادئ الشرعيَّة الإسلاميَّة. إلَّا أنَّ قسمًا آخر من هؤلاء التُركمان لم تكن لديهم روابط وثيقة بالدين الإسلامي لِأسبابٍ مُختلفة، فعهد عُثمان إلى الشُيوخ والدراويش أن يقوموا بِتربية هؤلاء تربيةً إسلاميَّة ويُشبعونهم بالقِيم التي تتمثل في تعظيم فتح الأقطار لاكتساب أراضٍ جديدة لِتوسيع رقعة دار الإسلام. والواقع أنَّ هؤلاء الشُيوخ والدراويش كانوا شديدي التحمُّس لِترويج طُرق «أولياء خُراسان»، فأقبلوا على تعليم النازحين الجُدد بشراهةٍ واضحة. أمَّا من حيث التراتُبيَّة الرئاسيَّة، فقد كان عُثمان تابعًا في البداية لِأمير بنو شيان في قسطموني، ثُمَّ للسُلطان السُلجوقي من خلال أمير كرميان في كوتاهية، الذي كان تابعًا بدوره إلى الإلخان المغولي في تبريز. وفي الحقيقة كان السُلطان السُلجوقي قد فقد في هذه الفترة القُدرة الفعليَّة على تسيير الأُمور، وكان الإلخان يُسيِّر أعماله بِواسطة الوُلاة العاملين الذين هُم في الوقت ذاته قادة عامّون يُعينهم في الأناضول، وكان على الأُمراء الحُدوديين - ومن بينهم عُثمان - أن يُرسلوا الجُند في حالة طلب الإلخان ذلك. وبطبيعة الحال، فإنَّ أئمة المساجد كانوا يُذكرون على المنابر أولًا اسم الخليفة العبَّاسي في مصر، ثُمَّ الإلخان المُقيم في تبريز، ثُمَّ السُلطان السُلجوقي في قونية، وأخيرًا اسم الأمير المحلّي.

## تمدُّد الإمارة العُثمانيَّة

### الغزوات الأولى وفتح قلعة قراجة حصار

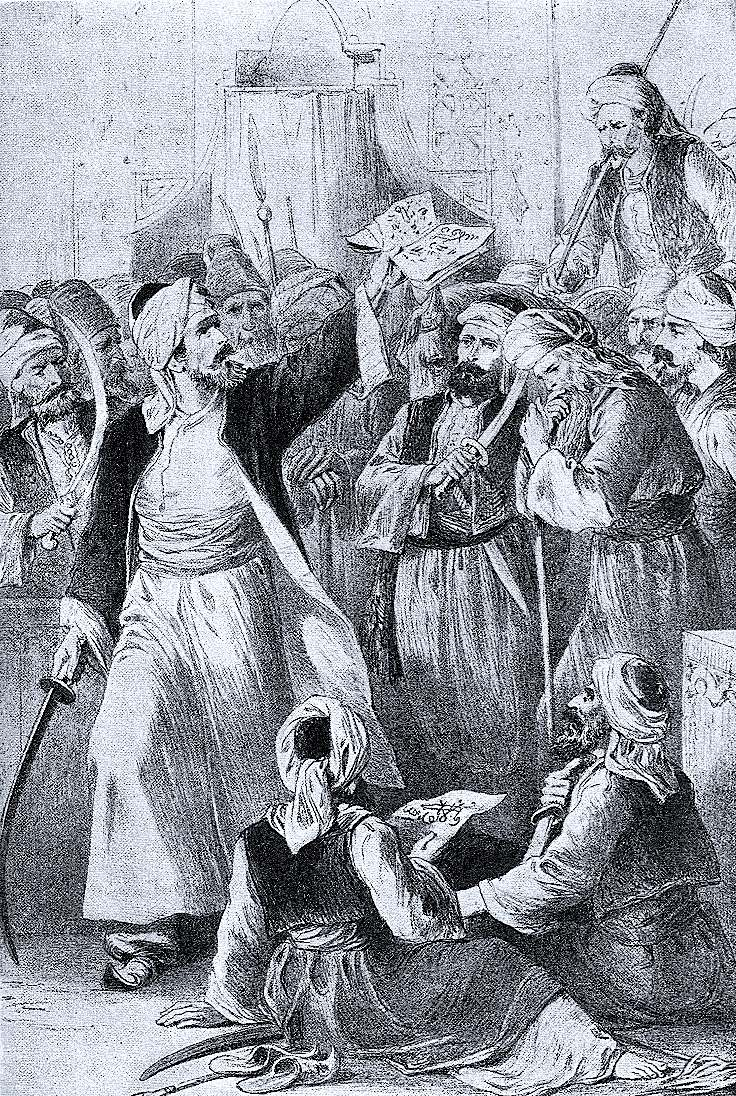
رسم تخيُّلي لِعُثمان الأوَّل وهو يحُث المُحاربين على الغزو والجهاد ضدَّ الروم.

كان على عُثمان، بعد أن ثبَّت أقدامه في إمارته، أن يُكافح على جبهتين: الجبهة الروميَّة، وجبهة الإمارات التُركمانيَّة التي أبدت مُعارضةً له وبخاصَّة الإمارة الكرميانيَّة، وقد وضع نصب عينيه توسيع رقعة إمارته على حساب الروم أولًا، ومُنذ تلك المرحلة أصبح الهدف الأساسي للإمارة العُثمانيَّة هو اتباع سياسة الفتح التي ترتكز على مفهوم الغزو والجهاد ضدَّ ديار الروم. وتُشيرُ بعض الروايات إلى أنَّ أوَّل غزوة شنَّها عُثمان ضدَّ الروم كانت بهدف الثأر من هزيمة حلَّت به سابقًا في منطقة «أرمني - بلي» أي «تلَّة الأرمن» في ربيع سنة 683 أو 684هـ المُوافقة لِسنة 1284 أو 1285م، حيثُ كمن لهُ الروم بِقيادة «تكفور» عامل بورصة، وعلى الرُغم من أنَّ عُثمان عرف بأمر الكمين من أحد الجواسيس إلَّا أنه آثر الالتحام مع الروم، فانهزم واضطرَّ إلى الانسحاب وخسر بعض رجاله من ضمنهم «صاروخان بك خوجة» ابن أخيه «صاووجي بك». وبناءً على هذا، توجَّه عُثمان قُرابة سنة 685هـ المُوافقة لِسنة 1286م على رأس قُوَّة عسكريَّة قوامها ثلاثُمائة مُقاتل إلى قلعة «قولاجه حصار» التي تبعد فرسخين عن مدينة «إینه‌گول»، في نطاق جبل «أميرطاغ» وهجم عليها ليلًا وتمكَّن من فتحها، وبذلك ازدادت إمارته اتساعًا في اتجاه الشمال لامتداد بُحيرة إزنيق. أثار انتصار العُثمانيين في قولاجه حصار حفيظة عامل الروم على المدينة، فلم يرضى أن يكون تابعًا وخاضعًا لِأميرٍ حُدوديٍّ مُسلم، فتحالف مع عامل قلعة «قراجة حصار» واتفقا على قتال المُسلمين واسترداد ما غنموه من أراضٍ روميَّة، والتقى الجمعان في «إكزجه» الواقعة بين «بيله جك» و«إینه‌گول» حيثُ دارت معركةً طاحنة قُتل فيها «صاووجي بك» أخو عُثمان، لكنها أسفرت عن انتصار المُسلمين، ودُخولهم قلعة «قراجة حصار»، ومقتل «بيلاطس» قائد القُوَّات الروميَّة. ويُروى أنَّ العُثمانيّون، حوَّلوا للمرَّة الأولى، بيعة تلك البلدة إلى مسجد، قُرئت فيه أوَّل خِطبة؛ وعُيِّن فيه أوَّل قاضٍ وصوباشي (حاكم) للمدينة. واختلف المُؤرخون في تحديد تاريخ فتح هذه المدينة، على أنَّ أحدًا لم يجعل الفترة تسبق سنة 685هـ (1286م) أو تتخطى سنة 691هـ (1291م). وجعل عُثمان مدينته الجديدة قاعدةً له للانطلاق نحو بلاد الروم، وأمر بإقامة الخِطبة باسمه، وهو أوَّل مظهر من مظاهر السيادة والسُلطة.

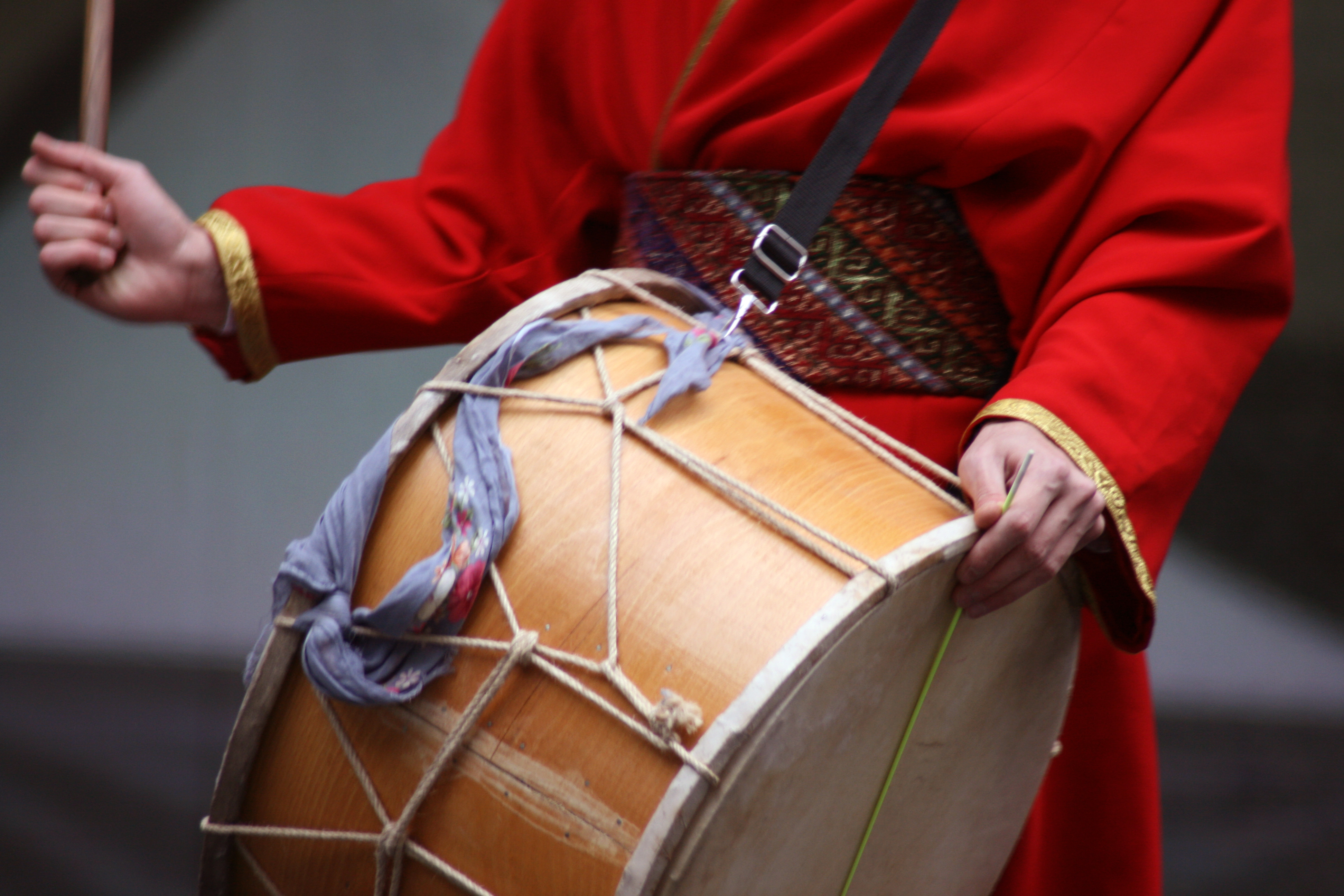
طبل المهتر.

كان هذا الانتصار الذي حققهُ عُثمان أعظم انتصاراته حتَّى تاريخه، فأبدى السُلطان السُلجوقي علاء الدين كيقباد الثالث تقديرهُ العميق لِما حققهُ عُثمان من إنجازات باسم السلاجقة والإسلام، فمنحهُ لقب «حضرة عُثمان غازي المرزبان حارس الحُدود عالي الجاه عُثمان شاه» (بالتُركيَّة العُثمانيَّة: عُثمان غازى حضرتلرى مرزبان عاليجاه عُثمان شاه)، كما أضاف لهُ لقب «بك» وأقطعهُ كافَّة الأراضي التي فتحها إلى جانب مدينتيّ إسكي شهر وإينونو، وأصدر مرسومًا يُعفيه فيه من كُل أنواع الضرائب، وأرسل إليه عدَّة هدايا تدل على الإمارة وعِظم شأنه عند السُلطان، وهي: راية حربيَّة ذهبيَّة، ومهتر (طبل كبير)، والطوغ (شارة رأس يضعها الأُمراء) والشرَّابة، والسيف المُذهَّب، وسرجًا مُفضفضًا، ومائة ألف درهم، حملها إليه الوزير السُلجوقي عبدُ العزيز و«قراجة بلبان چاوش» و«آق تيمور». كما تضمَّن المرسوم اعتراف السُلطان السُلجوقي بِحق عُثمان في أن يُذكر اسمه في خِطبة الجُمعة في المناطق الخاضعة له، كما أجاز له سك العملة باسمه. وبذلك صار عُثمان ملكًا بالفعل لا ينقصه إلَّا اللقب. ويُروى أنَّ عُثمان لمَّا ضُرب الطبل بين يديه نهض قائمًا إعظامًا لِلسُلطان، فما زال كذلك حتَّى فرغت الجُند من هذا، ومُنذُ ذلك اليوم سنَّت العساكر العُثمانيَّة القيام تعظيمًا لِسُلطان البلاد عند ضرب طبل السلطنة في الأسفار والأعياد.

### فتح قلاع بيله جك ويار حصار وإینه‌گول
بعد تمام فتح قلعة «قراجة حصار»، سار عُثمان بجُنوده ناحية شمال صقارية، فأغار على قلعتيّ «گوینوك» و«ينيجه طاراقلي» وعاد مُحمَّلًا بالغنائم. وفي تلك الفترة، تنص الروايات العُثمانيَّة على أنَّ عُثمانًا تلقَّى تحذيرًا من صديقه الرومي «كوسه ميخائيل» حاكم قرية «هرمنكاية» مفاده أنَّ مُؤامرة سريَّة أُحيكت ضدَّه من قِبل صاحبيّ قلعتيّ «بيله جك» و«يار حصار» الذان هدفا إلى القبض عليه وقتله بعد أن دعياه إلى حفل زفاف ولديهما الكائن في القلعة الأولى، فما كان من عُثمان إلَّا أن دبَّر بعض الدسائس الحربيَّة، فأرسل أربعين فارسًا من فُرسانه إلى الحفل مُتنكرين بأزياء النساء، وما أن دخل هؤلاء «بيله جك» حتَّى كشفوا عن هويتهم، فتمكنوا من أسر كافَّة المدعوين بما فيهم العروسين، وفتحوا القلعة علنًا. ومن الجدير بالذكر أنَّ هذه الوقعة أُسرت فيها امرأة قيل بأنها ابنه تكفور، تُدعى «هولوفيرة»، سُميت لاحقًا «نيلوفر خاتون»، واصطفاها عُثمان لابنه أورخان، فتزوجها وأنجبت لهُ مُراد، لِتكون بذلك أوَّل امرأة أجنبيَّة في قُصور آل عُثمان. سعى عُثمان بعد فتحه قلعتيّ بيله جك ويار حصار إلى القضاء على صاحب إینه‌گول الذي حالف عامل قراجة حصار على العُثمانيين سابقًا، كي يحول دون إبرام أي تحالُفٍ آخر بين بقايا الإمارات الروميَّة في الأناضول. فبادر إلى إرسال أحد قادة جيشه، ويُدعى «درغوث ألب»، لِمُحاصرة قلعة إینه‌گول، ثُمَّ التحق به، وتمكَّن من فتحها. وهُناك رواية تذكر أنَّ عُثمان منح هذه القلعة إلى درغوث ألب، ولِذلك سُميت البلدة فيما بعد «طورغود» (اللفظ التُركي لِدرغوث العربي) تيمُنًا بأوَّل أميرٍ مُسلمٍ عليها.

### سُقوط سلطنة سلاجقة الروم واستقلال الإمارة العُثمانيَّة

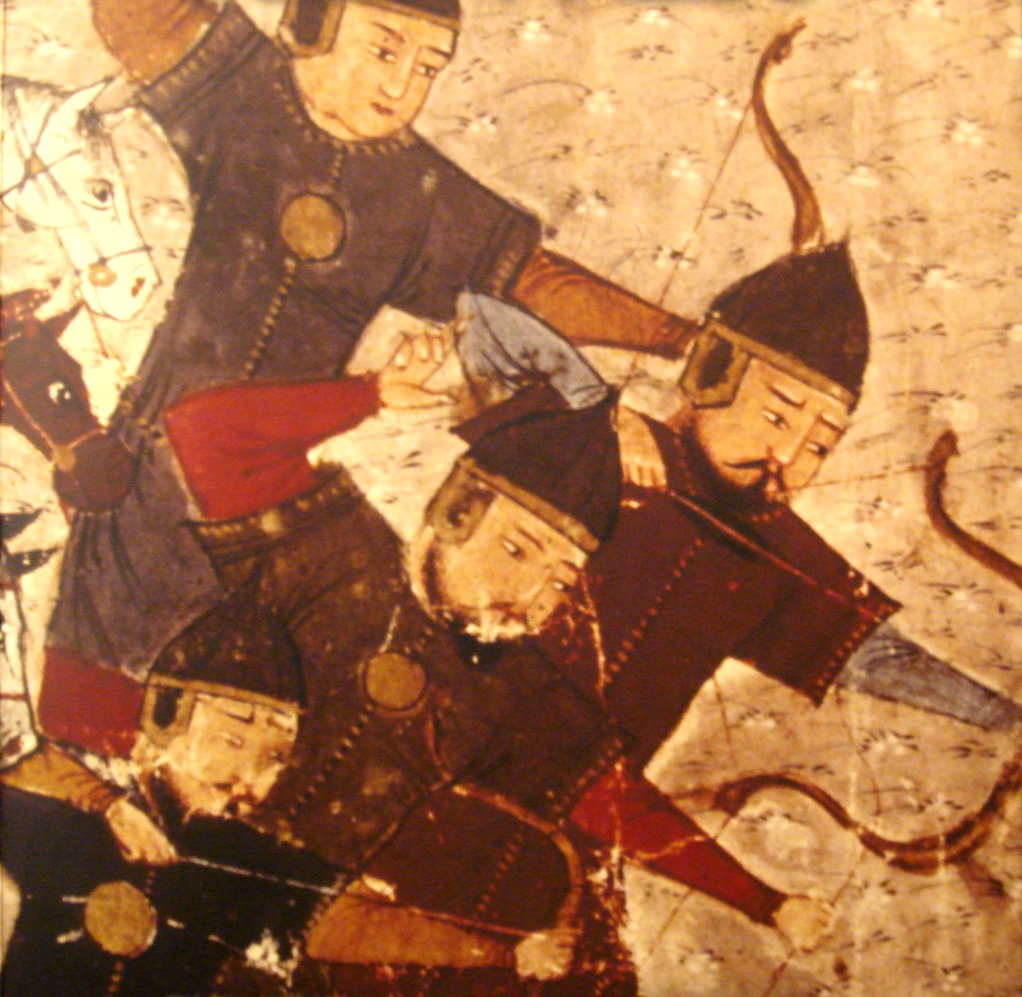
رسم لِمُحاربين مغول من كتاب «جامع التواريخ» لِرشيد الدين الهمذاني.

تطلَّع عُثمان، بعد انتصاراته المُتعددة، إلى التمدُّد على محورين، وذلك بِهدف عزل المُدن الروميَّة التي أراد فتحها، فقطع الطريق المُؤدي إلى مدينة إزنيق من الجهة الشرقيَّة، وتقدَّم من الغرب صوب لوباديون - أولوباط - وأورانوس، ثُمَّ التفَّ حول سلسلة جبال أولوطاغ من الشمال والجنوب مُتجنبًا دُخول مدينة بورصة المُحصَّنة، فاتصل بجيرانه المُسلمين في الجنوب الشرقي. ولمَّا كانت الإمبراطوريَّة البيزنطيَّة مُنهمكة بإخماد القلاقل والفتن في العاصمة وفي البلقان، ومشغولة بالصدامات المُستمرَّة مع أعدائها الأقوياء في الأناضول، أمثال القرمانيين والإمارات الساحليَّة، فإنها لم تستطع، ولِمُدَّةٍ طويلة، أن تتحرَّك ضدَّ عُثمان الذي وجد نفسهُ حُرًّا في التوسُّع على حسابها. وفي الوقت ذاته، كانت السلطنة السُلجوقيَّة الروميَّة تعيش أيَّامها الأخيرة، وقبضتها تضعف شيئًا فشيئًا على الإمارات التُركمانيَّة، وكان الإلخان المغولي محمود غازان غاضبًا على السُلطان علاء الدين كيقباد الثالث لِكثرة اشتكاء مرؤوسيه منه، إذ كان هذا السُلطان قد شرع بتطهير بلاطه من رجال وحاشية سابقه السُلطان غيَّاث الدين مسعود بن كيكاوس، مُنتهجًا في ذلك نهجًا بالغ القساوة، الأمر الذي نجم عنه تراجع شعبيَّته في الأوساط العسكريَّة والسياسيَّة السُلجوقيَّة، فطلبه الإلخان إلى تبريز حيثُ اغتاله وفق إحدى الروايات، وأعاد تنصيب السُلطان غيَّاث الدين مسعود بدلًا منه. وفي روايةٍ أُخرى أنَّ جُموع المغول والتتر أغارت على بلاد آسيا الصُغرى في سنة 699هـ المُوافقة لِسنة 1300م تقريبًا، وقتلت السُلطان علاء الدين كيقباد في عاصمة مُلكه قونية، كما قيل أنَّ غيَّاث الدين مسعود قتله بنفسه طمعًا بِعودة المُلك إليه. وقيل أيضًا أنَّ علاء الدين كيقباد نجا بنفسه والتجأ إلى الإمبراطور البيزنطي واحتمى في بلاطه إلى أن أدركه الموت. وبجميع الأحوال فإنَّ سلطنة غيَّاث الدين مسعود كانت قصيرة ودامت ما بين 4 و6 سنوات، وعندما توفي زالت معهُ سلطنة سلاجقة الروم نهائيًّا، وقيل أيضًا أنَّ المغول قتلوه وقضوا على دولته، فاتحين المجال للإمارات التُركمانيَّة بالاستقلال.

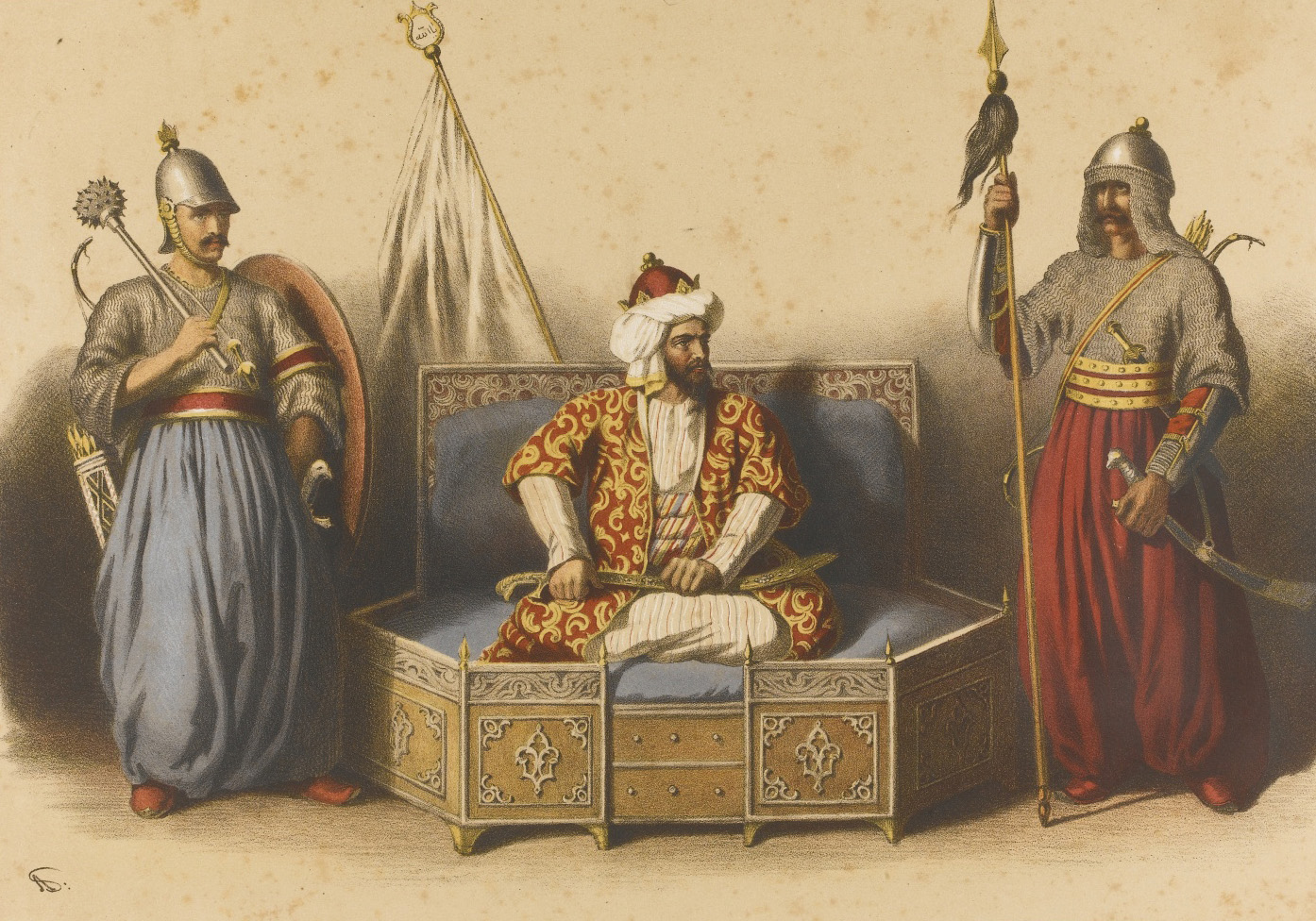
السُلطان عُثمان الغازي على تخت الإمارة، ويبدو إلى جانبه اثنان من القادة التُرك رُفقاء دربه: آقچه خوجة على اليسار، وقُونور ألب على اليمين.

أتاح زوال السلطنة السُلجوقيَّة الروميَّة لِعُثمان بأن يستقل بالأراضي المُقتطعة لهُ كافَّة، ولقَّب نفسهُ «پادشاه آل عُثمان» أي «عاهل آل عُثمان»، ووضع نصب عينيه ضم آخر الثُغور والقلاع والحُصون الروميَّة إلى ديار الإسلام. وقيل: إنه لما مات السُلطان علاء الدين السُلجوقي في قونية، ولم يكن له ذُريَّة، اجتمع الوُزراء والأعيان وقرَّروا أنَّهُ لا يليق للسلطنة سوى عُثمان الغازي، فعرضوا عليه هذا الأمر فأجاب طلبهم، وصار سُلطانًا من هذا التاريخ. تُشيرُ الكثير من الروايات العُثمانيَّة إلى أنَّ استقلال عُثمان بالأمر كان سنة 687هـ المُوافقة لِسنة 1299م، في حين يقول قسمٌ من المُؤرخين المُعاصرين أنَّ هذا غير دقيق، فسلطنة سلاجقة الروم لم تنتهي إلَّا بوفاة السُلطان غيَّاث الدين مسعود سنة 1306م، ولعلَّ الاستقلال الذي ذُكر في التاريخ العُثماني يُقصد به أنَّ السلطنة فقدت هيمنتها على الإمارات الحُدوديَّة بعد أن اضمحلَّت إدارتها، وأنَّ الاستقلال الفعلي للإمارة العُثمانيَّة لم يحل إلَّا بعد وفاة الإلخان المغولي أبو سعید بهادُر خان سنة 736هـ المُوافقة لِسنة 1335م من دون أن يُعيِّن خلفًا له، ما أدّى إلى نُشوب صراعات على الحُكم في الدولة الإلخانيَّة كان من نتيجتها استقلال إمارات الأناضول استقلالًا فعليًّا. وبِجميع الأحوال فإنَّ وفاة السُلطان علاء الدين أدَّت إلى وُقُوع بلاده في الفوضى، وكثُر الهرج والمرج فيها، فالتحق أكثر عسكره بِعُثمان الأوَّل، مما أكسبه زخمًا كبيرًا ومنحهُ خُبرات عسكريَّة مُهمَّة أضافها إلى جيشه.

### معركة بافيوس
بعد أن استتب الأمر لِعُثمان وضمن استقلاله بشؤون البلاد سواء التي فتحها أو التي وُلّي عليها، اشتغل في تنظيمها وترتيب أُمورها حتَّى إذا أمن اضطرابها أرسل إلى جميع أُمراء الروم بِبلاد آسيا الصُغرى يُخيِّرهم بين ثلاثة أُمور: الإسلام أو الجزية أو الحرب، فأسلم بعضهم وفي مُقدمتهم «كوسه ميخائيل» صديق عُثمان القديم، الذي صار من أخصائه، وبقيت ذُريَّته مشهورة في التاريخ العُثماني باسم عائلة «ميخائيل أوغلي». وقبل البعض دفع الخِراج، وقرر الباقون القتال. وتنادى هؤلاء الأُمراء الروم في بورصة ومادانوس وأدرهنوس وكته وكستله في سنة 700هـ المُوافقة لِسنة 1301م لِتشكيل حلفٍ صليبيٍّ لِمُحاربة عُثمان، بعد أن بدا واضحًا أنه يسعى لتضييق الخناق على بورصة، أكثر المُدن الروميَّة تحصينًا في الأناضول، تمهيدًا للاستيلاء عليها وضمها إلى مُمتلكاته، وبعد أن ضايق العثمانيّون مدينة نيقوميدية وسيطروا على حُقول الحنطة المُجاورة لها، الأمر الذي حرمها من موردٍ معيشيٍّ فائق الأهميَّة. واستجاب الروم لِهذا النداء وتحالفت الإمارات الروميَّة الأناضوليَّة الباقية للقضاء على الدولة الناشئة. وفي ربيع سنة 1302م زحف الإمبراطور البيزنطي ميخائيل التاسع برجاله حتَّى وصل جنوب منطقة مغنيسية وهو يعتزم الاشتباك مع العُثمانيين وطردهم من مناطق التُخوم، لكنَّ قادة جيشه أثنوه عن فعل ذلك بسبب ما تبادر لهم عن تحضيرات العُثمانيين وكفائتهم القتاليَّة العالية وجهًا لوجه، وفي الواقع فإنَّ العُثمانيّون تجنّبوا القتال مع الروم لمَّا رأوا حشدهم الضخم، لكنَّهم استمروا بالإغارة على البلدات والمواقع الروميَّة الصغيرة وانتزعوها الواحدة تلو الأُخرى حتَّى طوَّقوا الإمبراطور البيزنطي وعزلوه في مغنيسية، فتفكك جيشه دون قتال، وانسحب الروم عائدين إلى القُسطنطينيَّة، فيما آثر بعضهم البقاء والقتال مع إخوانهم ودفع المُسلمين عن آخر ما تبقّى للروم من حُصون في آسيا الصُغرى.

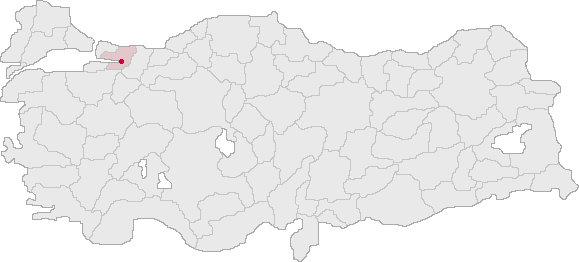
الموضع التقريبي حيثُ وقعت معركة بافيوس بين العُثمانيين والروم.

شكَّل حراك الإمبراطور البيزنطي نذيرًا للقُرى والبلدات الإسلاميَّة الحُدوديَّة، وتذكيرًا بأنَّ وُجودهم سيبقى على المحك ما لم يتحالفوا ويتحدوا تحت راية قائدٍ قويٍّ قادرٍ على دفع الحملات الروميَّة بعد أن زالت سلطنة سلاجقة الروم. ولمَّا لمس السُكَّان قدرة عُثمان القياديَّة والعسكريَّة العالية، وإخلاصه للدين الإسلامي، تحرَّكوا لِمُساندته والوُقوف معه لِتوطيد دعائم دولة إسلاميَّة تضم شتاتهم وتقف سدًا منيعًا بوجه الروم. والتحق بِعُثمان بعضُ القادة الروم الذين فضلوا العمل لِصالحه على أن يعودوا لِبلادهم، وكان قسمًا منهم من أسرى الحُروب المُعتقين. كما انخطرت الكثير من الجماعات الإسلاميَّة تحت لواء العُثمانيين كجماعة «غُزاة الروم» أو «غزياروم» كما سُمِّيت بالتُركيَّة، وهي جماعةٌ إسلاميَّةٌ كانت تُرابط على حُدود الإمبراطوريَّة البيزنطيَّة وتصد هجماتهم عن المُسلمين مُنذُ العصر العبَّاسي، وقد أعطتها هذه المُرابطة خبرات في حرب الروم. وسارع رفاق درب عُثمان من قادة الآخية الفتيان إلى الانضمام إليه وعرض خدماتهم عليه، وهؤلاء هم: «الغازي عبدُ الرحمٰن»، و«آقچه خوجة»، و«قُونور ألب»، و«درغوث ألب»، و«حسن ألب»، و«صالتوق ألب»، و«آيكود ألب»، و«آق تيمور»، و«قره‌مُرسل»، و«قره‌تكين»، و«صمصمه جاويش»، و«الشيخ محمود»، وغيرهم من قادة الآخية وقُدامى المُحاربين الذين خاضوا المعارك تحت قيادة عُثمان ومن قبله والده أرطُغرُل. وانضمَّ إليه أيضًا جماعة «حاجيَّات روم» أي «حُجَّاج أرض الروم» وهي جماعة معنيَّة بالعلم الشرعي وتفقيه المُسلمين بأُمور الدين، وكان لها هدفٌ جانبيّ يتمثَّل بِمُعاونة المُجاهدين خُصوصًا في القتال. وفي غُضون ذلك، أعاد الإمبراطور البيزنطي أندرونيقوس الثاني حشد جيوشه لِقتال المُسلمين بعد أن فشل ولده ميخائيل في دفعهم عن نيقوميدية، فأرسل بضعة سرايا تضمُّ بضع فرق قوامها 2,000 رجل (نصفهم تقريبًا من الآلانيّون المُرتزقة) بِقيادة «جرجس موزالون»، فعبر بهم مضيق البُسفور حتَّى وصل سهل بافيوس على تُخوم المدينة. تقابل الجمعان في السهل سالِف الذِكر يوم 1 ذو الحجة 701هـ المُوافق فيه 27 تمُّوز (يوليو) 1302م، وكان العُثمانيّون قد حشدوا جيشًا قُدَّر بقرابة خمسة آلاف فارس تحت إمرة عُثمان نفسه، وسُرعان ما التحم الجيشان فانكسر الخط الأمامي الرومي، وانهزمت مُقدمة الجيش، فتراجع موزالون بِجُنوده للاحتماء داخل نيقوميدية تحت غطاءٍ آلانيّ. كان لِهذه المعركة أثرٌ بالغٌ في التاريخ الإسلامي عُمومًا والعُثماني خُصوصًا، إذا اعتبر الكثير من المُؤرخين أنَّ النصر العُثماني في هذا اليوم يُشكِّلُ ولادة الدولة العُثمانيَّة الفعليَّة، ويُعلل الپروفيسور خليل إينالجك ذلك بِقوله أنَّ تلك المعركة منحت الإمارة العُثمانيَّة خصائص وسمات الدولة المُستقلَّة الفعليَّة القابلة للحياة، وأثبتت لجيرانها إثباتًا قاطعًا بأنَّ جُيوشها قادرة على الغزو وإلحاق الهزيمة بأكبر الأعداء والتصدي لهم. كما أتاح هذا النصر لِعُثمان أن يُسيطر بعد حين على مدينتيّ إزنيق ونيقية بالإضافة إلى مدينة بورصة.

### التقارب الرومي الإلخاني

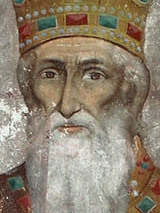
لوحة جصيَّة لِوجه قيصر الروم الإمبراطور أندرونيقوس الثاني، صاحب فكرة التحالف المغولي الرومي ضدَّ العُثمانيين.

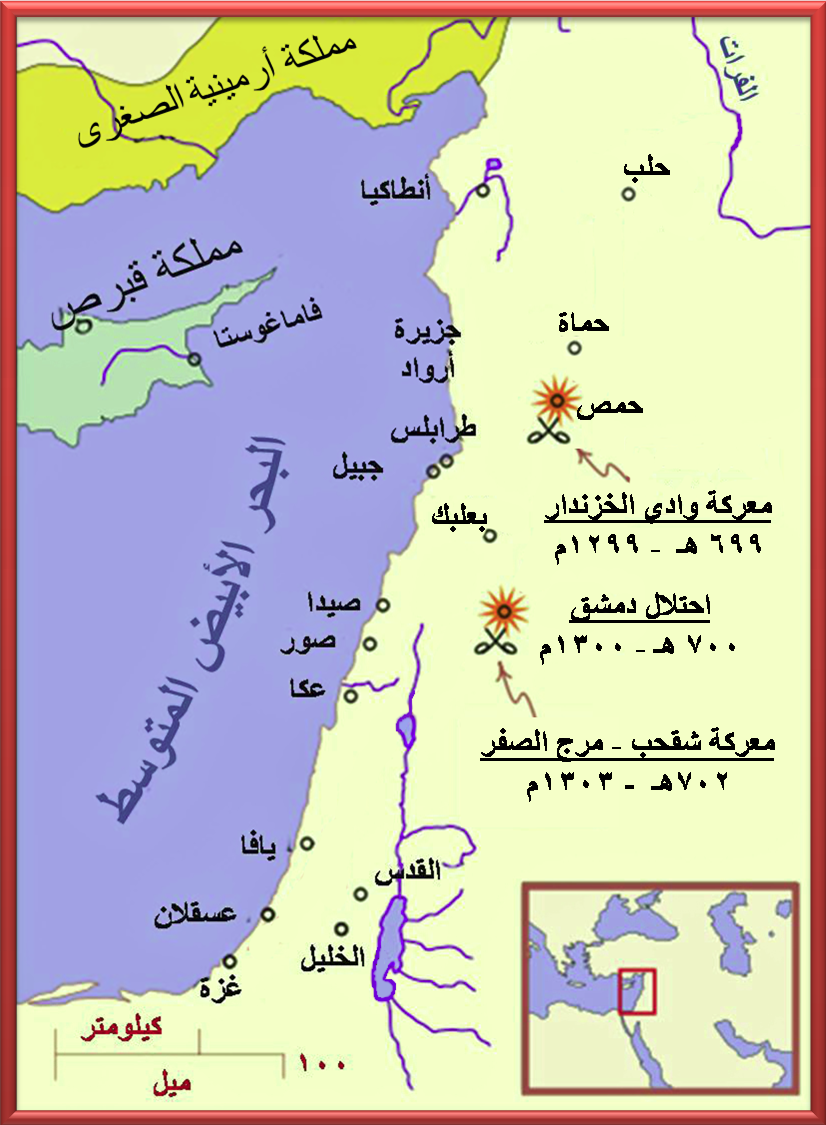
الأماكن التي صارت بها الحُروب المملوكيَّة المغوليَّة بما فيها معركة مرج الصفر (شقحب) التي وضعت حدًا لِأي تحالُفٍ روميّ مغوليّ ضدَّ العُثمانيين بعد أن أضعفت القُوَّة الميدانيَّة للمغول.

أقدم عُثمان بعد انتصاره على إقطاع أقاربه وقادة جيشه الأراضي المفتوحة، مُكرِّسًا بذلك الهيمنة الإسلاميَّة على الأراضي الجديدة ومُنهيًا العهد الرومي فيها. فأعطى إسكي شهر لِأخيه «گندز بك»، وقراجة حصار لابنه «أورخان»، ويار حصار لِحسن ألب، وإینه‌گول لِدرغوث ألب. وفي الوقت نفسه، نزح قسمٌ كبير من الروم عن ثُغور آسيا الصُغرى إلى القُسطنطينيَّة وما تبقى بِأيدي الإمبراطوريَّة من بلادٍ في أوروپَّا، بعد أن أعطاهم العُثمانيّون الأمان وخيروهم بين البقاء والعيش في ظل الدولة الإسلاميَّة الوليدة أو الالتحاق بِإخوانهم، ففضَّل قسمٌ كبيرٌ النُزوح، وبقي قسمٌ آخر، مما رفع عدد الرعايا الروم القاطنين في ظل الراية العُثمانيَّة. شعر الإمبراطور البيزنطي أندرونيقوس الثاني بِضغط الانتشار العُثماني، وتوجَّس خطرًا لمَّا رأى التغيير الديمُغرافي في الأناضول يقع تحت ناظريه دون أن يتمكَّن من فعل شيء، فقام لِيُوقف اندفاع العُثمانيين، ولمَّا فشل في حربه المُباشرة معهم، وكان عليه الاهتمام بِمشاكله البلقانيَّة كذلك، رأى أنَّ أفضل وسيلة لِتحقيق ما يصبو إليه هي التحالف مع المغول الذين يُسيطرون على وسط وشرقيّ الأناضول، فأرسل إلى الإلخان محمود غازان يعرض عليه التقارب الأُسري بالزواج وقيام تحالف بين الدولتين الإلخانيَّة والبيزنطيَّة. وفي الحقيقة فإنَّ المغول كانوا في تلك الفترة يعيشون مرحلةً من التوتر العالي بينهم وبين المماليك في مصر والشَّام، وقد طغت علاقاتهم المُتوترة هذه على علاقاتهم بالروم، فقد كان غازان يعد العدَّة لِيغزو دمشق وسائر الشَّام مرَّة أُخرى بعد غزوته الأولى سنة 699هـ المُوافقة لِسنة 1299م، التي هلك فيها الكثير من أهل الشَّام وارتُكبت فيها المجازر بعد أن هُزم الجيش المملوكي هزيمة نكراء في معركة وادي الخزندار قُرب حِمص، وكان المماليك يُعدون العدَّة للثأر من المغول وغسل عار هزيمتهم السابقة. وفي 2 رمضان 702هـ المُوافق فيه 20 نيسان (أبريل) 1303م، اشتبك المغول والمماليك في معركةٍ طاحنة على تُخوم دمشق عُرفت بِمعركة شقحب أو معركة مرج الصفر، انتصر فيها المماليك وهُزم المغول هزيمة كبيرة. كان لِهذه الهزيمة أثرٌ كبير على الأوساط السياسيَّة والقياديَّة المغوليَّة، فقد أثنت غازان عن أي موضوعٍ آخر، وقيل أنَّه اغتمَّ غمًّا عظيمًا حتَّى مرض وسال الدم من أنفه، وغضب على قادة جيوشه وأمر بإعدام بعضهم وإذلال آخرين. ولم يعش بعد ذلك طويلًا، فتوفي يوم 6 شوَّال 703هـ المُوافق فيه 11 أيَّار (مايو) 1304م، الأمر الذي قضى على أي أملٍ في تحالُفٍ مغوليّ روميّ.

### الحلف الرومي القطلوني

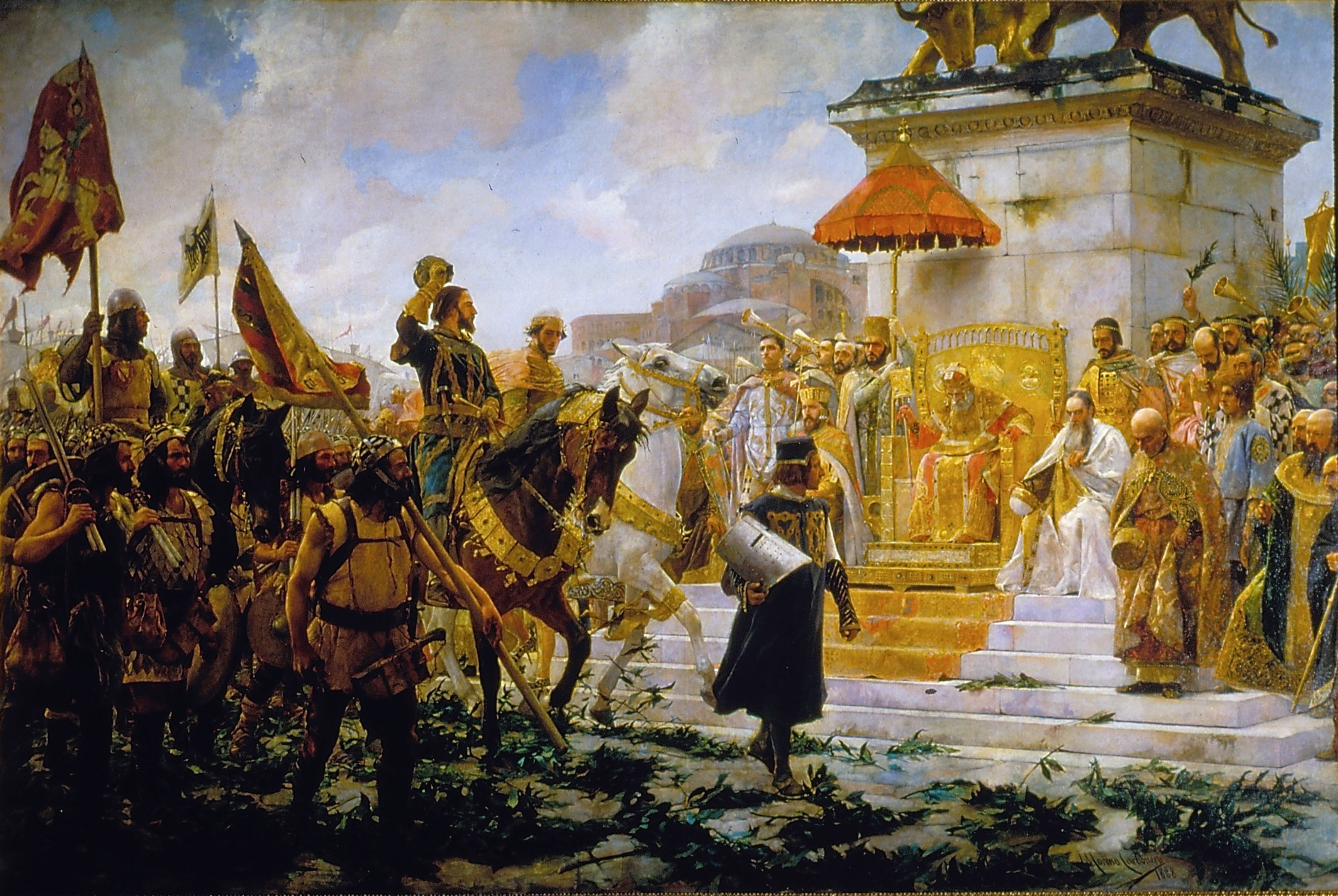
دُخُول قائد المُرتزقة القطلونيين روجر ووتلور إلى القُسطنطينيَّة.

بعد فشل الحلف مع محمود غازان خان، حاول الإمبراطور البيزنطي التحالف مع خليفته مُحمَّد أولجايتو خُدابنده ضدَّ العُثمانيين، لكنَّ مُحاولته باءت بِالفشل، وفي تلك الأثناء عرض روجر ووتلور، وهو قائد جماعة من المُرتزقة القطلونيين الذين أصبحوا عاطلين عن العمل بعد إبرام صُلح كالتابيلوتا بين مملكتيّ أرغون وفرنسا، عرض خدماته وخدمات رجاله ضدَّ المُسلمين، فقبل الإمبراطور العرض بِكُل ارتياح، ووصل القطلونيُّون القُسطنطينيَّة سنة 1303م، واستقبل الإمبراطور قائدهم بِالترحاب، وكان يصحبه 6,500 من رجاله، ووعد بِمنحهم مُرتَّب أربع شُهُور وكذلك منح روجر ووتلور لقب قيصر. ومع بداية سنة 1304م، عبر القطلونيُّون إلى آسيا الصُغرى وتقدموا إلى مدينة فيلادلفية التي كان يُحاصرها العُثمانيُّون، واستطاعوا هزيمتهم وفك الحصار عن المدينة. وقد أثبت هذا الانتصار أنَّ بيزنطة لو تيسَّر لها القُوَّات العسكريَّة الكافية والإمكانيَّات الماديَّة الضروريَّة لأمكن لها أن تقضي على القُوَّة العُثمانيَّة الناشئة، ولكن ما كان لديها المال ولا الجُيُوش. ولم يلبث القطلونيُّون أن تركوا حرب المُسلمين وهاجموا مغنيسية الروميَّة بعدما استولى أهلها على غنائم القطلونيين وكُنُوز قائدهم روجر، فارتاع الروم من الهُجُوم القطلوني وانشلغوا بِالتصدي له، فتقاتل الحُلفاء فيما بينهم مما أفسح المجال أمام السُلطان عُثمان لِيُتابع توسُعه على حساب الروم.

### فتح يني شهر وما حولها

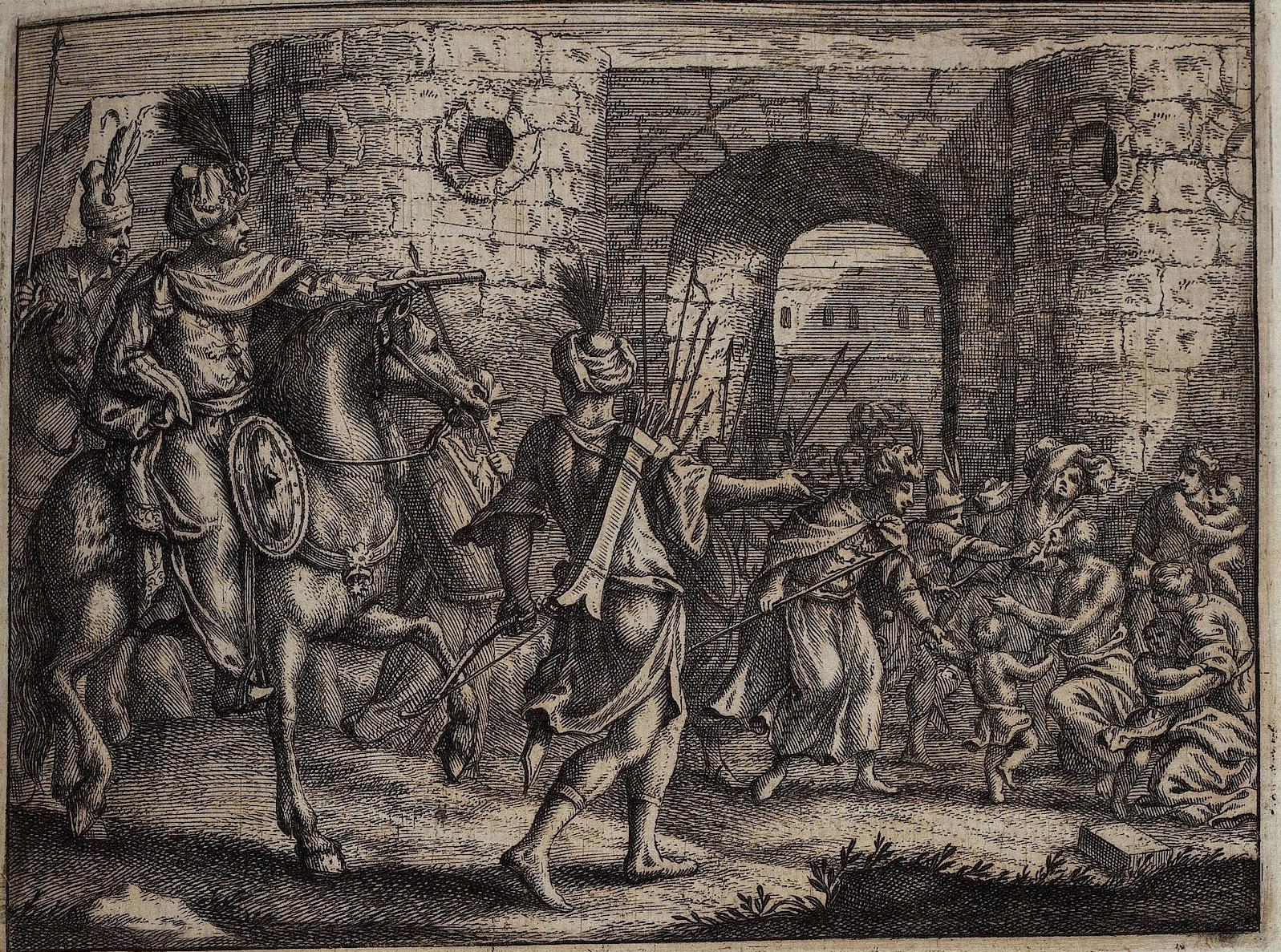
عُثمان بك يفتتحُ حصنًا روميًّا.

حوَّل عُثمان أنظاره نحو حُدود إمارته الجنوبيَّة بعد أن استتب له الأمر شمالًا ووصل إلى البحر الأسود وبحر مرمرة وهزم جُيوش الإمبراطوريَّة البيزنطيَّة واطمأنَّ إلى عدم قُدرتها على مُقارعته قريبًا. فهاجم البلدات والقُرى والحُصون الروميَّة المُحيطة بِمدينة «يني شهر» تمهيدًا لِفتح هذه المدينة. فأرسل حملةً كبيرة إلى قلعة «يوند حصار» ففتحها وضمَّها إلى أملاكه، ثُمَّ انقضَّ على يني شهر ودخلها مُنتصرًا واتخذها عاصمةً لهُ مُؤقتًا، وعمل على تحصينها وتقوية أسوارها، ثُمَّ راح يُرسل الحملات ضدَّ المُدن الروميَّة، ففتح قلاعًا عدَّة منها: لفكه، وآق حصار، وقوج حصار، وحصن كته، وحصن كبوه، وحصن يكيجه طرا قلوا، وحصن تكرر بيكاري، وقلعة مرمرة جق، وقلعة كوبري حصار. والحقيقة أنَّ فتح القلاع سالِفة الذِكر رمى إلى ضرب حزامٍ أمنيٍّ على يني شهر، فأحاطها عُثمان بذلك بسلسلةٍ من الحُصون الأماميَّة لدرء أي خطر عنها. كما فتح جزيرة كالوليمني الواقعة على بحر مرمرة على مقربةٍ من خليج مودانيا، الأمر الذي أدَّى إلى سيطرة العُثمانيين على الطريق المائي الذي يربط بورصة بالقُسطنطينيَّة، واستولى على قلعة تريكوكا، الواقعة بين بورصة وإزنيق والتي تُشرف على طريق المُواصلات بين هذه الأخيرة وإزميد، فأطلَّ العُثمانيّون بذلك على البُسفور. أقلقت الفُتوحات العُثمانيَّة صاحب بورصة الرومي، فجمع قُوَّاته وتحالف مع أُمراء «أترانوس» و«مادنوس» و«تكه» و«كستل»، وساروا لِلقاء عُثمان، فالتحموا معهُ في معركةٍ سُميت «دينباز» أو «ديمباز» انتصر فيها العُثمانيّون وتمكنوا من فتح «كستل» و«مادنوس»، وقُتل أميريهما في المعركة. كما أُسر أمير كته وتضاربت الروايات حول مصيره، فأشارت إحدى الروايات أنهُ أُعدم أمام قلعته فاستسلمت حاميتها للعُثمانيين؛ بالمُقابل أشارت روايةٌ أُخرى أنَّه فرَّ من ساحة المعركة والتجأ إلى «أولوباط»، فلحق به العُثمانيّون وضربوا الحصار عليها، وأيقن أميرها أنَّ لا قُدرة لهُ على قتال العُثمانيين، فاستسلم لهم وأبرم مع عُثمان أوَّل مُعاهدة عسكريَّة في تاريخ الدولة العُثمانيَّة سلَّم بموجبها القلعة بشرط ألَّا يمُر من فوق الجسر الموجود أمام البلدة إلى داخلها أي عُثماني مُسلم، فأجابهُ عُثمان إلى طلبه. تُشيرُ إحدى الروايات أيضًا إلى أنَّ عُثمان حمل خلال هذه الفترة على جزيرة رودس لِقتال فُرسان الإسبتاريَّة الذين تمركزوا بها بعد نهاية الحُروب الصليبيَّة وأخذوا يغيرون على الشواطئ الإسلاميَّة ويعتدون على سُفن المُسلمين التجاريَّة، وأنَّهُ لم يُوفَّق في فتحها، على أنَّ المصادر العُثمانيَّة لا تذكر شيئًا عن هكذا حملة.

### فتح بورصة

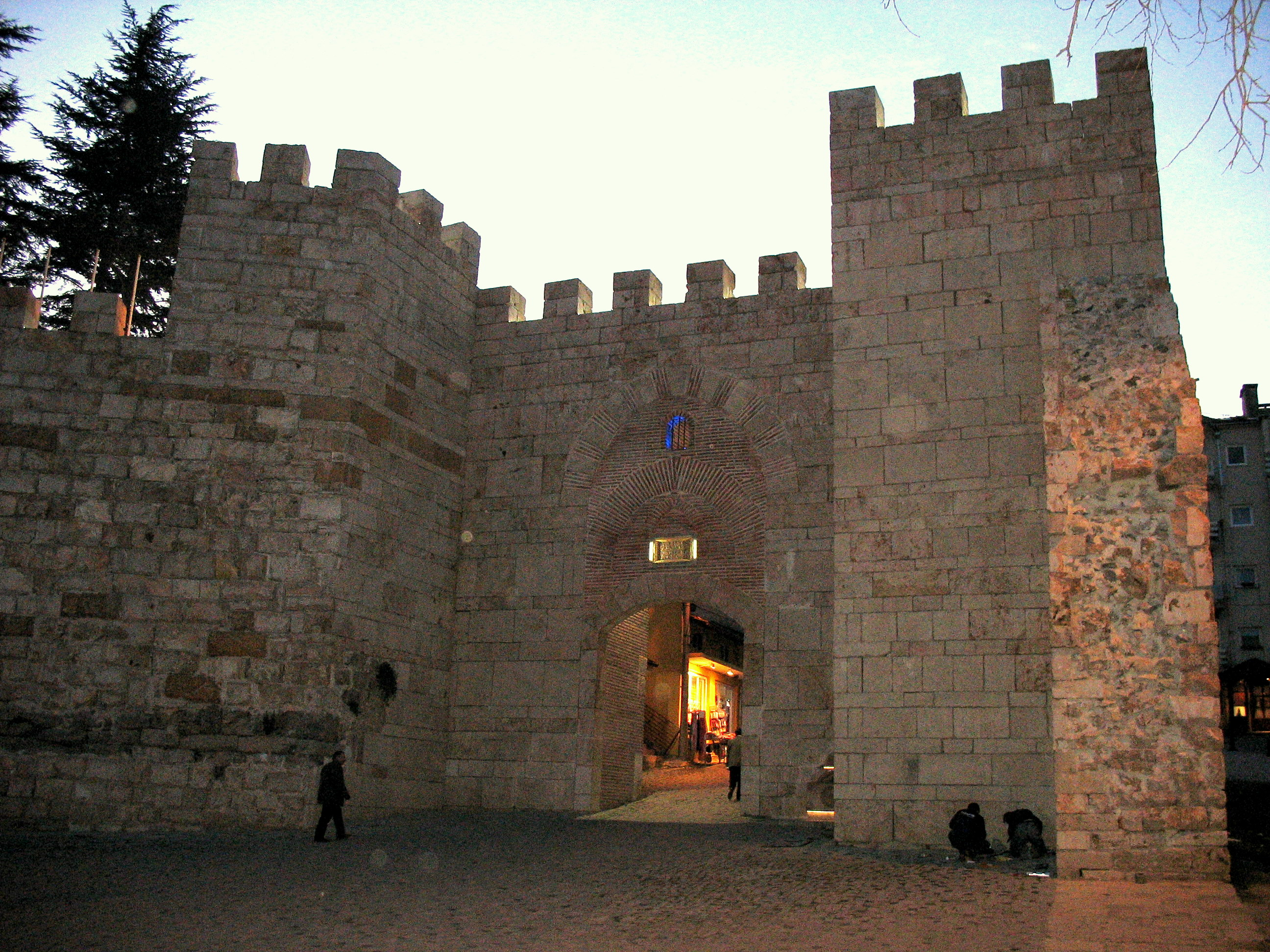
إحدى بوَّابات سور بورصة القديم.

ركَّز عُثمان جُهوده بعد ذلك على المُدن الكبيرة المعزولة، ورأى أن يبدأ بِفتح مدينة بورصة، فبنى بالقُرب منها قلعتين تُشرفان عليها وتُحيطان بها، (وفي إحدى الروايات ثلاثة حُصون)، إحداهُما في «قابلجه» والثانية على سفح جبل أولوطاغ، وعهد بالقلعة الأولى إلى آق تيمور، والثانية إلى أحد أُمرائه، وهو «بلبان» أو «بلبانجق بك». استمرَّ الحصار العُثماني لِبورصة ما بين 10 و11 سنة، ويرجع طول الحصار إلى عدم امتلاك العُثمانيين أيَّة أدوات حصار في تلك الفترة من تاريخهم، كما أنَّ المدينة نفسها كانت حصينة ومنيعة، إذ حمتها قلعة يبلغ طولها 3400 متر تحتوي على 14 بُرج مراقبة و6 أبواب ضخمة، وكان هناك سورين سميكين في المنطقة الواقعة تحت جبل أولوطاغ.

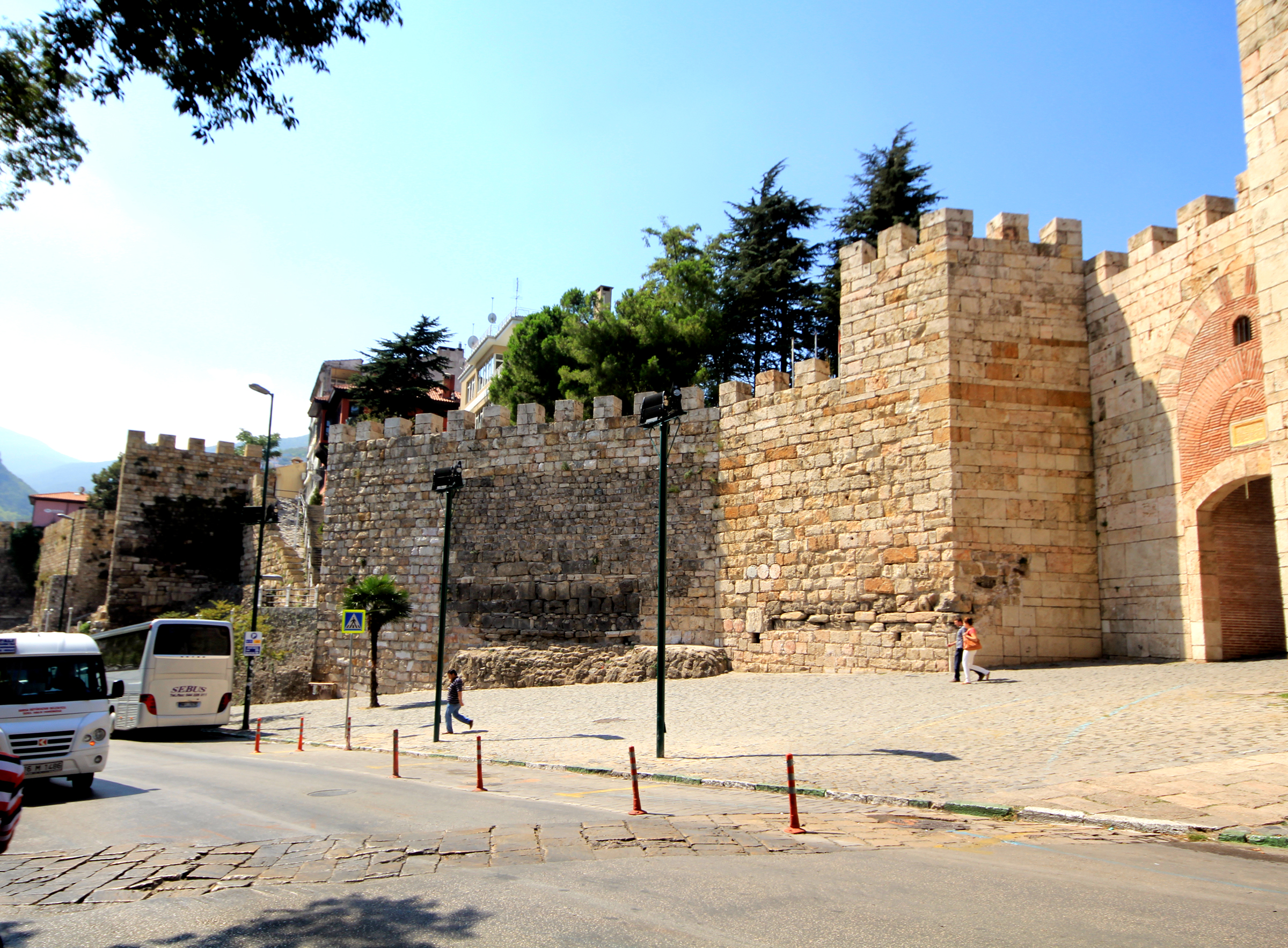
جانب من أسوار مدينة بورصة القديمة التي حاصرها العُثمانيّون قُرابة عشر سنوات إلى أن سقطت.

وأثناء استمرار عمليَّة الحصار، طهَّر عُثمان وقادته جوار الإمارة من بقايا الحُصون الروميَّة، ففتحوها الواحد تلو الأُخرى، ودخل بعض قادة تلك الحُصون مع حامياتهم في خدمة عُثمان، وأسلم البعضُ منهم فيما بقي البعض الآخر على المسيحيَّة. وفي تلك الفترة أُصيب عُثمان بِداء النٌقطة (الصرع)، فبدا واضحًا أنه لم يعد قادرًا على قيادة حصار المدينة بنفسه، فعهد إلى ابنه أورخان باستكمال الأمر، واعتزل هو الخُروج مع الجُيوش ولازم دياره. واستمرَّ حصار أورخان للمدينة دون أي قتالٍ أو حرب، لكنَّه تابع عزلها عن مُحيطها، ففتح مودانيا قاطعًا صلة المدينة بالبحر، ثُمَّ فتح بلدة «پرونتكوس» في الساحل الجنوبي لِإزميد، وغيَّر اسمها إلى «قره‌مُرسل» تيمنًا باسم فاتحها «قره‌مُرسل بك»، كما فتح بلدة «أدرانوس» أو «أدرنوس» الواقعة جنوب بورصة على قمة جبل أناضولي طاغ، التي وُصفت بأنها مفتاح المدينة، وسُميت «أورخان ألي».
ضيَّق العُثمانيّون الحصار على المدينة حتَّى دبَّ اليأس في قلب حاكمها وحاميتها، وأيقن الإمبراطور البيزنطي أنَّ سُقوطها في أيدي المُسلمين مسألة وقتٍ لا أكثر، فاتخذ قرارًا صعبًا، وأمر عامله عليها بإخلائها، ففعل، وانسحبت الحامية الروميَّة من المدينة، ودخلها أورخان يوم 2 جُمادى الأولى 726هـ المُوافق فيه 6 نيسان (أبريل) 1326م، ولم يتعرَّض لأهلها بِسُوء بعد أن أقرّوا بالسيادة العُثمانيَّة وتعهدوا بدفع الجزية.
واستسلم صاحب المدينة المدعو «أقرينوس» إلى أورخان، ثُمَّ أشهر إسلامه أمامه وبايع أباه عُثمان ودخل في طاعته، فأُعطي لقب «بك» إكرامًا له وتقديرًا لما أبداه من شجاعةٍ وصبرٍ خِلال الحصار الطويل، وأصبح من قادة الدولة العُثمانيَّة البارزين فيما بعد، وتأثر به عددٌ آخر من قادة الروم الذين بقوا في المدينة وحُصونها المُجاورة، فأشهروا إسلامهم وانضموا تحت لواء العُثمانيين. وبهذا فُتحت بورصة بعد طول انتظار، وأسرع أورخان عائدًا إلى سُكود لينقل الخبر إلى والده.

## وفاته

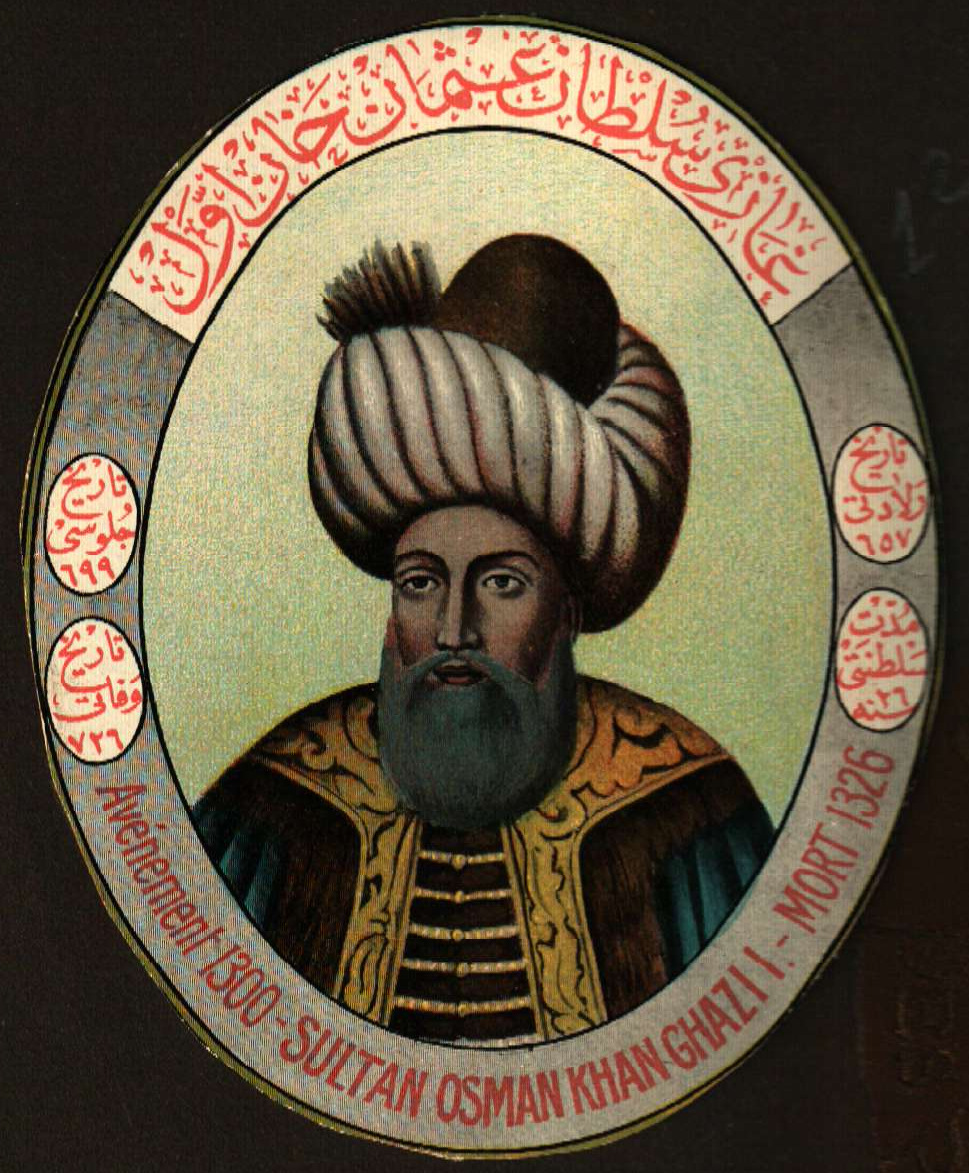
رسمٌ تخيُّليّ لِعُثمان في شيخوخته.

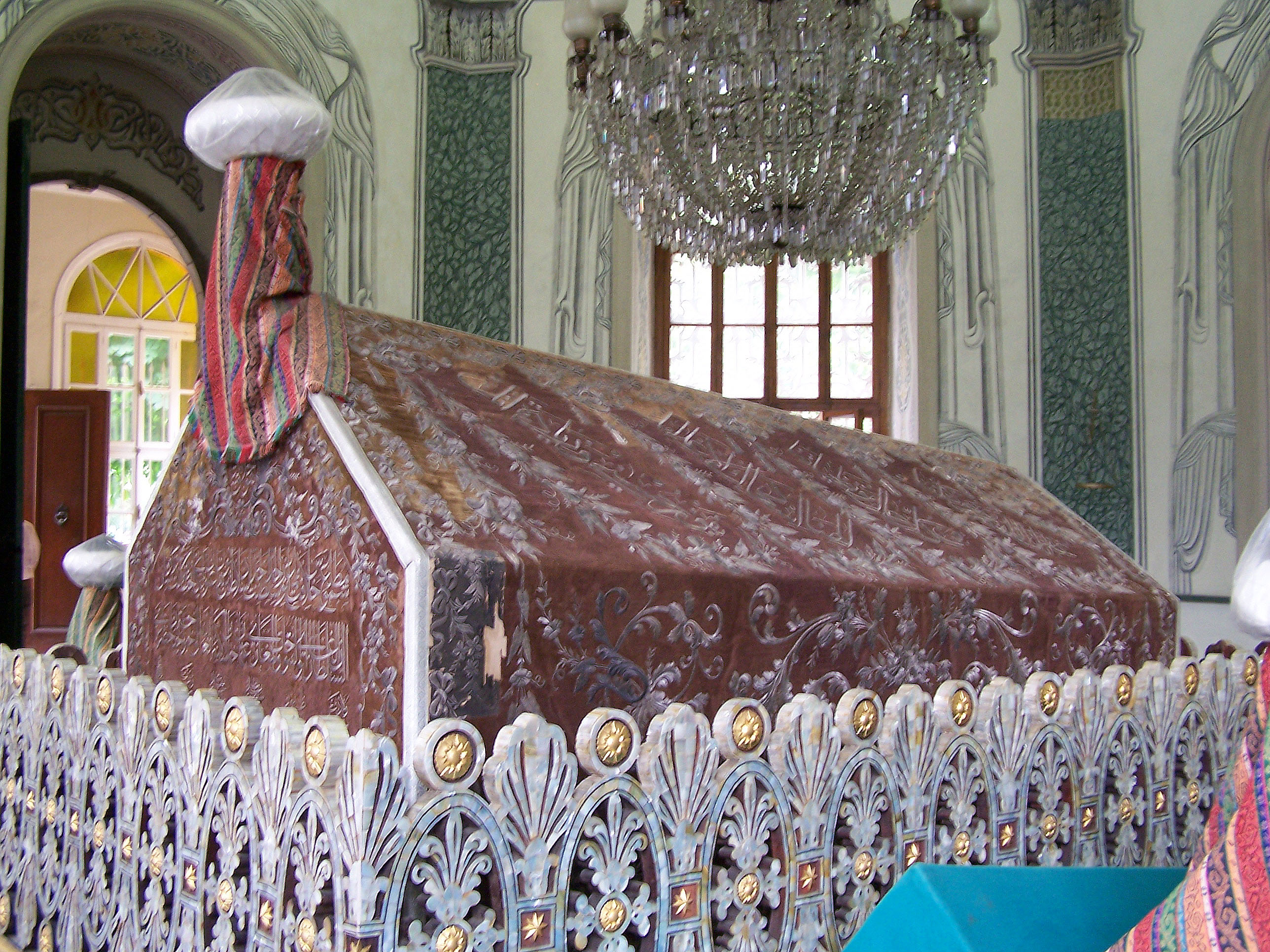
قبر عُثمان الأوَّل في مدينة بورصة.

كان عُثمان يُعاني من داء المفاصل أو النقرس إلى جانب الصرع الذي أُصيب به في سنواته الأخيرة. ويُرجَّح أنَّ وفاته جاءت نتيجةً للنقرس. ومما يؤكد ذلك ما ذكره عاشق باشا زاده في مؤلَّفه عندما تحدث عن الفترة الأخيرة من حياة عُثمان الأوَّل، فقال: «كَانَ ثَمَّةَ عَطَب فِي قَدَمِ عُثْمَانَ، وَكَانَ يَتَأَلَّمُ مِنهَا». وكان الكاتب نفسه قد استعمل التعبير ذاته عند حديثه عن وفاة السُلطان مُحمَّد الفاتح، فقال: «سَبَبُ وَفَاتِهِ عِلَّةٌ فِي قَدَمِهِ». ومن المعروف أنَّ النقرس كان مرضًا وراثيًّا في الأُسرة العُثمانيَّة، وعانى منه الكثير من السلاطين. ولمَّا بلغ أورخان سُكود استُدعي على الفور إلى والده، فوجده في حالة النزاع، ولم يلبث أن أسلم الروح بعد أن أوصى بالمُلك من بعده لأورخان، وهو ثاني أولاده، بعد أن رآه أفضل وأكثر تهيُئًا لِزعامة الإمارة وقيادة الدولة من أخيه الأكبر علاء الدين، الذي اتصف بالورع الديني وميله إلى العُزلة. واختلف المُؤرخون في تحديد موعد وفاة عُثمان، فقيل أنه توفي يوم 21 رمضان 726هـ المُوافق فيه 21 آب (أغسطس) 1326م، ولهُ من العُمر سبعين سنة. وقال المؤرخ العُثماني روحي چلبي الذي عاش خلال القرن الخامس عشر الميلاديّ ودوَّن تاريخ الدولة العثمانية حتى سنة 1481م في كتابه حامل عنوان «تورايخ آل عُثمان» أنَّ وفاة عُثمان الغازي كانت سنة 1320م. ووفقًا لِلمُؤرخ عرُّوج بن عادل الذي عاش في عهد مُحمَّد الفاتح وبايزيد الثاني حتى سنة 1502م فإنَّ عُثمان توفي في سنة 1327م. ويذكر المُؤرخ التُركي المُعاصر نجدت سقَّا أوغلي أنه على الرُغم من عدم وُجود وثائق تذكر اسم عُثمان بعد سنة 1320م، فإن هُناك وثائق تؤكد تولّي أورخان الإمارة في سنة 1324م، واعتمادًا على ذلك فإنَّ وفاة عُثمان غازي تكون قد وقعت في ذات السنة سالِفة الذكر وفق هذا الرأي. من المُؤكَّد أنَّ وفاة عُثمان كانت بعد وفاة حميه الشيخ «إده بالي» بِثلاثة أو أربعة أشهر، وبعد وفاة زوجته مال خاتون بِشهرين. ومن المعروف أنه دفنهُما بيديه في بيله جك. وعندما وافته المنيَّة دُفن في سُكود بدايةً، ثُمَّ أمر السُلطان أورخان بِنقل جُثمانه إلى بورصة، التي اتخذها عاصمةً له، ودفنهُ فيها، وقبره كائنٌ اليوم في حي «طوبخانه». ويرجعُ سبب نقل الجُثمان إلى وصيَّة عُثمان التي كتبها قبل مماته: «يَا بُنَيَّ، عِندَمَا أَمُوتُ ضَعْنِي تَحْتَ تِلكَ القِبَّةِ الفِضِّيَةِ فِي بُورُصَة». ولكنَّ قبرهُ الحالي يعود إلى عهد السُلطان عبدُ العزيز، فقد تهدَّم القبرُ الأوَّل تمامًا في زلزالٍ شديدٍ ضرب المنطقة سنة 1855م، فأعاد السُلطان سالِف الذِكر بناءه، كما أمر السُلطان عبدُ الحميد الثاني ببناء مقام في سُكود حيثُ دُفن عُثمان للمرَّة الأولى.

### وصيَّته
تنصُّ المصادر العُثمانيَّة أنَّ عُثمانًا ترك وصيَّةً مكتوبة لِولده أورخان يوصيه فيها بإكمال مسيرة الغزو والجهاد ضدَّ الروم، وأن يلتزم بتعاليم الشريعة الإسلاميَّة ويُلازم العُلماء ويعدل مع الرعيَّة ويُخلص إلى الإسلام ورسالته. كما تضمَّت وصيَّته بعض النصائح إلى سائر أبناءه وإلى رفاق دربه الذين شهدوا معه كُل الغزوات أو مُعظمها. أمَّا نص الوصيَّة فهو:

يا بُنيّ: إيَّاك أن تشتغل بِشيءٍ لم يأمر به الله ربُّ العالمين، وإذا واجهتك في الحُكم مُعضلة فاتخذ من مشورة عُلماء الدين موئلًا. يا بُنيّ: أحط من أطاعك بِالإعزاز. وأنعم على الجُنود، ولا يغُرَّنَّك الشيطان بِجُندك وبِمالك، وإيَّاك أن تبتعد عن أهل الشريعة. يا بُنيّ: إنَّك تعلمُ أنَّ غايتنا هي إرضاءُ الله ربُّ العالمين، وأنَّ بِالجهاد يعِمُّ نور ديننا كُلَّ الآفاق، فتحدُث مرضاة الله . يا بُنيّ: لسنا من هؤلاء الذين يُقيمون الحُروب لِشهوة حُكمٍ أو سيطرة أفرادٍ، فنحنُ بالإسلام نحيا ولِلإسلام نموت، وهذا يا ولدي ما أنت لهُ أهل. إعلم يا بُنيّ، أنَّ نشر الإسلام، وهداية النَّاس إليه، وحماية أعراض المُسلمين وأموالهم، أمانةٌ في عُنقك سيسألك الله  عنها. يا بُنيّ: إنني أنتقلُ إلى جوار ربي، وأنا فخورٌ بك بأنَّك ستكون عادلًا في الرعيَّة، مُجاهدًا في سبيل الله، لِنشر دين الإسلام. يا بُنيّ: أوصيك بِعُلماء الأُمَّة، أدم رعايتهم، وأكثر من تبجيلهم، وانزل على مشورتهم، فإنهم لا يأمُرون إلَّا بخير. يا بُنيّ: إيَّاك أن تفعل أمرًا لا يُرضي الله ، وإذا صعُب عليك أمرٌ فاسأل عُلماء الشريعة، فإنهم سيدلُّونك على الخير. واعلم يا بُنيَّ أنَّ طريقنا الوحيد في هذه الدُنيا هو طريقُ الله، وأنَّ مقصدنا الوحيد هو نشر دين الله، وأننا لسنا طُلَّاب جاهٍ ولا دُنيا. وصيَّتي لِأبنائي وأصدقائي، أديموا عُلوَّ الدين الإسلامي الجليل بِإدامة الجهاد في سبيل الله. أمسكوا راية الإسلام الشريفة في الأعلى بِأكمل جهاد. اخدموا الإسلام دائمًا؛ لِأنَّ الله  قد وظَّف عبدًا ضعيفًا مثلي لِفتح البُلدان. اذهبوا بِكلمة التوحيد إلى أقصى البُلدان بِجهادكم في سبيل الله، ومن انحرف من سُلالتي عن الحق والعدل حُرم من شفاعة الرسول الأعظم ﷺ يوم الحشر. يا بُنيّ: ليس في الدُنيا أحدٌ لا يُخضع رقبتهُ للموت، وقد اقترب أجلي بِأمر الله  أُسلمُك هذه الدولة وأستودعك المولى . إعدل في جميع شؤونك…

## إرث عُثمان الأوَّل

### آل عُثمان

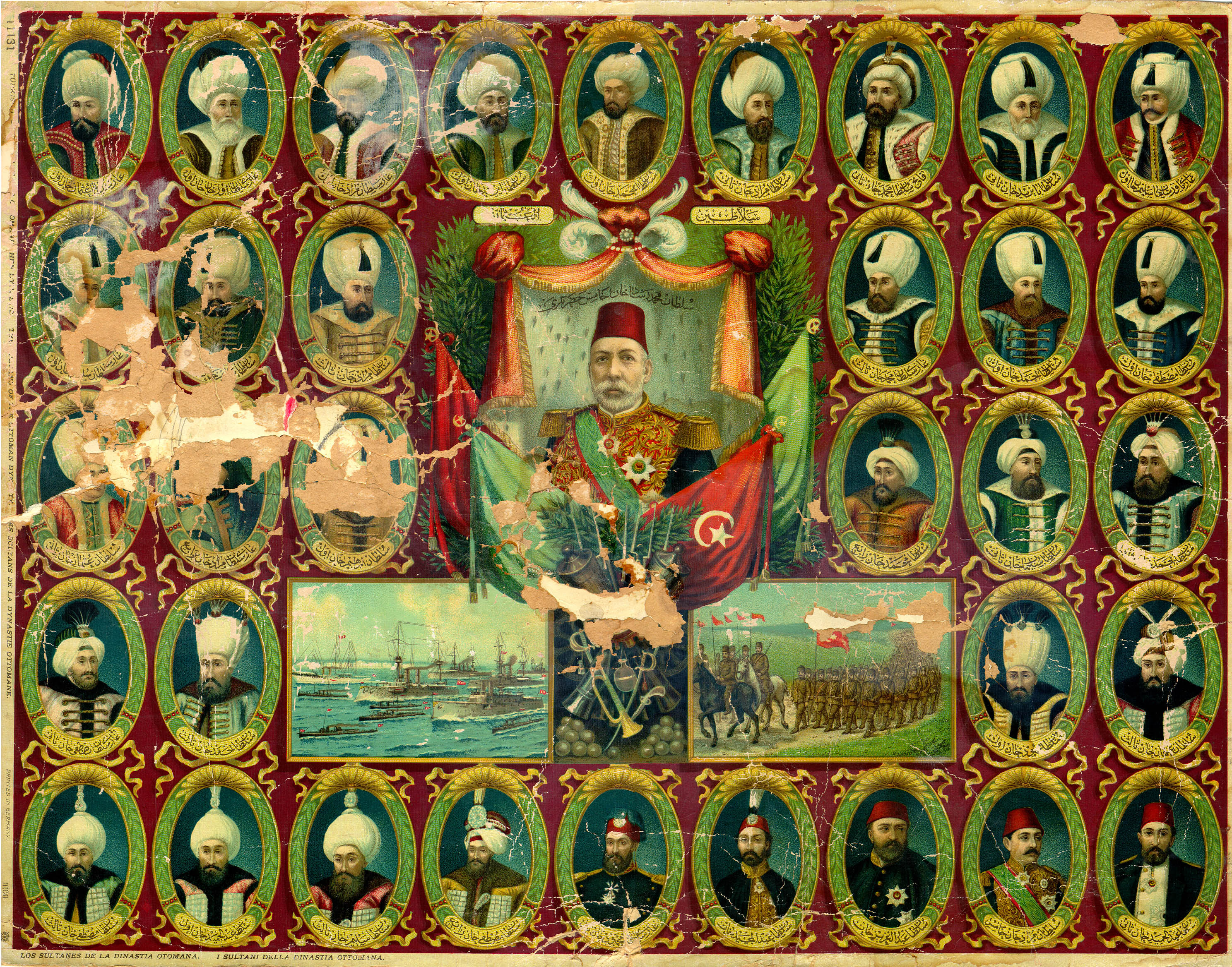
رسمٌ جامع لسلاطين الدولة العُثمانيَّة من عُثمان الأوَّل حتى مُحمَّد الخامس.

يُعتبر عُثمان الأوَّل مُؤسس السُلالة العُثمانيَّة بِكُل المقاييس، فقد تحدَّر منه بشكلٍ مُباشرٍ خمسٌ وثلاثون سُلطانًا تربعوا على عرش دولته مُنذ أن استقلَّ بها وحتَّى سُقوطها سنة 1918م بِسبب انهزامها في الحرب العالميَّة الأولى. ويُعتبر عُثمان أوَّل سلاطين هذه السُلالة على الرُغم من كونه لم يحمل خلال حياته سوى لقب «بك» أي «أمير»، وإن كان معروفًا أنَّهُ لُقِّب بِألقابٍ أُخرى، كما تُشيرُ إحدى الوقفيَّات المُدوَّنة باللُغة الفارسيَّة العائدة لِسنة 1324م، التي نصَّت على أنَّهُ لُقِّب بـِ«مُحيي الدين» و«فخرُ الدين». تتوزَّع ذُريَّة عُثمان الأوَّل اليوم في عدَّة بُلدان أوروپيَّة وعربيَّة، بعد أن طُردت الأُسرة من تُركيا سنة 1924م بُعيد إعلان قيام الجُمهوريَّة على يد مُصطفى كمال أتاتورك. عاد قسمٌ كبيرٌ من العائلة إلى تُركيا بعد أن سمحت الحُكومة لنساء وبنات آل عُثمان بالرُجوع سنة 1951م، والأُمراء سنة 1973م، بينما بقي قسمٌ منهم في البُلدان التي التجأ إليها أجدادهم مثل إنگلترا وفرنسا والولايات المُتحدة ومصر والسُعوديَّة وغيرها، حيثُ تلقبوا بِلقب «عُثمان أوغلي» (بالتُركيَّة: Osmanoğlu)، ومن أعلامهم في العصر الحديث: عُمر عبدُ المجيد أفندي عُثمان أوغلي المولود في مدينة الإسكندريَّة بِمصر يوم 10 جُمادى الأولى 1360هـ المُوافق فيه 4 حُزيران (يونيو) 1941م، وابنه محمود نامق عُثمان أوغلي المولود في لندن يوم 16 ربيع الآخر 1395هـ المُوافق فيه 27 نيسان (أبريل) 1975م. ومنهم أيضًا الشاهدخت عائشة گلناو سُلطان عُثمان أوغلي المولودة في مدينة هنلي في أكسفوردشير بِإنگلترا يوم 21 ذي القعدة 1390هـ المُوافق فيه 17 كانون الثاني (يناير) 1971م، وأولادها الخمسة.

### زوجاته وأولاده
تزوَّج عُثمان «مال خاتون» ابنة «الشيخ إده بالي» قُرابة سنة 1280م، فولدت لهُ أورخان. وتُشير بعد المصادر أنه تزوَّج أيضًا بامرأةٍ أُخرى تُدعى «رابعة بالا خاتون»، وهي والدة ابنه البكر علاء الدين باشا. ويُلاحظ أنَّ بعض المُؤرخين جعل لِعُثمان زوجةً واحدةً فقط بأسماء مُختلفة، فعرُّوج بن عادل قال أنَّ زوجة عُثمان تُدعى «رابعة» وجعلها ابنة الشيخ «إده بالي»، بينما قال عاشق باشا زاده أنها تُدعى «مال خاتون»، وهو الرأي السائد غالبًا، كما جعلها آخرون ابنة أحد الأُمراء ويُدعى «عُمر عبد العزيز بك». ويعتبر بعض المُؤرخين أنَّ وُجود اسمين مُختلفين لامرأتين مفاده أنَّ عُثمان كان مُتزوجًا باثنتين على الأقل. أمَّا الأولاد، فقد أنجب عُثمان ثمانية: سبعة أبناء وبنتٌ واحدة، وهم: أورخان بك، وبازارلي بك، وجوبان بك، وحميد بك، وعلاءُ الدين باشا، ومالك بك، وصاووجي بك، وفاطمة خاتون.

### سيف عُثمان
ترك عُثمان ورائه سيفه الخاص الذي اشتهر باسم «سيف عُثمان» (بالتُركيَّة العُثمانيَّة: تقليدى سيف؛ وبالتُركيَّة المُعاصرة: Osman Kılıcı)، فورثه عنه ابنه أورخان، ثُمَّ حفيده مُراد، واستمرَّ السلاطين من بعده يتناقلوه، حتَّى أصبح تقليد هذا السيف يُمثِّلُ الجُزء الأبرز في حفل تتويج السلاطين ومُبايعتهم بالخِلافة الإسلاميَّة، وأصبح يرمز إلى انتقال مُلك آل عُثمان من سُلطانٍ إلى آخر. تُشيرُ المراجع إلى أنَّ عُثمانًا قُلِّد هذا السيف من قِبل مُعلِّمه وحميه الشيخ «إده بالي» لِيكون «سيف الإسلام المسلول على الكُفَّار»، وتولَّى شيخ الدراويش المولويَّة في قونية، وكان بمثابة الإمام الأكبر حينها؛ تزنير عُثمان بالسيف وحزامه. كان السلاطين العُثمانيّون يتقلَّدون السيف بعد قُرابة أُسبوعين من تربُّعهم على العرش، وكان حفل التقليد هذا أقرب ما يكون إلى احتفالات التتويج الملكيَّة والإمبراطوريَّة في أوروپَّا الغربيَّة، وكان يتم في جامع أبي أيُّوب الأنصاري بالآستانة. أمَّا من كان يُقلِّد السُلطان سيف عُثمان فكان غالبًا شيخ الإسلام أو شريف قونية، والأخير كان شيخ الدراويش المولويَّة الذي كان يُستدعى إلى الآستانة خصيصًا لِهذا الغرض.

## صفاته وخصائصه

### بُنيته الجسديَّة

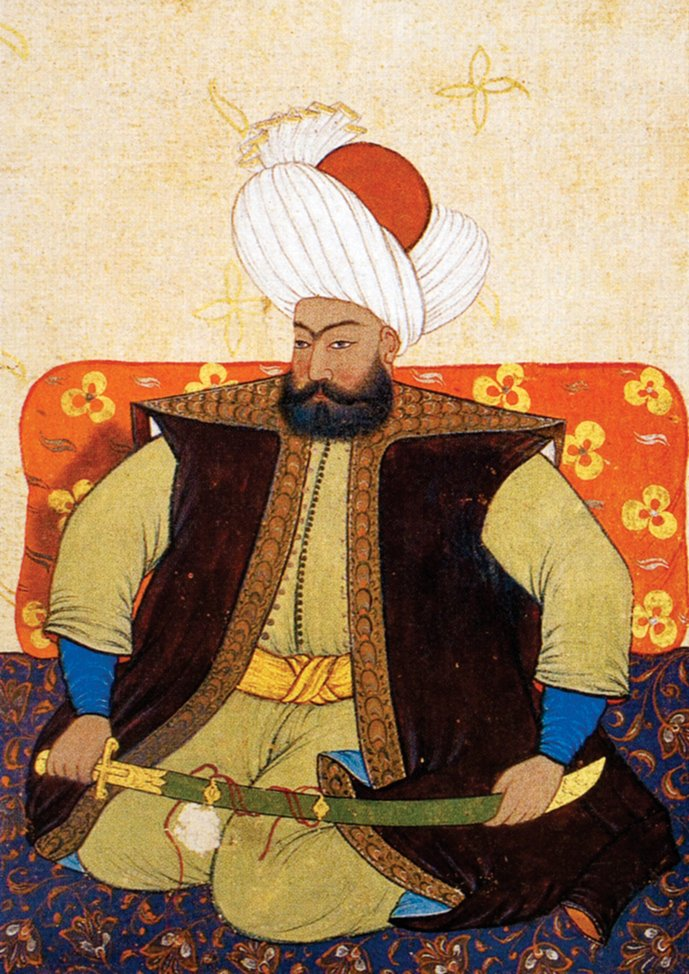
مُنمنمة عُثمانيَّة تُظهرُ عُثمان الأوَّل جالسًا على أريكةٍ وهو يحملُ سيفه.

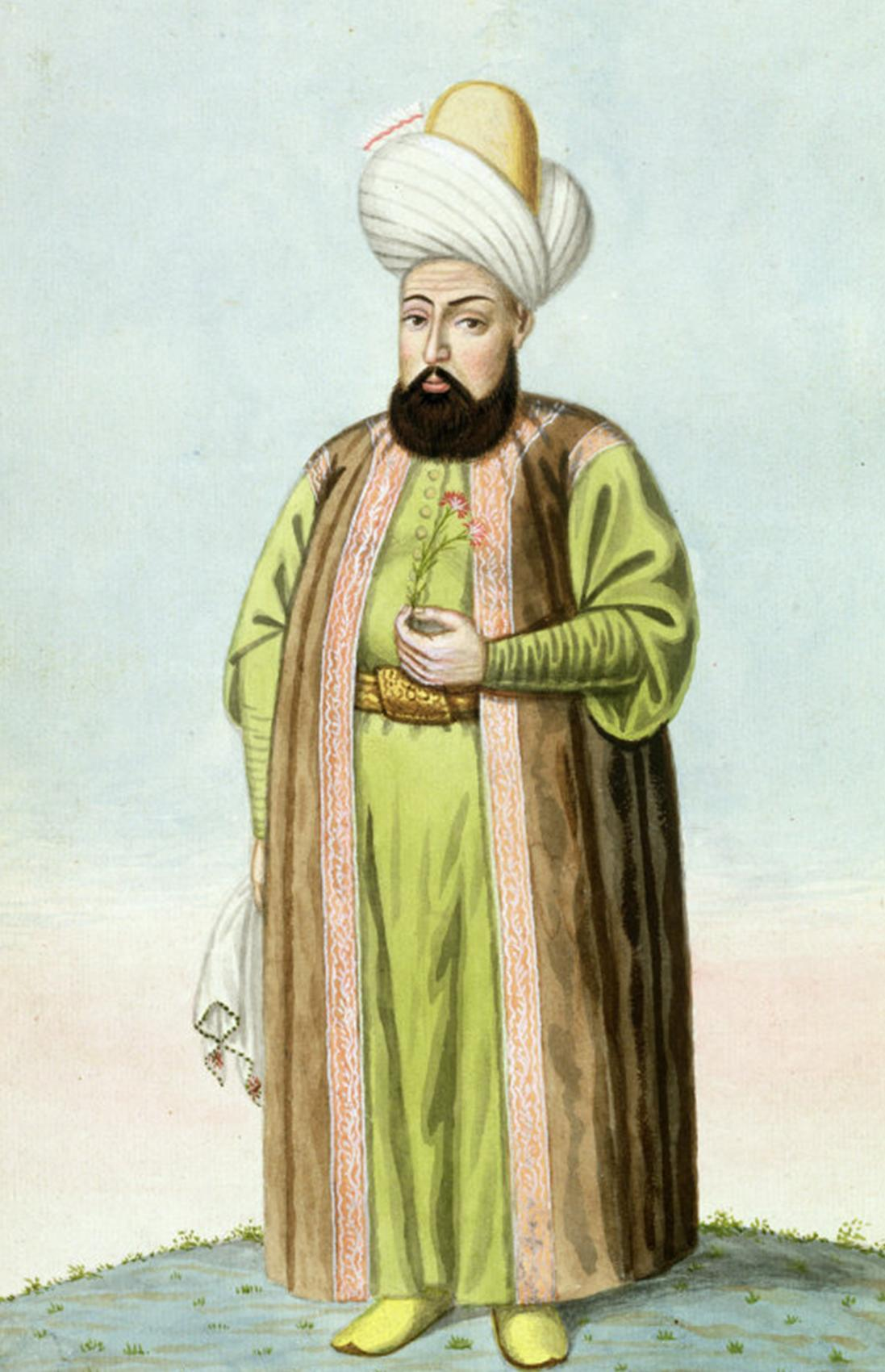
رسمٌ لِعُثمان الأوَّل منقول عن مُنمنمة عُثمانيَّة يبدو فيه وهو بِملابس العصر الكلاسيكي للسلطنة، وهو أمرٌ يُنافي الواقع إذ أنَّ لباسه كان أقرب إلى لباس المُتصوفين والدراويش.

وفق تصوير مُؤرِّخ القصر العُثماني يحيى بُستان زاده بعد قُرونٍ من وفاة عُثمان، فإنَّ الأخير كان رجُلًا طويل القامة، وأبيض البشرة، وكستنائي الحاجبين. وبِحسب تاريخ كبير الفلكيين، كان أسمر البشرة، وعاقد الحاجبين، ومُستدير الوجه، وعريض المنكبين، وتصل يداه إلى رُكبتيه عند وُقوفه. ويُستنتج من هذا الوصف أنَّ ساقيّ عُثمان الأوَّل كانتا قصيرتين، أو أنَّ ذراعيه كانتا أطول من المُعتاد. وقد عاش نموذج البُنية الجسديَّة هذا ما يزيد على ستَّة قُرون وُصولًا إلى الخليفة عبدُ المجيد الثاني.

### متاعه
يُعرف عن عُثمان الأوَّل أنهُ عاش حياةً بسيطةً بعيدةً عن البذخ واللهو والسفاهة. وقد عاش من عائد إنتاج أغنامه الخاصَّة (حليب، ولبن، وجبن...إلخ). وكان يعتبر أنَّ الأموال والغنائم من حق الناس أجمعين وليست حكرًا على الأُمراء، فلمَّا اصطحبهُ قادة جيشه إلى سوق مدينةٍ فتحوها لم يستطع تقبُّل فكرة أنَّ الضريبة من حق البكوات وحدهم، فرفض الحُصول عليها على الرُغم من أنها كانت تُمثلُ دخلًا دسمًا بالنسبة إليه، واعتبر أنَّ هذا العائد إمَّا أن يُوزَّع على جميع الناس بالحق أو لا يؤخذ أبدًا. ويُشيرُ بعض المُؤرخين إلى أنَّ هذه القصَّة تعكس مقدار حساسيَّة عُثمان تجاه الأُمور التي ليست من حقه، فلم يُعرف عنه أنَّه اغتصب شيئًا بالقُوَّة طيلة حياته، وهي أيضًا تعكسُ مدى تأثُره بالتعاليم الإسلاميَّة وبعض العادات والتقاليد والخُصوصيَّات التُركيَّة البدويَّة القديمة التي كانت لا تسمح بالاسئثار بالضروريَّات، بل تعتبرها من حق القبيلة كُلها. ومما يدُل على زُهد عُثمان وترفُعه عن الماديَّات كان عدم العُثور على أيِّ ذهبٍ أو فضَّة بين مُمتلكاته بعد وفاته. وبحسب المعلومات الواردة في المصادر التاريخيَّة، فإنَّ ما وُجد في تركته هو: ثُوبٌ جديد نسبيًّا يُدعى «صرطاق تكلسي»، وخرج يُعلَّق على جنب الحصان يُدعى «يانجغي»، ووعاء ملح، وحمَّآلة ملعقة خشبيَّة، وزوجٌ من أحذية طويلة السَّاق، وعدَّة خُيول مُطهمة، وثلاثة أغنام يعلفها من أجل إكرام ضُيوفه، ولفَّة من قماش الدنيزلي، ودرع للحصان، وراياتٍ حمراء من منسوجات آق شهر، وسيف، وكنانة، ورمح، وما شابه ذلك. يقول قُطب الدين النهروالي في هذا: «… مَا خَلَّف نَقدًا وَلَا مَتَاعًا إلَّا دِرعًا وَسَيفًا يُقَاتِلُ بِهمَا الأَعدَاءَ الكُفَّار، وَبَعضُ خَيلٍ وَقَطِيعًا مِنَ الغَنَمِ اتَخَذَهَا لِلضَيفَانِ، وَأَنسَالُهَا بِاقِيَةٌ إلى الآنِ تَرعَى حَولَ بِلَادِ بُورصَة أَبقُوهَا تَيَمُنًا وَتَبرُّكًا».
أمَّا بالنسبة لِمُتع عُثمان الأوَّل الخاصَّة، فليس هُناك من معلوماتٍ ملموسةٍ حولها. ولكنَّ المُوثَّق وُجودُ سبحةٍ خشبيَّةٍ كبيرة الحبَّات يُقال أنهُ كان يستخدمها، وطبلٍ بقيا محفوظين في مزاره الكائن في مدينة بورصة، وبقيا يُشاهدان حتَّى أواخر القرن الثاني عشر الهجري (مابين سنتيّ 1688 و1784م). وهُما هديتان أرسلهُما لهُ السُلطان السُلجوقي. ولكنَّ السبحة الخشبيَّة والطبل احترقا في حريقٍ اندلع سنة 1855م جرَّاء الزلزال الشديد الذي ضرب المنطقة وعُرف محليًّا باسم «القيامة الصُغرى» لشدَّة هوله، ولم يبقيا حتَّى اليوم. يُعرفُ أنَّ عُثمانًا كان يرتدي ملابس بسيطة قريبة في شكلها وتصميمها إلى ملابس الدراويش والمُتصوفين. ولكنَّ الرسَّامين العُثمانيين والأوروپيين ألبسوا هذا السُلطان ما كان سلاطين العُثمانيين يلبسونهُ في العصر الكلاسيكي للدولة، قُبيل إصلاحات السُلطان محمود الثاني. فرسمه «قسطنطين قابِضاغلي» في أواخر القرن الثامن عشر الميلاديّ ضمن سلسلة اللوحات النصفيَّة للسلاطين مُرتديًا ألبسة كلاسيكيَّة لا يُمكن تمييزها عن ألبسة السُلطان سُليمان القانوني ومُراد الثالث، وكذلك فعل جون يونگ في سلسلة لوحاته المُسمَّاة «سلسلة صُور أباطرة تُركيا» المنقولة عن المُنمنمات العُثمانيَّة؛ مع أنَّ العُثمانيين لم يستخدموا هذا النوع من الألبسة المُزركشة، بل حتَّى سادة الأناضول لم يلبسوها إلَّا بعد أن استقرّوا في القُصور في القرن الرابع عشر الميلاديّ. وحسب بعض المصادر، كان عُثمان يعتمر قُبَّعةً طويلةً مصنوعةً من نسيجٍ أحمرٍ يُدعى «خُراساني» ملفوفة بِقُماشٍ أبيضٍ رقيق عليه نوعٌ من الخُيوط المجدولة. وهذا نوعٌ من اللَّفَّات يُشبه ما كان النُخبة في مُجتمع الأويغور يعتمرونه في تُركستان الشرقيَّة. وكانت جُبته طويلة وذات ياقة حمراء عريضة. وبحسب نصٍّ قديم فإنَّ عُثمان لم يكن يرتدي ملابسهُ مرَّتين لِشدَّة تصدُقه على الفُقراء والأرامل بشكلٍ خاص، الذين لم يكن لديهم ما يسترون به أنفسهم، فكان إن نظر أحدهم إلى عباءته أو جلبابه خلعهُ ووهبه إيَّاه.

### شِعره
وصل الباحثون المُعاصرون إلى قصيدة نُسبت إلى عُثمان الأوَّل عجَّت من أولها إلى آخرها بصُور البُطولة والفُروسيَّة والنُصح لمُخاطبه. وعلى الرُغم من الشك بِنسب القصيدة لِعُثمان إلَّا أنَّ البعض يقول بصحَّة نسبها اعتمادًا على مقياسٍ غريب، وهو: لماذا نُسبت هذه القصيدة إليه وليس غيرها من القصائد؟ ومما ورد في القصيدة (بعد تعريبه):
«ابنِ مدينةً وسوقًا جديدةً بِموادَّ بناءٍ من القلب · إعمل ما تُريد ولكن لا تظلم فلَّاحًا · انظر إلى المدينة القديمة الجديدة إینه‌گول فهي قائمةٌ دائمًا · إهدم بُورصة التي كسرتُ فيها الكُفَّار وابنها من جديد · اغدُ ذئبًا واقصد قطيعًا، وكُن أسدًا ولا تتقهقر · إفعل شيئًا وكُن جُنديًّا، وحاصر مضيق اللسان · لا تستخف بِمدينة إزنيق، ولا تتدفَّق كنهر صقارية · خُذ إزنيق، ولا تُبالِ، وابنِ سُورًا لِكُلِّ بُرجٍ فيها · أنت عُثمان بن أرطُغرُل من سُلالة الغُز وقراخان · أكمل حقَّك، وافتح إسلامبول، واجعلها حديقة ورد»

### مبادئه وخِصاله
كان عُثمان مُلتزمًا بتطبيق العادات والتقاليد التُركيَّة القديمة التي احتفظ بها التُرك لِعدم تعارضها مع الشريعة الإسلاميَّة. ومن تلك العادات عادة قبليَّة يفتح بِمُوجبها سيِّد القبيلة بيته للنهب في السَّادس من أيَّار (مايو) من كُل سنة، وهو اليوم الذي التقى فيه الخضر بالنبي إلياس وفق بعض الروايات أو الأساطير، واعتُبر يومًا خيرًا تفيضُ به الخيرات والبركات، وبناءً عليه كان سيِّد القبيلة وزوجته يخرُجا من البيت من دون أن يأخذا شيئًا معهُما؛ ولو كان دبُّوسًا، فيهجم أفراد القبيلة على البيت بعد خُروجهما، ويأخذون ما تيسَّر من متاع. وكانت هذه العادة تُسمَّى «فتح بيت السيِّد» أو «نهب بيت السيِّد». وكان عُثمان مُلتزمًا بهذا التقليد، فيفتح بيته مرَّة في السنة للنهب. أمَّا سبب اعتبار تلك العادة غير مُتعارضة مع الشريعة فهو أنَّ سيِّد القبيلة تنازل طوعًا عن مُمتلكاته لأفراد قبيلته، ليأخذ منها كُل شخص نصيبه المكتوب. وقد استلهم الشاعر توفيق فكرت من قضيَّة «نهب بيت السيَّد» فكرة قصيدته التي يهجو فيها أعضاء حزب الاتحاد والترقي لِكثرة نهبهم الدولة.
تتفق المصادر جميعها على أنَّ عُثمان الأوَّل كان رجلًا قنوعًا جدًا، ومُحبًا للعطاء وليس الأخذ. ومن عاداته أنه كان يهب أصحاب الحاجة كُل ما يغنمه في الغزوات. وصفه المُؤرِّخ قُطب الدين النهروالي قائلًا: «وَكَانَ لِلسَّيفِ والضَّيفِ كَثِيرُ الإِطعَام فَاتِكُ الحُسَام، كَثِيرُ البَذلِ وَاسِعُ العَطَاء، شُجاعًا مِقدَامًا عَلَى الأَعدَاءِ». ومن أبرز خصال عُثمان الأوَّل على سبيل المِثال، إطعامه كُل من يكون في بيته وقت العصر. وكان عزف المُوسيقى يسبق تقديم الطعام، إذ أنَّ قبائل التُرك كانت تُفضل سماع المُوسيقى قبل تناول الطعام وليس خلاله كما كانت عادات الأوروپيين، واستمرَّ العُثمانيّون على هذه الخصلة طيلة تاريخهم. فقد كان عُثمانٌ يأمر فرقة «المهتر» التي أرسلها إليه السُلطان السُلجوقي علاء الدين كيقباد الثالث، باعتبارها إحدى تقاليد البكويَّة، بِمُباشرة العزف، وكانت تتوقف عن العزف عند البدء بِتقديم الطعام. وكانت العادة السائدة أنَّ كُل من حضر المائدة يُجلس إليها لِيأكل دون تمييزٍ بين غنيٍّ وفقير، وبين مُسلم أو مسيحي. وانطلاقًا من النُقطة الأخيرة، تُفيدُ المصادر أنَّ عُثمانًا اتصف بالتسامح الكبير مع غير المُسلمين على الرُغم من حماسته الدينيَّة، فاستقطب بذلك الكثير من الروم الذين اعتنقوا الإسلام على يديه، ومن أبرز القصص التي تنص على ذلك أنَّ عُثمانٌ لمَّا فتح «قراجة حصار» حكم لِروميّ نصراني ضدَّ مُسلمٍ تُركيّ، فسأله الروميّ كيف يحكم لِصالح شخص من غير دينه وقومه، فأجابه عُثمان بآيةٍ من سورة النساء: ﴿إِنَّ ٱللَّهَ يَأۡمُرُكُمۡ أَن تُؤَدُّواْ ٱلۡأَمَـٰنَـٰتِ إِلَىٰۤ أَهۡلِهَا وَإِذَا حَكَمۡتُم بَيۡنَ ٱلنَّاسِ أَن تَحۡكُمُواْ بِٱلۡعَدۡلِۚ﴾، فكان هذا سببًا في إسلام الروميّ وبعض قومه. أضف إلى ذلك، اشتهر عُثمان بتعامُله الليِّن مع الأهالي المسيحيين للبلدات والقلاع التي فتحها، بما فيهم جُنود الحاميات، حيثُ كان يأمر بإعتاقهم لو ثبت إخلاصهم، كما تولَّى رعاية الأرامل والأيتام الروم ومنحهم العطايا وغنائم غزواته كما كان يفعل مع أبناء قبيلته، وأظهر رفقًا بِكبار السن خُصوصًا، مما كان دافعًا لِكثيرٍ منهم على اعتناق الإسلام.
من جهةٍ أُخرى، يتفق المُؤرخون والباحثون أنَّ عُثمانًا تمتَّع بِعبقريَّةٍ استراتيجيَّة وبِبُعد نظرٍ عميق، حيثُ وجَّه فُتوحاته إلى الروم باعتبار أنَّ كُلَّ فتحٍ يناله منهم سيزيد من قوَّته وسُمعته في الأوساط الروميَّة، ومن شعبيَّته في الأوساط الإسلاميَّة. كما أنه في نفس الوقت تحاشى بكُل جُهده التصادم مع جيرانه المُسلمين المُحيطين به كي لا يقع اقتتال بين أبناء الدين الواحد من جهة، ومن جهةٍ أُخرى كي يستثمر كامل طاقاته في حرب الروم. وتمثَّلت عبقريَّة عُثمان أيضًا في أنه وضع أُسس دولةٍ استوحى نُظمها من السلطنة السُلجوقيَّة الروميَّة، سواء فيما يتعلَّق بالتقاليد أو بالتنظيمات أو بالحضارة الموروثة عن العالم الإسلامي، ويبدو أنه كان ذا شخصيَّةٍ جذَّابةٍ تُغري الآخرين القيام بِخدمته، كما تحلَّى بالجَلَد والمُثابرة وضبط النفس والهيبة. يقول المُؤرِّخ أحمد رفيق في موسوعته «التاريخ العام الكبير»: «كَانَ عُثمَانَ مُتَدَيِّنًا لِلغَايَةِ، وَكَانَ يَعلَمُ أنَّ نَشرَ الإِسلَامِ وَتَعْمِيمِهِ وَاجِبٌ مُقَدَّسٌ، وَكَانَ مَالِكًا لِفِكْرٍ سِيَاسِيٍّ وَاسِعٍ مَتِينٍ، وَلَم يُؤَسِّس عُثمَانَ دَوْلَتَهُ حُبًّا فِي السُّلطَةِ وِإِنَّمَا حُبًّا فِي نَشْرِ الإِسلَامِ». ويقول قادر مصر أوغلي: «لَقَد كَانَ عُثمَانُ بنُ أَرطُغرُل يُؤمِنُ إيمَانًا عَمِيْقًا بِأَنَّ وَظِيفَتَهُ الوَحِيْدَة فِي الحَيَاةِ هِيَ الجِهَادُ فِي سَبِيْلِ اللهِ؛ لِإعلَاءِ كَلِمَةِ الله، وَقَد كَانَ مُندَفِعًا بِكُلِّ حَوَاسِّهِ وِقِوَاه نَحْوَ تَحْقِيقِ هَذَا الهَدَف». ومن مظاهر تديُّن عُثمان الأوَّل والتزامه حُدود الشريعة الإسلاميَّة، أنَّهُ كان يُرسل فقط خُمس غنائم الغزوات والمعارك إلى السُلطان السُلجوقي ويُقسِّم الباقي على جُنُوده المُحاربين، ممَّا جعل جُنُوده يُحبونهُ ويُخلصون له في الوقت الذي أصبح السُلطانُ مُستاءً من أعماله، ولمَّا كتب لهُ يسأله لِماذا يُقسِّم الغنائم بدون أمره وكيف يُرسلُ لهُ الخُمس فقط، ردَّ عليه عُثمان بِأنَّهُ يُنفِّذ أمر الله لا أمر السُلطان، لِأنَّ هذا حُكم شريعة الإسلام، فكان أمر السُلطان بِأن يفعل ما يشاء ولا يتجاوز أوامر الله.

## في الثقافة الشعبيَّة

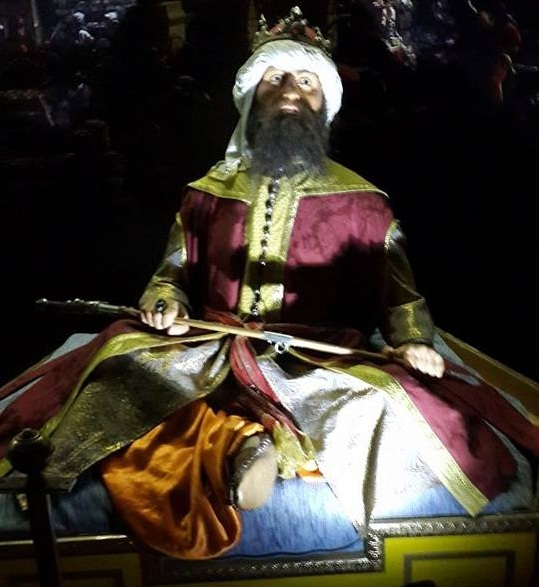
تمثالٌ شمعيّ للسُلطان عُثمان الأوَّل معروضٌ في بُرج السفير باستنبول.

ظهرت شخصيَّة عُثمان الأوَّل في فيلم «فتح 1453» الذي يتحدث عن فتح القُسطنطينيَّة على يد السُلطان مُحمَّد الفاتح. وفي الفيلم يرى الأخير منامًا يظهر فيه عُثمان (يُجسِّد دوره المُمثل أوغوز أقطاي) لِيُخبره بأنَّهُ صاحب بُشرى الرسول مُحمَّد القاضية بِفتح المدينة الحصينة. وفي سنة 2019م أُنتج مُسلسلٌ تلفزيوني تُركيّ يحمل عنوان «المُؤسس عُثمان» يتحدث عن قيام الدولة العُثمانيَّة على يد عُثمان بن أرطغرل، الذي أدَّى دوره المُمثل بُراق أوزجوید.
لِعُثمان الأوَّل تمثالٌ شمعيّ معروضٌ للزُوَّار والسَّائحين في برج السفير الواقع في منطقة «لاوند» باستنبول، ضمن تماثيل مُتعددة أُخرى لِعددٍ من القادة العالميين والسلاطين العُثمانيين. يحتلُّ عُثمان مكانةً بارزةً لدى الكثير من المُؤرخين والزُعماء الروحيين المُسلمين خُصوصًا، وهُناك رأيٌ سائد مفاده أنَّ ولادته في ذات اليوم الذي دُمِّرت فيه بغداد وسقطت الخِلافة الإسلاميَّة لم يكن محض صدفة، بل بِتلطُّفٍ إلٰهيٍّ. ومن أصحاب هذا الرأي: كبير الفلكيين الشيخ أحمد صاحب كتاب «صحائف الأخبار في وقائع الآثار»، وشيخ الإسلام سعد الدين أفندي، والمُؤرِّخ التُركي مُصطفى أرمغان، الذي اعتبر أنَّ ولادة عُثمان وتأسيسه لِدولةٍ جديدةٍ حملت راية الإسلام ودافعت عنه طيلة 600 سنة ووحَّدت العالم الإسلامي بعد تشرذمه، حالت دون أن يعيش هذا العالم الذُل والتجزئة التي عاشها سنة 1918م بعد أن انكسرت الدولة العُثمانيَّة في الحرب العالميَّة الأولى.
يذهب بعض المُؤرخين والعُلماء المُسلمين ومُفسري الرؤى إلى الدفاع عن حُلم عُثمان باعتباره من الأُمور التي يُمكن أن تقع، وحُججهم في ذلك أنَّ الرؤيا تلك مذكورة في إحدى أُمهات الكُتب وهو «الشقائق النُعمانيَّة في عُلماء الدولة العُثمانيَّة»، وقد تناقلتها المصادر المُتعاقبة عبر القُرون. كما قالوا أنَّ هذه الرؤية لا تُخالف العقل ولا النقل، لأنَّ عُثمان الأوَّل كان وفق ما نصَّت عليه المصادر رجُلًا تقيًّا ورعًا، ووفقًا لتفسير بعض العُلماء المُسلمين فإنَّ الرؤيا الصالحة وثناء الخلق ومحبتهم هي إحدى ثمار تقوى الإنسان، ومرجعهم في ذلك الحديث النبوي: «الرُّؤيَا الصَّالِحَةُ مِنَ اللهِ…» و«لَمْ يَبْقَ مِنْ مُبَشِّرَاتِ النُّبُوَّةِ إِلاَّ الرُّؤْيَا الصَّالِحَةُ يَرَاهَا الْمُسْلِمُ أَوْ تُرَى لَهُ».

### فهرست المراجع
بِاللُغات العربيَّة والفارسيَّة والعُثمانيَّة
1. 1 2  جحا وآخرون (1972)، ص. 116.
2. 1 2  أرمغان (2014)، ص. 15.
3. ↑  سعد الدين (1862)، ص. 13-15.
4. 1 2 3 4  أوزتونا (2010)، ص. 83-84.
5. 1 2 3  فريد بك (1981)، ص. 115-116.
6. ↑  القرماني (1985)، ص. 9-10.
7. ↑  الكوبريللي (1967)، ص. 126.
8. 1 2 3  طقوش (2013)، ص. 25-26.
9. 1 2  أرمغان (2014)، ص. 11.
10. 1 2 3  حلاق (2000)، ص. 16-17.
11. ↑  ابن إياس (1984)، ص. 364-365.
12. ↑  أوزتونا (2010)، ص. 89.
13. 1 2  يونم (2016)، ص. 4.
14. ↑  خراسانی (2011)، ص. 221-226.
15. 1 2  طقوش (2013)، ص. 27.
16. ↑  كولنز (1993)، ص. 26.
17. ↑  گُل (2014)، ص. 378.
18. ↑  يونم (2016)، ص. 4-5؛ 8.
19. ↑  كفادار (1999)، ص. 65-66.
20. 1 2  كفادار (1999)، ص. 63.
21. ↑  الدوري (1952)، ص. 520-523.
22. ↑  ابن بطوطة (1997)، ص. 163.
23. ↑  طقوش (2013)، ص. 28.
24. ↑  أوزتونا (2010)، ص. 88.
25. 1 2 3 4  أوزتونا (2010)، ص. 91.
26. 1 2  طقوش (2013)، ص. 29.
27. ↑  طقوش (2013)، ص. 29-30.
28. ↑  الشناوي (1980)، ص. 39.
29. ↑  آق كوندوز وأوزتورك (2008)، ص. 46.
30. ↑  دهيش (1995)، ص. 25.
31. 1 2 3 4  فريد بك (1981)، ص. 118.
32. ↑  حاجي خليفة (2009)، ص. 133-134.
33. ↑  النهروالي (1996)، ص. 265.
34. 1 2  منجم باشي (2009)، ص. 229–231.
35. 1 2  طقوش (2013)، ص. 30.
36. ↑  حاجي خليفة (2009)، ص. 136.
37. ↑  فريد بك (1981)، ص. 116 و119.
38. ↑  أبو غنيمة (1983)، ص. 197.
39. ↑  دهيش (1995)، ص. 26.
40. ↑  الصلابي (2001)، ص. 23-24.
41. ↑  محمود (1994)، ص. 331-332.
42. ↑  الكوبريللي (1967)، ص. 163.
43. ↑  إينالجك (2002)، ص. 15.
44. ↑  المقريزي (1997)، ص. 356.
45. ↑  مهدي (2008)، ص. 104.
46. 1 2  عطا (د.ت)، ص. 155-156.
47. 1 2  القرماني (1985)، ص. 11.
48. ↑  مانتران (1993)، ص. 23.
49. 1 2  أبو غنيمة (1983)، ص. 33.
50. ↑  القرماني (1985)، ص. 12.
51. ↑  كرمان (2015).
52. 1 2  فريد بك (1981)، ص. 120.
53. ↑  سعد الدين (1862)، ص. 28-29.
54. ↑  الدوري (2013)، ص. 342.
55. ↑  البيطار (د.ت)، ص. 907.
56. ↑  الكوبريللي (1967)، ص. 142.
57. 1 2 3 4 5  أرمغان (2014)، ص. 17.
58. ↑  فريد بك (1981)، ص. 122.
59. ↑  سرهنك (1895)، ص. 487.
60. ↑  أرمغان (2014)، ص. 16.
61. ↑  أبو غنيمة (1983)، ص. 21.
62. ↑  أبو غنيمة (1983)، ص. 3.
63. ↑  حرب (1994)، ص. 12.
64. 1 2 3 4  أرمغان (2014)، ص. 12.
65. ↑  آق كوندوز وأوزتورك (2008)، ص. 59.
66. ↑  آق كوندوز وأوزتورك (2008)، ص. 60.
67. ↑  أرمغان (2014)، ص. 13.
68. 1 2  العاصمي المكي (1998)، ص. 71.
69. 1 2 3  أرمغان (2014)، ص. 14.
70. ↑  أرمغان (2014)، ص. 15-16.
71. ↑  تيمور باشا (1956)، ص. 445.
72. ↑  أرمغان (2014)، ص. 64.
73. 1 2  مصطفى (1986)، ص. 36.
74. ↑  أبو غنيمة (1983)، ص. 32.
75. ↑  بيومي (1991)، ص. 51-53.
76. ↑  أوزتونا (2010)، ص. 92-93.
77. ↑  الصلابي (2001)، ص. 27.
78. ↑  أكرم (1980)، ص. 166.
79. ↑  طاشكبري زاده (1975)، ص. 3.
80. ↑  الصلابي (2001)، ص. 36.

باللُّغتين الإنگليزيَّة والتُركيَّة
1. ↑  Quataert (2005), p. 4.
2. ↑  Anooshahr (2009), p. 157.
3. ↑  Sakaoğlu (1999), p. 392-395.
4. ↑  Shaw (1976), p. 13.
5. ↑  Zachariadou (1997), p. 150.
6. ↑  Kayapinar (2013).
7. ↑  Sakaoğlu (1999a), p. 26, 517.
8. ↑  Creasy (1910), p. 15.
9. ↑  Finkel (2006), p. xiii.
10. ↑  Fossier & Tenison (1986), p. 279.
11. ↑  Balcıoğlu (1940), p. 271.
12. ↑  Başar (1995), p. 314.
13. ↑  Shaw (1976), p. 13-14.
14. ↑  Peirce (1993), p. 34.
15. ↑  Shaw (1976), p. 14.
16. ↑  Cahen (1968), p. 300.
17. ↑  Kazhdan (1991), p. 1539–1540.
18. ↑  Nicol (1993), p. 125–126.
19. ↑  Bartusis (1997), p. 76–77.
20. ↑  Laiou (1972), p. 90.
21. ↑  Bartusis (1997), p. 76.
22. ↑  Kazhdan (1991), p. 251, 1421.
23. ↑  Nicol (1993), p. 126.
24. ↑  Laiou (1972), p. 90–91.
25. ↑  NTV Haber (2009).
26. ↑  Waley (1984), p. 164.
27. ↑  Brookes (2008), p. 278, 285.
28. ↑  Opfell (2001), p. 146, 151.
29. ↑  Osmanlı Hanedanı (n.d).
30. ↑  Pazan (2009).
31. ↑  Peirce (1993), p. 106–107.
32. ↑  M'Gregor (1854), p. 376.
33. ↑  Hasluck (1929), p. 604–622.
34. ↑  New York Times (1876), p. 2.
35. ↑  Hürriyet (2019).

### ثبت المراجع(مُرتَّبة حسب تاريخ النشر)
كُتُب ودوريَّات باللُّغة العربيَّة:
- زبيدة عطا (د.ت.)، بلا التُّرك في العُصُور الوُسطى: بيزنطة وسلاجقة الرُّوم والعُثمانيُّون (PDF)، القاهرة: دار الفكر العربي، OCLC:235976839، QID:Q119267217 {{استشهاد}}: تحقق من التاريخ في: |publication-date= (مساعدة)
- عبد الرحمن البيطار (د.ت). "العثمانيـون: (699 - 1342هـ/1299 - 1924م)". الموسوعة العربيَّة. هيئة الموسوعة العربيَّة. ج. 12. مؤرشف من الأصل في 9 يونيو 2023. {{استشهاد بموسوعة}}: تحقق من التاريخ في: |تاريخ= (مساعدة)
- إسماعيل سرهنك (قرابة 1895)، حقائق الأخبار عن دُول البحار (ط. 1)، القاهرة: الهيئة العامة لشؤون المطابع الأميرية، ج. 1، QID:Q119269108 {{استشهاد}}: تحقق من التاريخ في: |publication-date= (مساعدة)
- عبد العزيز الدوري (1371 هـ = 1952م). "الأصناف والحرف الإسلاميَّة". الرسالة. القاهرة: دار الرسالة ع. 983. مؤرشف من الأصل في 2023-06-05. {{استشهاد بدورية محكمة}}: تحقق من التاريخ في: |سنة= (مساعدة)
- أحمد تيمور باشا (مارس 1956)، الأمثال العاميَّة: مشروحة ومُرتَّبة على الحرف الأوَّل من المثل (PDF) (ط. 2)، لجنة نشر المؤلفات التيمورية، OCLC:4770368955، QID:Q112422252
- محمد فؤاد الكوبريللي (1967)، قيام الدولة العُثمانيَّة، ترجمة: أحمد السعيد سليمان، القاهرة: دار الكتاب العربي، OCLC:4770493061، QID:Q119079004
- شفيق جحا؛ منير البعلبكي؛ بهيج عثمان (1972)، المُصوَّر في التاريخ (ط. 1)، بيروت: دار العلم للملايين، ج. 6، QID:Q119020382
- طاشكبري زاده (1975)، الشقائق النُعمانيَّة في عُلماء الدولة العُثمانيَّة: ويليه العقد المنظوم في ذكر أفاضل الرُّوم، بيروت: دار الكتاب العربي، OCLC:14820694، QID:Q119418883{{استشهاد}}:  صيانة الاستشهاد: ref duplicates default (link)
- السيِّد عبد المُؤمن السيِّد جمال أكرم (قرابة 1980)، أضواء على تاريخ توران (تُركستان)، مكة المكرمة: رابطة العالم الإسلامي، OCLC:1227874793، QID:Q119417071 {{استشهاد}}: تحقق من التاريخ في: |publication-date= (مساعدة)
- عبد العزيز محمد الشناوي (1980)، الدولة العُثمانيَّة: دولة إسلاميَّة مُفترى عليها، القاهرة: مكتبة الأنجلو المصرية، ج. 1، QID:Q119144757
- محمد فريد (1981)، تاريخ الدولة العليَّة العُثمانيَّة، تحقيق: إحسان حقي (ط. 1)، بيروت: دار النفائس للطباعة والنشر والتوزيع، OCLC:6150666، QID:Q113541212
- زياد محمود أبو غنيمة (1983)، جوانب مُضيئة في تاريخ العُثمانيين الأتراك (ط. 1)، عَمَّان: دار الفرقان، OCLC:15164443، QID:Q119175215
- ابن إياس (1984). بدائع الزُهُور في وقائع الدُهُور. تحقيق: محمد مصطفى (ط. 2). القاهرة: الهيئة المصرية العامة للكتاب. ج. 5. ISBN:977-01-0293-8. OCLC:4771296925. QID:Q114442172.{{استشهاد بكتاب}}:  صيانة الاستشهاد: ref duplicates default (link)
- أحمد بن يوسف القرماني (1985)، تاريخ سلاطين آل عُثمان، تحقيق: بسام عبد الوهاب الجابي (ط. 1)، دمشق: دار البصائر، OCLC:4770362328، QID:Q119078151
- أحمد عبد الرحيم مصطفى (1986)، في أُصُول التاريخ العُثماني (ط. 2)، القاهرة: دار الشروق، OCLC:4771066482، QID:Q119368991
- زكريا سليمان بيومي (1991)، قراءة جديدة في تاريخ العُثمانيين: التحالف الصليبي الماسوني الإستعماري وضرب الإتجاه الإسلامي (ط. 1)، جدة: عالم المعرفة، OCLC:39890141، QID:Q119373870
- بول كولنز (1993). العُثمانيُّون في أورُبَّا. ترجمة: عبد الرحمن عبد الله الشيخ. القاهرة: الهيئة المصرية العامة للكتاب. ISBN:977-01-3231-4. QID:Q119114178.
- روبير مانتران (1993). تاريخ الدولة العُثمانيَّة. ترجمة: بشير السباعي (ط. 1). القاهرة: دار الفكر للدراسات والنشر والتوزيع. ج. 1. ISBN:977-5091-13-6. QID:Q119268097.
- علي عبد الحليم محمود (1994). التراجُع الحضاري في العالم الإسلامي وطريق التغلُّب عليه (ط. 1). المنصورة: دار الوفاء. ISBN:977-150-085-6. OCLC:31687305. OL:13162448M. QID:Q119224128.
- محمد حرب (1994)، العُثمانيُّون في التاريخ والحضارة (ط. 1)، مدينة نصر: المركز المصري للدراسات العثمانية وبحوث العالم التركي، OCLC:4771244672، QID:Q119269538
- عبد اللطيف عبد الله بن دهيش (1995)، قيام الدولة العُثمانيَّة (ط. 2)، مكة المكرمة: مكتبة ومطبعة النهضة الحديثة، OCLC:438041324، QID:Q119145229
- قطب الدين النهروالي (1996)، الإعلام بأعلام بيت الله الحرام، تحقيق: هشام عبد العزيز عطا (ط. 1)، مكة المكرمة: المكتبة التجارية، OCLC:1301493918، QID:Q119174618
- ابن بطوطة (1997). تُحفة النُظَّار في غرائب الأمصار وعجائب الأسفار. الرباط: أكاديمية المملكة المغربية. ج. 2. ISBN:9981-46-006-0. QID:Q119118228.{{استشهاد بكتاب}}:  صيانة الاستشهاد: ref duplicates default (link)
- تقي الدين المقريزي (1997)، السُلُوك لمعرفة دُول المُلُوك (PDF)، تحقيق: محمد عبد القادر عطا (ط. 1)، بيروت: دار الكتب العلمية، ج. 2، QID:Q119224936
- عبد الملك العصامي (1998). سمط النُجُوم العوالي في أنباء الأوائل والتوالي (ط. 1). بيروت: دار الكتب العلمية. ج. 4. ISBN:2-7451-2615-6. OCLC:44102027. OL:12601935M. QID:Q119322521.
- جمال كفادار (1419هـ = 1999م). "تكوُّن الدولة العُثمانية". الإجتهاد: مجلَّة مُتخصصِّة تُعنى بقضايا الدين والمُجتمع والتجديد العربي الإسلامي. ترجمة: عبد اللطيف الحارس. بيروت: دار الإجتهاد للأبحاث والترجمة والنشر. ج. 11 ع. 41–42. مؤرشف من الأصل في 2017-02-28. اطلع عليه بتاريخ 15 أيلول (سپتمبر) 2015. {{استشهاد بدورية محكمة}}: تحقق من التاريخ في: |تاريخ الوصول=، |تاريخ=، و|سنة= لا يطابق |تاريخ= (مساعدة)
- حسان حلاق (2000)، تاريخ الشُعُوب الإسلاميَّة الحديث والمُعاصر (ط. 1)، بيروت: دار النهضة العربية، OCLC:4770535155، QID:Q119079207
- علي الصلابي (2001). السُلطان مُحمَّد الفاتح وعوامل النُهُوض في عصره. الإسكندرية: دار الإيمان للطباعة والنشر والتوزيع. ISBN:977-331-105-8. QID:Q114357988.
- خليل إينالجك (2002). تاريخ الدولة العُثمانيَّة من النُشُوء إلى الانحدار. ترجمة: محمد م. الأرناؤوط (ط. 1). بيروت: دار المدار الإسلامي. ISBN:9959-29-088-3. OCLC:4770974758. QID:Q43033337.
- أحمد آق كوندوز؛ سعيد أوزتورك (2008). الدولة العُثمانيَّة المجهولة: 303 سُؤال وجواب توضح حقائق غائبة عن الدولة العُثمانيَّة. إسطنبول: وقف البحوث العثمانية. ISBN:978-975-7268-39-0. OCLC:4770841329. QID:Q114411691.
- شفيق مهدي (2008)، مماليك مصر والشَّام: نُقودهم، نُقوشهم، مسكوكاتهم، ألقابهم، سلاطينهم، 648-922هـ/1250-1517م (ط. 1)، بيروت: الدار العربية للموسوعات، OCLC:191763406، QID:Q119248885
- أحمد منجم باشي (2009)، جامع الدُّول في التَّاريخ: قسم سلاطين آل عُثمان إلى سنة 1083هـ، تحقيق: غسان علي الرمال (ط. 1)، مكة المكرمة: دار الشفق للطباعة والنشر، ج. 1، OCLC:543658290، QID:Q119705199
- حاجي خليفة (2009). فذلكة أقوال الأخيار في علم التاريخ والأخبار: تاريخ مُلُوك آل عُثمان. تحقيق: سيد محمد السيد. أنقرة: مؤسسة العالي أتاتورك للثقافة واللغات والتاريخ. ISBN:978-975-16-2183-2. LCCN:2010449393. OCLC:908454327. OL:30470281M. QID:Q119174278.{{استشهاد بكتاب}}:  صيانة الاستشهاد: ref duplicates default (link)
- يلماز أوزتونا (2010)، موسوعة تاريخ الإمبراطوريَّة العُثمانيَّة السياسي والعسكري والحضاري: 629 - 1341هـ / 1231 - 1922م، ترجمة: عدنان محمود سلمان (ط. 1)، بيروت: الدار العربية للموسوعات، ج. 1، QID:Q119025953
- رائد سامي حميد الدوري (كانون الثاني 2013). "دوافع التوجُّهات العُثمانيَّة نحو أوربَّا الشرقيَّة 1358 -1299م: دراسة تاريخيَّة". مجلَّة سُرَّ من رأى. جامعة سامرَّاء. ج. 9 ع. 32. ISSN:1813-1735. مؤرشف من الأصل في 2023-06-15. {{استشهاد بدورية محكمة}}: تحقق من التاريخ في: |سنة= (مساعدة)
- محمد سهيل طقوش (2013). تاريخ العُثمانيين من قيام الدولة إلى الانقلاب على الخلافة (ط. 3). بيروت: دار النفائس للطباعة والنشر والتوزيع. ISBN:978-9953-18-443-2. OCLC:1025663587. QID:Q107311111.
- محمد زاهد گُل (1435هـ = 2014م). "الطَّريقة البكطاشيَّة". التحولات الفكريَّة في العالم الإسلامي: أعلام وكتب وحركات وأفكار، من القرن العاشر إلى الثاني عشر الهجري (ط. 1). هيرندون: المعهد العالمي للفكر الإسلامي. ISBN:9781565646216. مؤرشف من الأصل في 8 يناير 2020. اطلع عليه بتاريخ 20 أيلول (سپتمبر) 2018م. {{استشهاد بكتاب}}: تحقق من التاريخ في: |تاريخ الوصول= و|سنة= (مساعدة)
- مصطفى أرمغان (2014). التاريخ السرِّي للإمبراطوريَّة العُثمانيَّة: جوانب غير معروفة من حياة سلاطين بني عُثمان. ترجمة: عبد القادر عبد اللي (ط. 1). بيروت: الدار العربية للعلوم ناشرون. ISBN:978-614-01-1122-6. OCLC:913807734. QID:Q119023002.
- زهراء كرمان (18 أغسطس 2015). "عواصم الدولة العثمانية الثلاث". تُركيا پوست. مؤرشف من الأصل في 15 أغسطس 2018. اطلع عليه بتاريخ 18 أغسطس 2015. {{استشهاد ويب}}: تحقق من التاريخ في: |تاريخ الوصول= (مساعدة)
- أحمد يونم (2016). "ظُهور البكتاشيَّة والإشراف على الإنكشاريَّة". الإسلام المُوازي في تُركيا: البكتاشيَّة وجدل التأسيس (PDF) (ط. 1). دبي: مركز المسبار للدراسات والبحوث. مؤرشف من الأصل (PDF) في 20 أيلول (سپتمبر) 2018. اطلع عليه بتاريخ 20 أيلول (سپتمبر) 2018. {{استشهاد بكتاب}}: تحقق من التاريخ في: |تاريخ الوصول=، |سنة=، و|تاريخ أرشيف= (مساعدة)

باللُّغتين العُثمانيَّة والفارسيَّة:
- سعد الدين بن حسن جان (١٨٦٢ - ١٨٦٣). تاج التواريخ (بالتركية العثمانية). إستانبول: طبعخانۀ عامره. ج. ١. مؤرشف من الأصل في 2023-06-05. {{استشهاد بكتاب}}: تحقق من التاريخ في: |سنة= (مساعدة)
- سیِّد مُحمَّد بن ابراهیم خراسانی؛ با همكارى: مريم سلطانى (۲۰۱۱). ولايت نامه: گنجينه فرهنگ و عقايد علوى (بالفارسية). ترجمة: اسرا دوغان. تهران: انتشارات آراس. {{استشهاد بكتاب}}: تحقق من التاريخ في: |سنة= (مساعدة)

باللُّغتين التُركيَّة والإنگليزيَّة:
- "Current Living Şehzades" (بالإنجليزية). Official Ottoman Family Website. Archived from the original on 2011-09-16. Retrieved 2011-04-15.
- M'Gregor, J. (Jul 1854). "The Race, Religions, and Government of the Ottoman Empire". The Eclectic Magazine of Foreign Literature, Science, and Art (بالإنجليزية). New York: Leavitt, Trow, & Co. 32. OCLC:6298914. Archived from the original on 2020-02-24. Retrieved 2009-04-25.{{استشهاد بدورية محكمة}}:  صيانة الاستشهاد: ref duplicates default (link)
- "Girding on the Sword of Osman". New York Times (بالإنجليزية). 18 Sep 1876. ISSN:0362-4331. Archived from the original on 2023-06-15. Retrieved 2009-04-19.
- Creasy, Edward Shepherd (1910). Turkey (بالإنجليزية). Oakland, California: University of California Libraries.{{استشهاد بكتاب}}:  صيانة الاستشهاد: ref duplicates default (link)
- Balcıoğlu, Tahir Harimî (1940). Türk Tarihinde Mezhep Cereyanları (بالتركية) (Birinci ed.). İstanbul: Kanaat Kitabevi.{{استشهاد بكتاب}}:  صيانة الاستشهاد: ref duplicates default (link)
- Cahen, Claude (1968). Pre-Ottoman Turkey: a general survey of the material and spiritual culture and history (بالإنجليزية). Translated by Jones-Williams, J. New York: Taplinger. Archived from the original on 2023-04-05.{{استشهاد بكتاب}}:  صيانة الاستشهاد: ref duplicates default (link)
- Laiou, Angeliki E. (1972), Constantinople and the Latins: The Foreign Policy of Andronicus II, 1282–1328 (بالإنجليزية), Harvard University Press, ISBN:9780674165359{{استشهاد}}:  صيانة الاستشهاد: ref duplicates default (link)
- Shaw, Stanford (1976). History of the Ottoman Empire and modern Turkey (PDF) (بالإنجليزية). New York: Cambridge University Press. Vol. 1. ISBN:9780521291668. Archived from the original (PDF) on 2015-09-25.{{استشهاد بكتاب}}:  صيانة الاستشهاد: ref duplicates default (link)
- Waley, Daniel (1984). Later Medieval Europe (بالإنجليزية). Longman. ISBN:0582492629. Archived from the original on 2019-12-15.{{استشهاد بكتاب}}:  صيانة الاستشهاد: ref duplicates default (link)
- Fossier, Robert; Tenison, Sarah Hanbury (1986). The Cambridge illustrated history of the Middle Ages. 3, 1250-1520 (بالإنجليزية). Cambridge: Cambridge University Press. Archived from the original on 2022-04-10.{{استشهاد بكتاب}}:  صيانة الاستشهاد: التاريخ والسنة (link)
- Kazhdan, Alexander, ed. (1991), Oxford Dictionary of Byzantium (بالإنجليزية), Oxford University Press, ISBN:9780195046526{{استشهاد}}:  صيانة الاستشهاد: ref duplicates default (link)
- Nicol, Donald MacGillivray (1993), The Last Centuries of Byzantium, 1261–1453 (بالإنجليزية), Cambridge University Press, ISBN:9780521439916, Archived from the original on 2019-05-11
- Peirce, Leslie P. (1993). The Imperial Harem: Women and Sovereignty in the Ottoman Empire (بالإنجليزية). Oxford University Press. ISBN:9780195086775. Archived from the original on 2019-07-15.{{استشهاد بكتاب}}:  صيانة الاستشهاد: ref duplicates default (link)
- Başar, Fahamettin (1995). "Ertuğrul Gazi". Türkiye Diyanet Vakfı İslâm Ansiklopedisi (بالتركية). Türkiye Diyanet Vakfı İslâm Araştırmaları Merkezi. Vol. 11. Archived from the original (PDF) on 2023-06-12.{{استشهاد بموسوعة}}:  صيانة الاستشهاد: ref duplicates default (link)
- Bartusis, Mark C. (1997), The Late Byzantine Army: Arms and Society 1204–1453 (بالإنجليزية), University of Pennsylvania Press, ISBN:9780812216202, Archived from the original on 2019-06-05{{استشهاد}}:  صيانة الاستشهاد: ref duplicates default (link)
- Zachariadou, Elizabeth A. (1997). Osmanlı Beyliği, 1300-1389 (بالتركية). İstanbul: Türkiye Ekonomik ve Toplumsal Tarih Vakfı. ISBN:9789753330671.{{استشهاد بكتاب}}:  صيانة الاستشهاد: ref duplicates default (link)
- Sakaoğlu, Necdet (1999). Bu Mülkün Sultanları (بالتركية). İstanbul: Oglak. ISBN:9753292996.
- Sakaoğlu, Necdet (1999). Yaşamları ve Yapıtlarıyla Osmanlılar Ansiklopedisi (بالتركية). Yapı Kredi Kültür Sanat Yayıncılık. Vol. 2. ISBN:9789750800719.{{استشهاد بكتاب}}:  صيانة الاستشهاد: ref duplicates default (link)
- Opfell, Olga (2001). Royalty who wait: the 21 heads of formerly regnant houses of Europe (بالإنجليزية). McFarland. ISBN:9780786450572. Archived from the original on 2022-04-03. Retrieved 2011-04-14.
- Quataert, Donald (2005). The Ottoman Empire, 1700–1922 (بالإنجليزية). Cambridge: Cambridge University Press. ISBN:9780521547826. Archived from the original on 2017-08-17.{{استشهاد بكتاب}}:  صيانة الاستشهاد: ref duplicates default (link)
- Finkel, Caroline (2006). Osman's Dream: The Story of the Ottoman Empire 1300-1923 (بالإنجليزية). London: John Murray. ISBN:9780719561122. Archived from the original on 2016-04-09.{{استشهاد بكتاب}}:  صيانة الاستشهاد: ref duplicates default (link)
- Hasluck, Frederick William (2007) [First published 1929]. "XLVI. The Girding of the Sultan". In Hasluck, Margaret (ed.). Christianity and Islam Under the Sultans (بالإنجليزية). READ BOOKS. Vol. II. ISBN:9781406758870. Archived from the original on 2023-06-15. Retrieved 2009-05-02.
- Brookes, Douglas (2008). The concubine, the princess, and the teacher: voices from the Ottoman harem (بالإنجليزية). University of Texas Press. DOI:10.7560/718425. ISBN:9780292783355. Archived from the original on 2023-02-16. Retrieved 2011-04-14.
- Sakaoğlu, Necdet (2008). Bu mülkün kadın sultanları: Vâlide sultanlar, hâtunlar, hasekiler, kadınefendiler, sultanefendiler (بالتركية). İstanbul: Oğlak Yayıncılık. ISBN:9789753296236. Archived from the original on 2023-02-06.{{استشهاد بكتاب}}:  صيانة الاستشهاد: ref duplicates default (link)
- Anooshahr, Ali (2009). The Ghazi sultans and the frontiers of Islam: a comparative study of the late medieval and early modern periods (PDF) (بالإنجليزية). London ; New York: Routledge. ISBN:9780203886656. Archived from the original (PDF) on 2016-03-05.{{استشهاد بكتاب}}:  صيانة الاستشهاد: ref duplicates default (link)
- "Prof. İnalcık: Osmanlı 1302'de kuruldu. Ünlü tarihçi Prof. Dr. Halil İnalcık, Osmanlı'nın devlet niteliğini 1302 yılında Yalova'daki Bafeus Zaferi sonrası kazandığını söyledi". NTV Haber (بالتركية). 27.07.2009. Archived from the original on 15 ديسمبر 2019. Retrieved 13 - 9 -2015. {{استشهاد ويب}}: تحقق من التاريخ في: |تاريخ الوصول= and |تاريخ= (help)
- Pazan, İbrahim (15 Sep 2009). "Osmanoğullarının yeni reisi Osman Bayezid Efendi". Netgazete (بالتركية). Archived from the original on 2012-06-08. Retrieved 2011-04-16.
- Kayapinar, Levent (2013). "Osman mı, Atman mı?". YouTube (بالتركية). Haber Türk. Archived from the original on 2019-12-15. Retrieved 2015-09-13.{{استشهاد ويب}}:  صيانة الاستشهاد: ref duplicates default (link)
- "Kuruluş Osman'ın ilk tanıtım fragmanı yayınlandı! Kuruluş Osman ne zaman başlayacak?". Hürriyet (بالتركية). 9 Ekim 2019. Archived from the original on 1-12-2019. Retrieved 9-10-2019. {{استشهاد ويب}}: تحقق من التاريخ في: |تاريخ= (help)

طالع أيضًا النسخة الإنگليزيَّة المُحكَّمة من هذه المقالة:
- Bassem Fleifel (30 Jan 2021). Eystein Thanisch (ed.). "Osman I, father of kings" (PDF). WikiJournal of Humanities (بالإنجليزية). Reviewer: Rama Aziz Draz, Hassan Hallak. 4 (1): 1. DOI:10.15347/WJH/2021.001. ISSN:2639-5347. OCLC:8897038424. S2CID:233294716. QID:Q99519061. Archived from the original (PDF) on 2021-04-14.{{استشهاد بدورية محكمة}}:  صيانة الاستشهاد: دوي مجاني غير معلم (link)

## وصلات خارجيَّة
- خالد أبو هريرة (24 يوليو 2020). "«كندز ألب» أم «سليمان شاه».. من هو جد عثمان الأول مؤسس الدولة العثمانية؟!". تُركيا الآن. مؤرشف من الأصل في 16 يونيو 2023. اطلع عليه بتاريخ 16 يونيو 2023. {{استشهاد ويب}}: تحقق من التاريخ في: |تاريخ الوصول=، |تاريخ=، و|تاريخ أرشيف= (مساعدة)
- راغب السرجاني (10 مارس 2021). "عثمان الأول مؤسس الدولة العثمانية". قصَّة الإسلام. مؤرشف من الأصل في 16 يونيو 2023. اطلع عليه بتاريخ 16 يونيو 2023. {{استشهاد ويب}}: تحقق من التاريخ في: |تاريخ الوصول=، |تاريخ=، و|تاريخ أرشيف= (مساعدة)

| عثمان الأول عاهل آل عُثمانولد: 1258 توفي: 1326 |                                          |                                     |
| ألقاب ملكية                                   |                                          |                                     |
| سبقه أرطُغرُل                                   | زعيمُ قبيلة قايى التُركيَّة الغُزيَّة 1281–1299 | أصبح سُلطانًا تأسيس السلطنة العُثمانيَّة |
| لقب جديد تأسيس السلطنة                        | سُلطان الدولة العُثمانيَّة 1299–1326         | تبعه أورخان غازي                    |